# Generi di Orobanchaceae
La voce elenca i generi di Orobanchaceae. Per ogni genere viene indicato l'Autore, l'anno di pubblicazione, il numero delle specie, tipo di parassitismo. I nomi comuni italiani sono evidenziati in grassetto seguiti dal numero delle specie presenti sul territorio italiano.

## A
- Aeginetia L., 1753: 3 - 4 specie - Tribù Orobancheae - Oloparassita
- Agalinis Raf., 1837: 40 - 45 specie - Tribù Gerardieae - Emiparassita
- Alectra Thunb., 1784: 40 specie - Tribù Escobedieae - Emiparassita
- Anisantherina Pennell ex Britton, 1920: Una specie (Anisantherina hispidula (Mart.) Pennell) - Tribù Gerardieae - Emiparassita
- Asepalum Marais, 1981: Una specie (Asepalum eriantherum (Vatke) Marais) - Incertae sedis (ex famiglia Cyclocheilaceae) - Emiparassita
- Aureolaria Raf., 1837: 10 - 11 specie - Tribù Gerardieae - Emiparassita

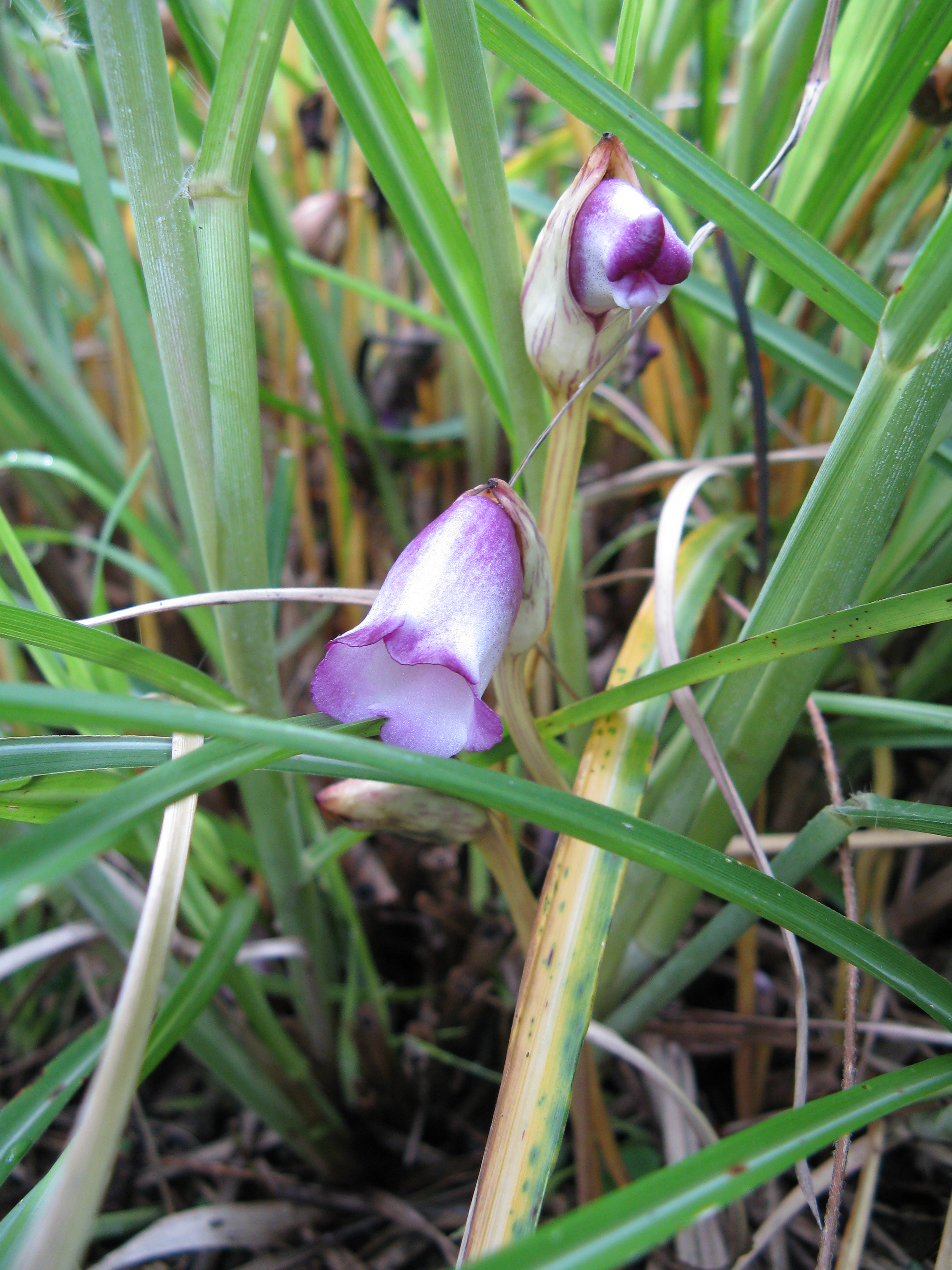
Aeginetia indica
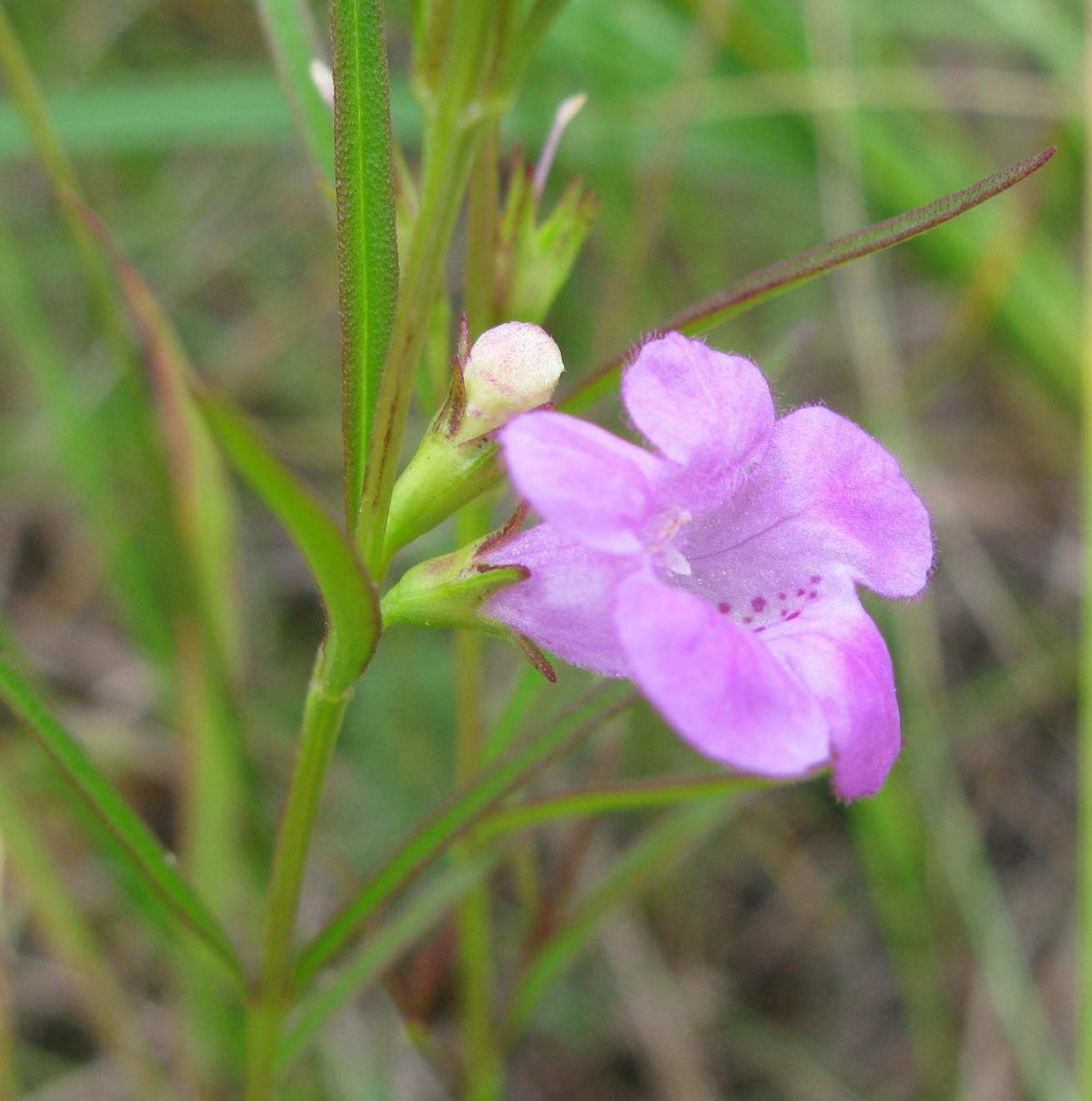
Agalinis paupercula
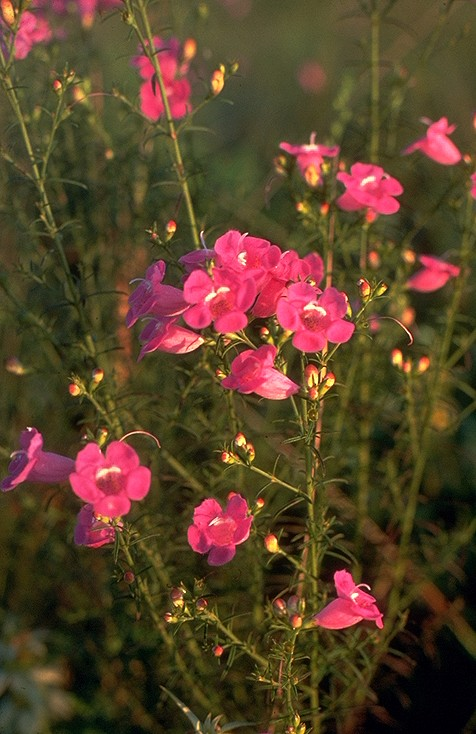
Agalinis fasciculata
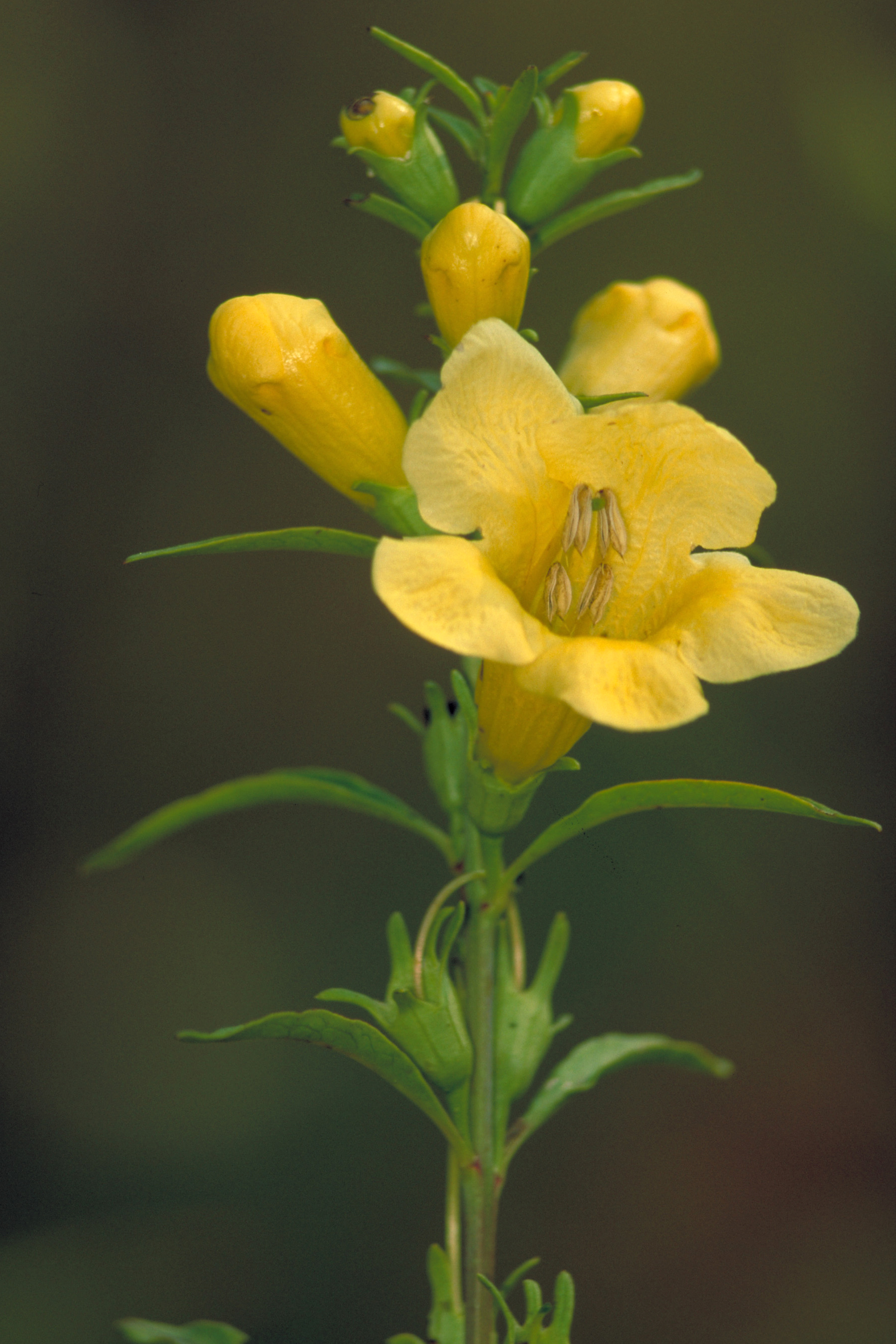
Aureolaria flava
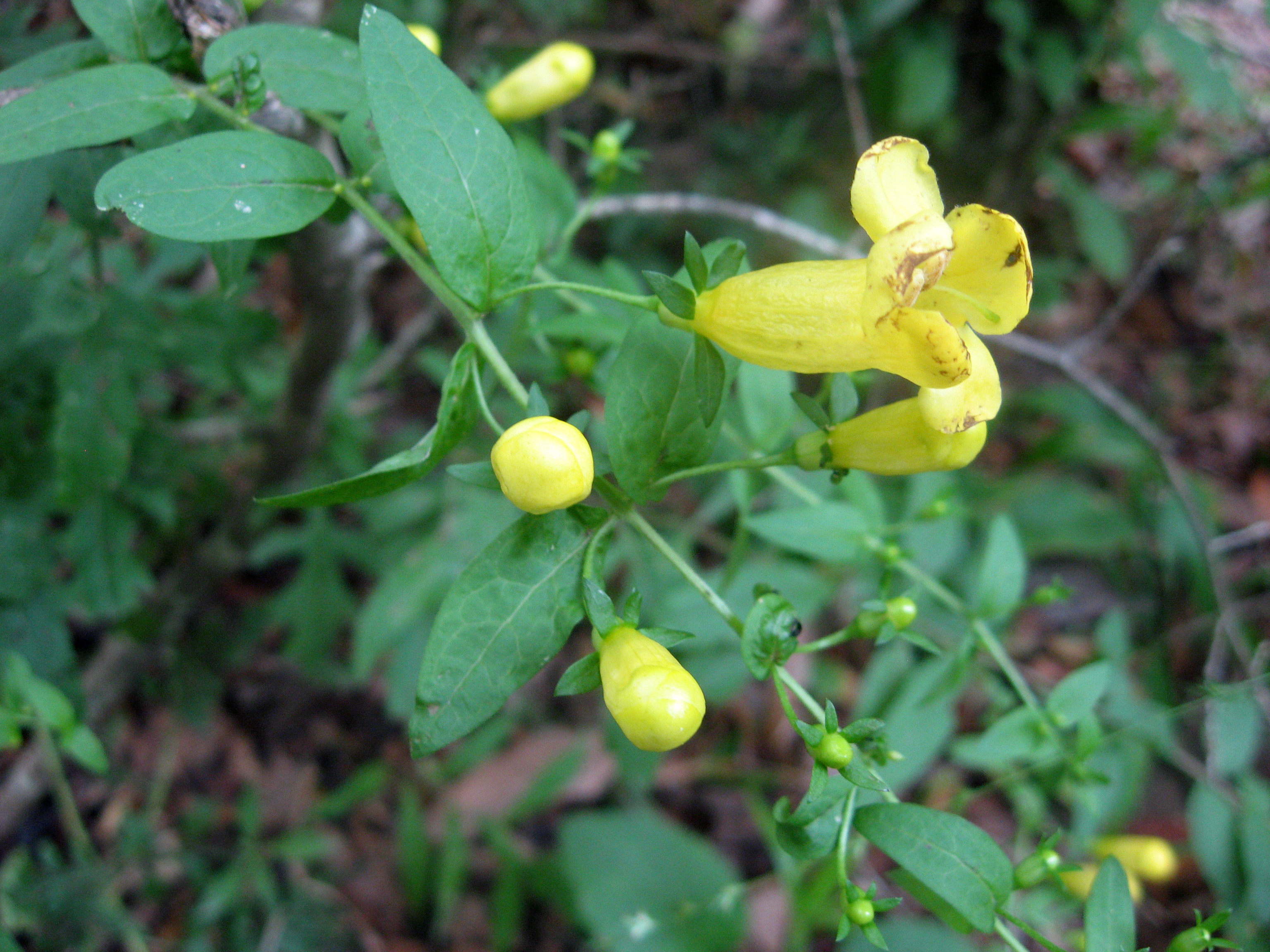
Aureolaria patula
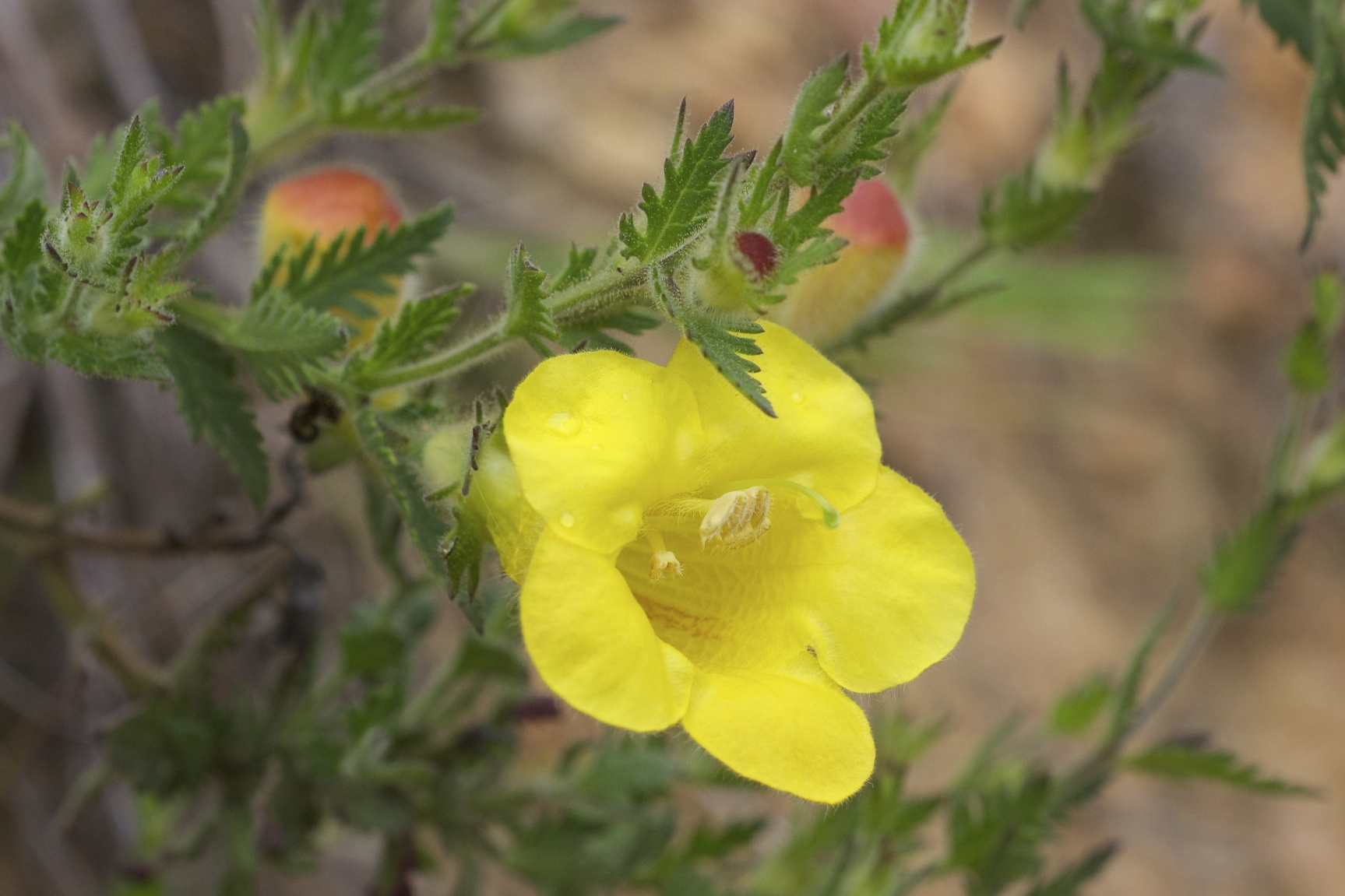
Aureolaria pectinata
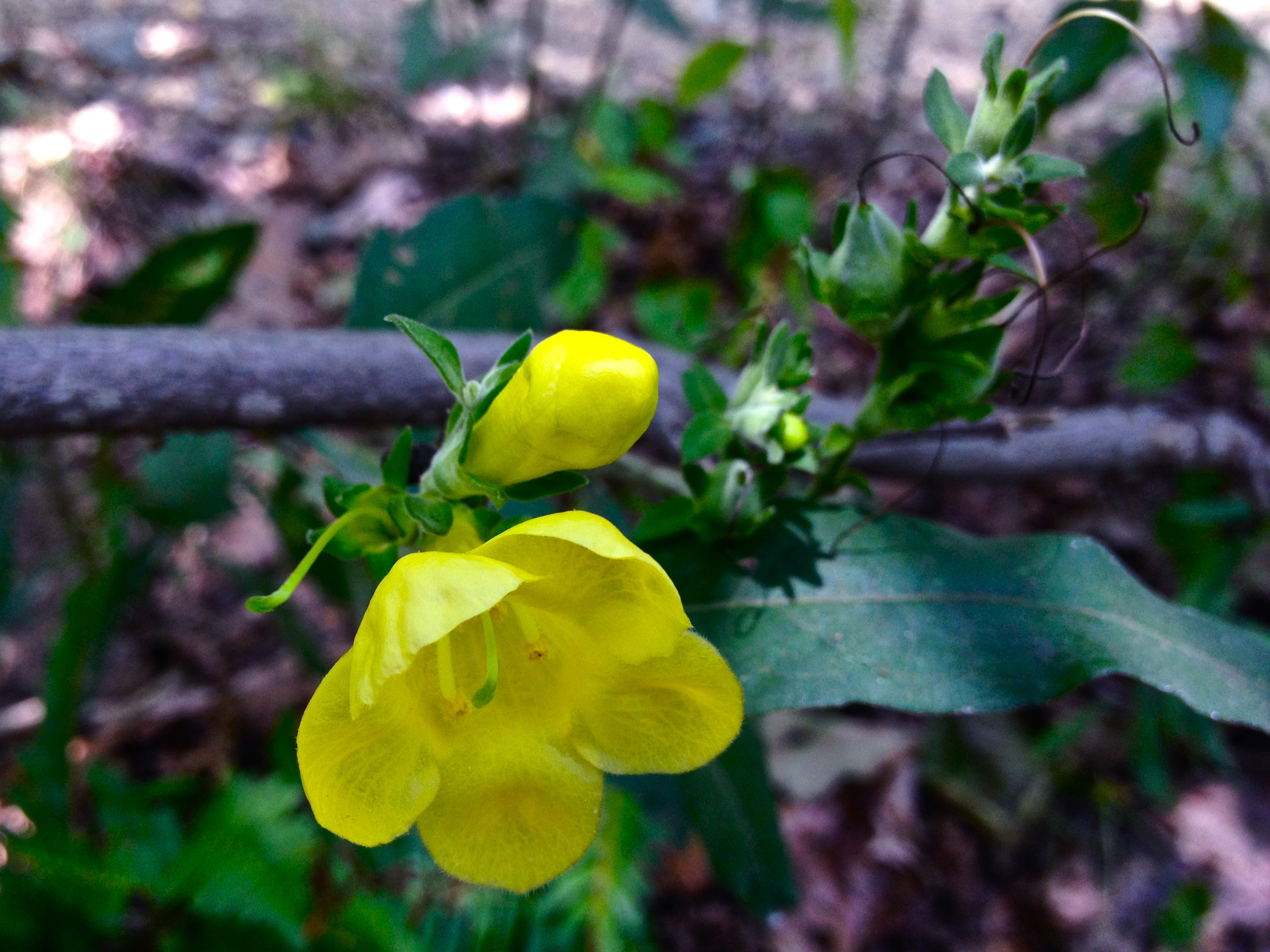
Aureolaria virginica
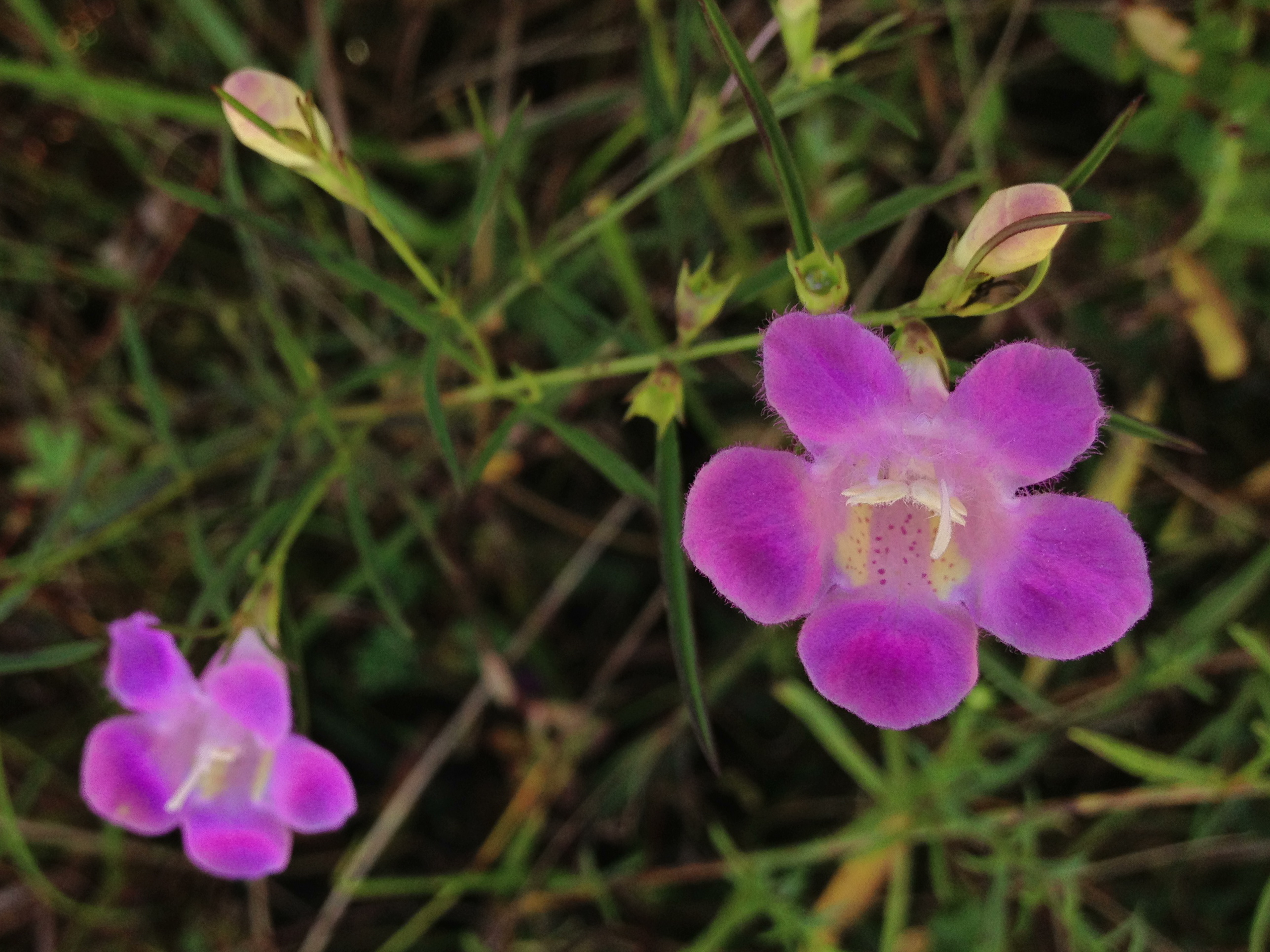
Agalinis purpurea

## B
- Bartsia L., 1753: 50 - 60 specie - Tribù Rhinantheae - Emiparassita - Bartsia (2 specie)
- Bartsiella  Bolliger, 1996: Una specie (Bartsiella rameauana (Emb.) Bolliger) - Tribù Rhinantheae
- Baumia Engl. & Gilg., 1903: Una specie (Baumia angolensis Engl. & Gilg., 1903) - Tribù Buchnereae (Sottotribù Sopubiinae)
- Boschniakia CA Mey. ex Bong., 1833: 4 specie - Tribù Orobancheae - Oloparassita
- Bornmuellerantha  Rothm.,1943: Una specie (Bornmuellerantha aucheri  (Boiss.) Rothm.) - Tribù Rhinantheae
- Brachystigma Pennell, 1928: Una specie (Brachystigma wrightii (A. Gray) Pennell) - Tribù Gerardieae
- Brandisia  J. D. Hooker & Thomson, 1865: 13 specie - Incertae sedis - Emiparassita
- Buchnera L., 1753: Circa 100 specie - Tribù Buchnereae (Sottotribù Buchneriinae) - Emiparassita
- Bungea C.A. Mey., 1831: 2 specie - Tribù Cymbarieae - Emiparassita
- Buttonia McKen ex Benth., 1871: 2 - 3 specie - Tribù Buttonieae - Emiparassita

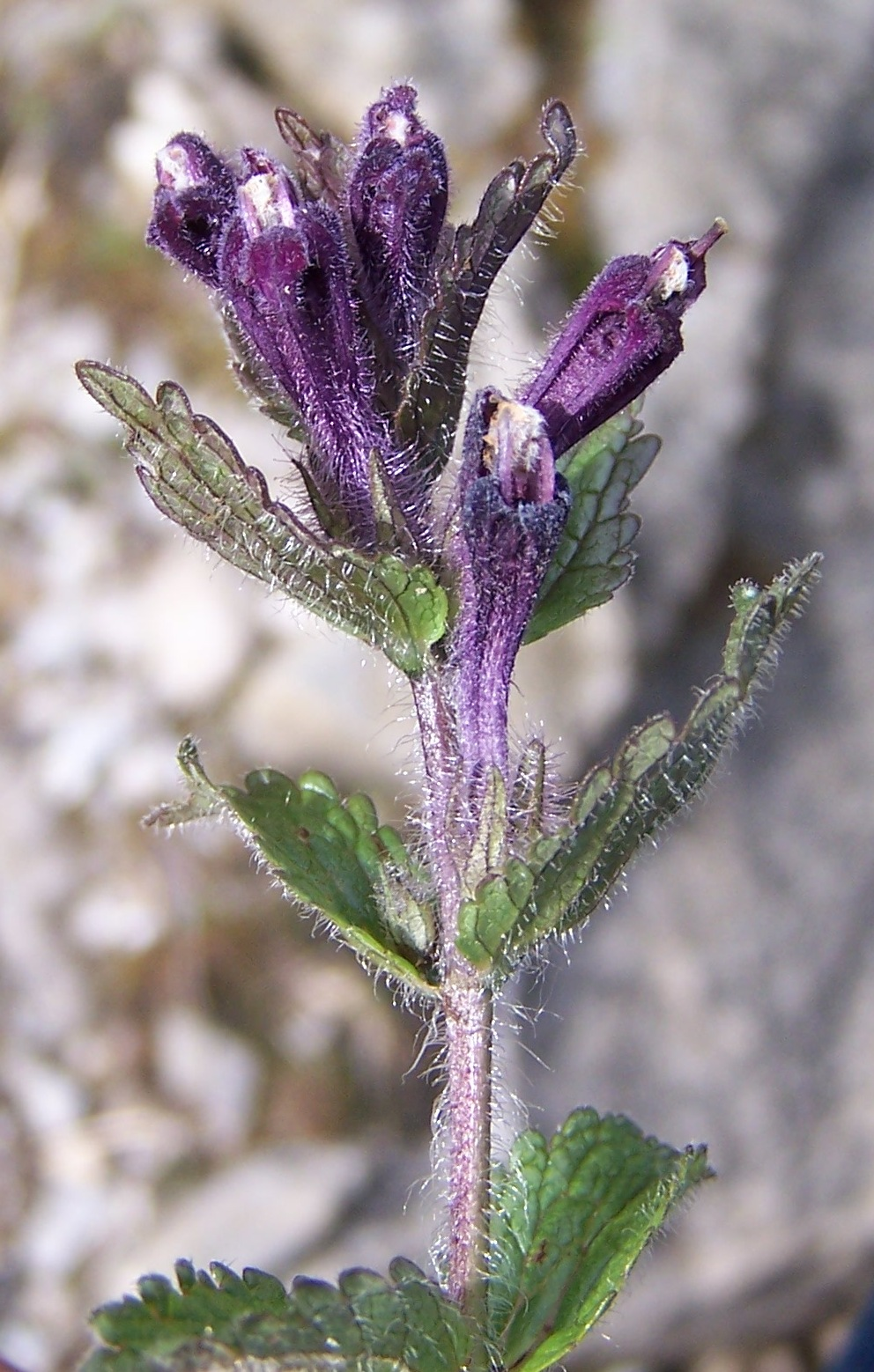
Bartsia alpina
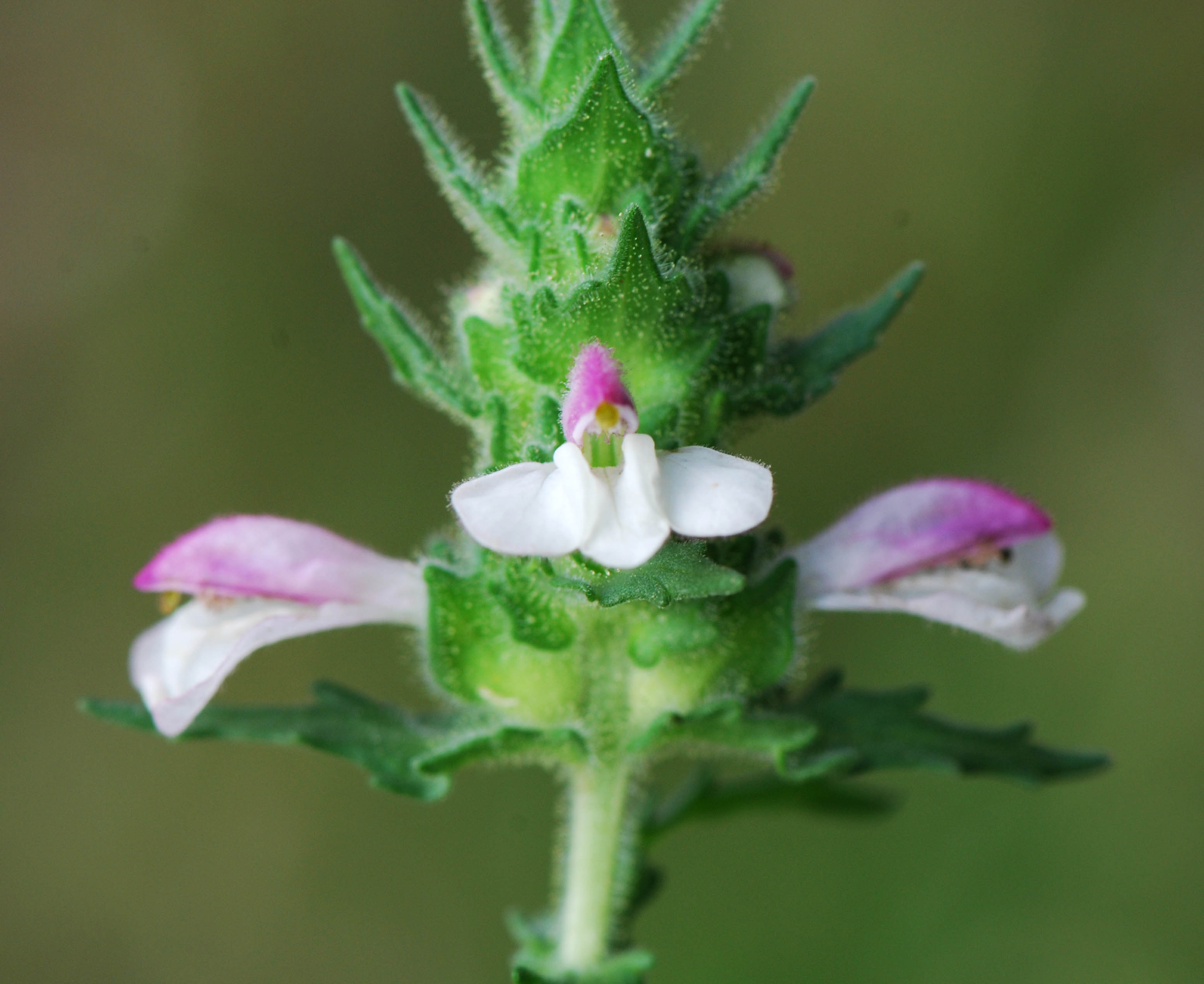
Bartsia trixago
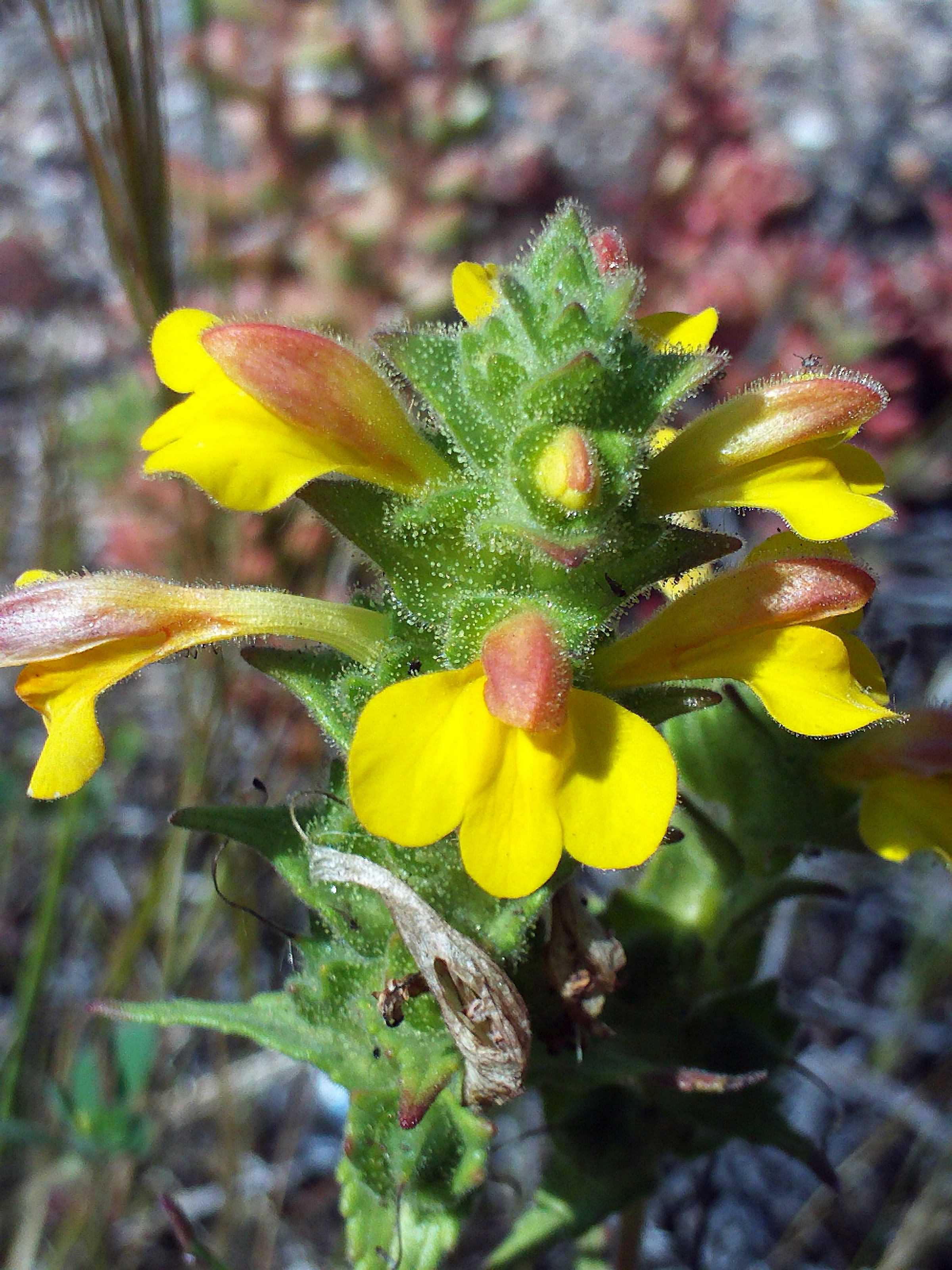
Bellardia trixago var. flaviflora
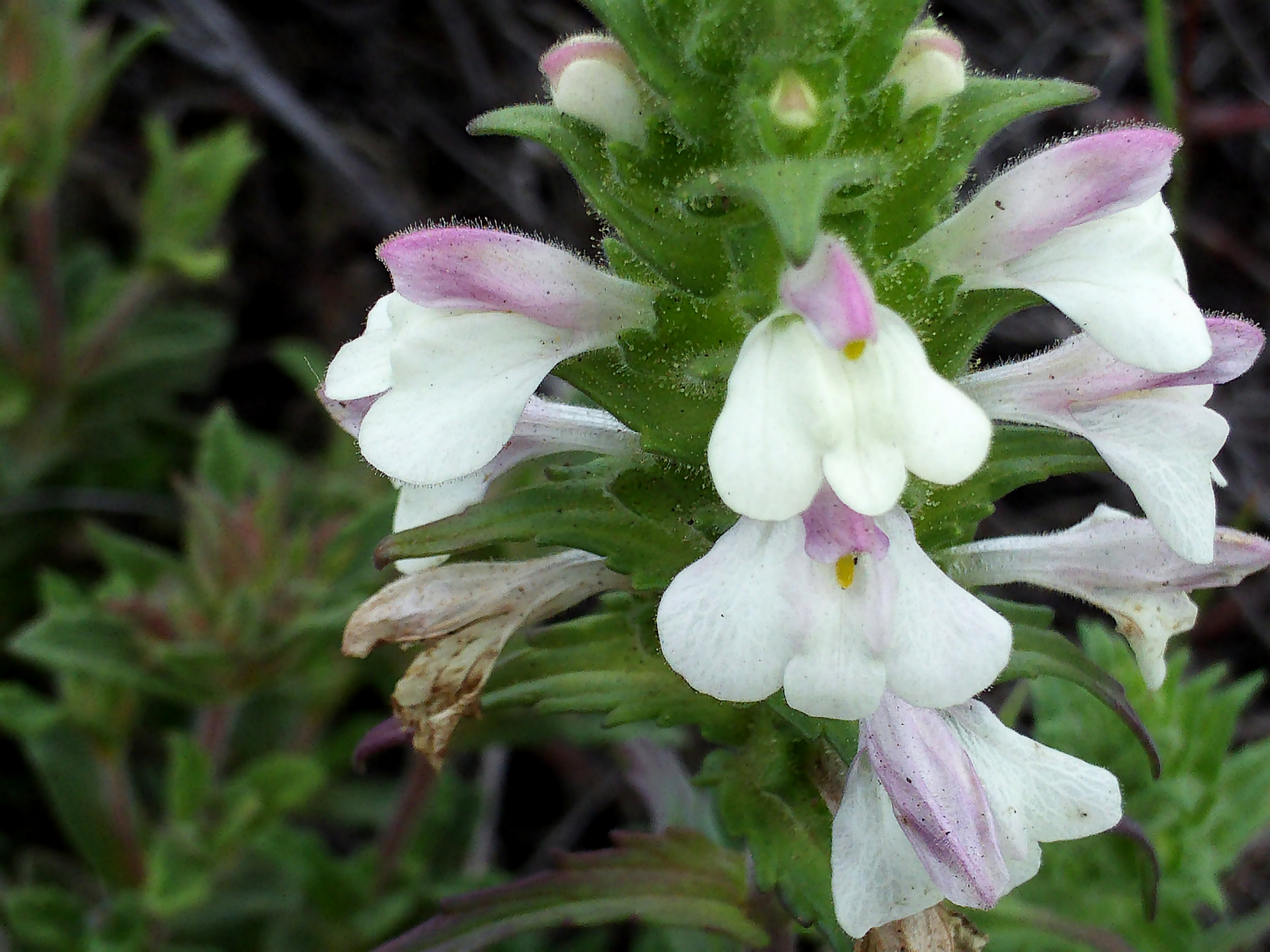
Bellardia trixago var. albiflora
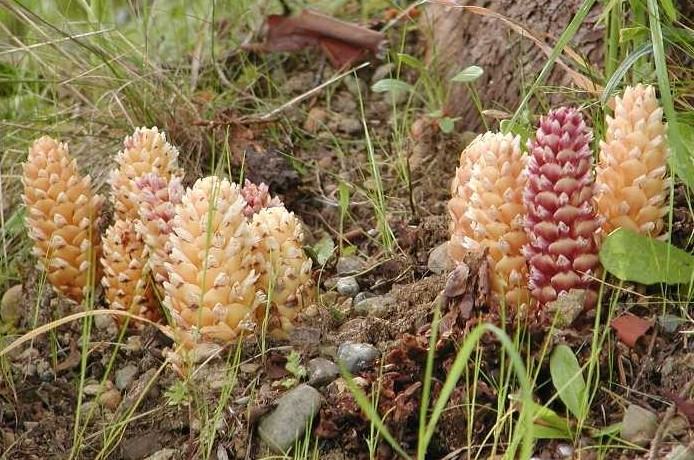
Boschniakia hookeri
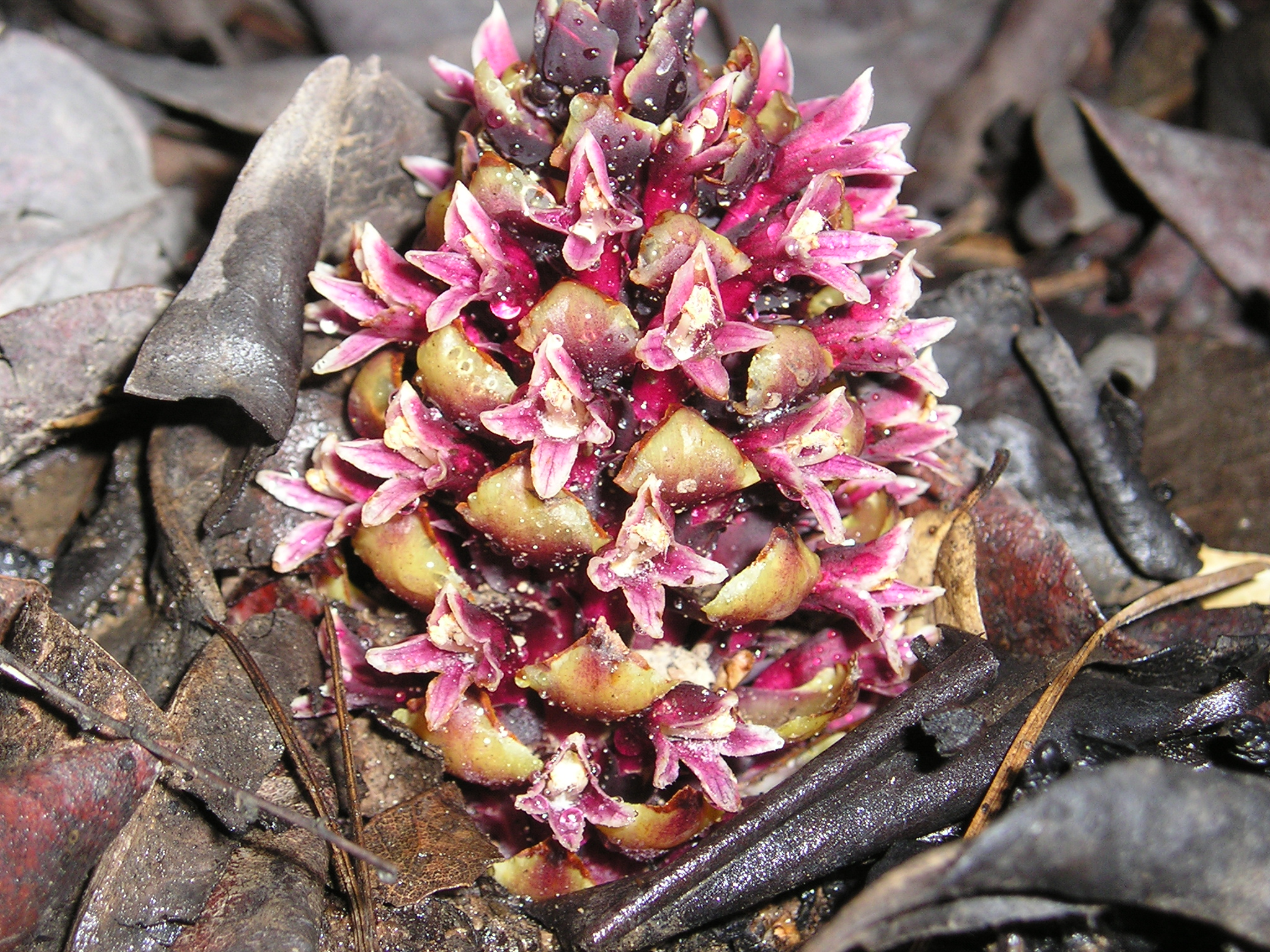
Boschniakia strobilacea
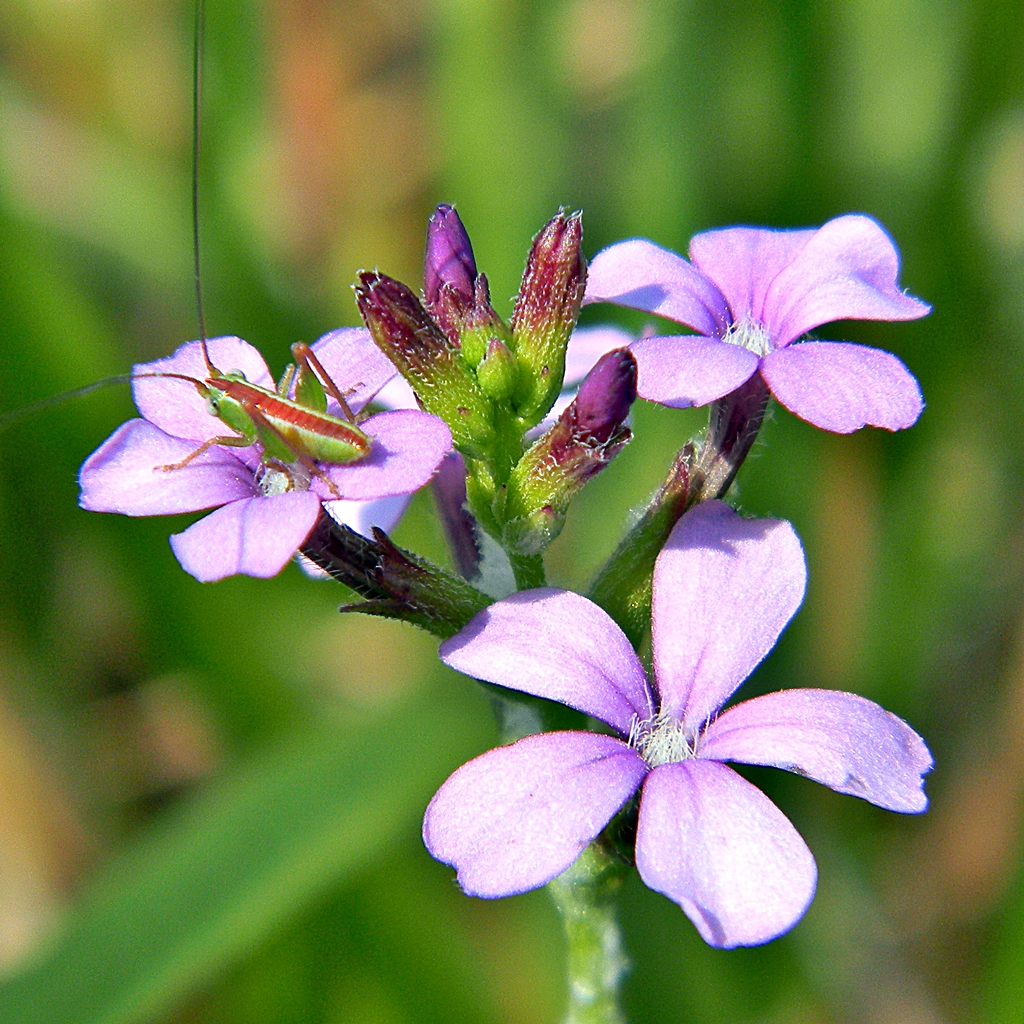
Buchnera americana

## C
- Castilleja Mutis ex L.f., 1782: Circa 200 specie - Tribù Castillejeae - Emiparassita
- Centranthera R. Br., 1810: 6 - 9 specie - Tribù Buchnereae (Sottotribù Sopubiinae) - Emiparassita
- Christisonia Gardner, 1847: 17 specie - Tribù Orobancheae - Oloparassita
- Cistanche  Hoffmans & Link, 1809: 15 - 16 specie - Tribù Orobancheae - Oloparassita
- Clevelândia Greene, 1885: Una specie (Clevelandia beldingii Greene) - Tribù Castillejeae - Emiparassita
- Conopholis Wallr., 1825: 2 specie - Tribù Rhinantheae - Oloparassita
- Cordylanthus Nutt. & Benth., 1846: 13 - 18 specie - Tribù Castillejeae
- Cycniopsis Engl., 1905: 2 - 3 specie - Tribù Buchnereae (Sottotribù Buchneriinae)
- Cycnium E. Mey. ex Benth., 1836: 15 specie - Tribù Buchnereae (Sottotribù Buchneriinae) - Emiparassita
- Cyclocheilon Oliv., 1895: 3 specie - Incertae sedis (ex famiglia Cyclocheilaceae)
- Cymbaria L., 1753: 4 specie - Tribù Cymbarieae - Emiparassita

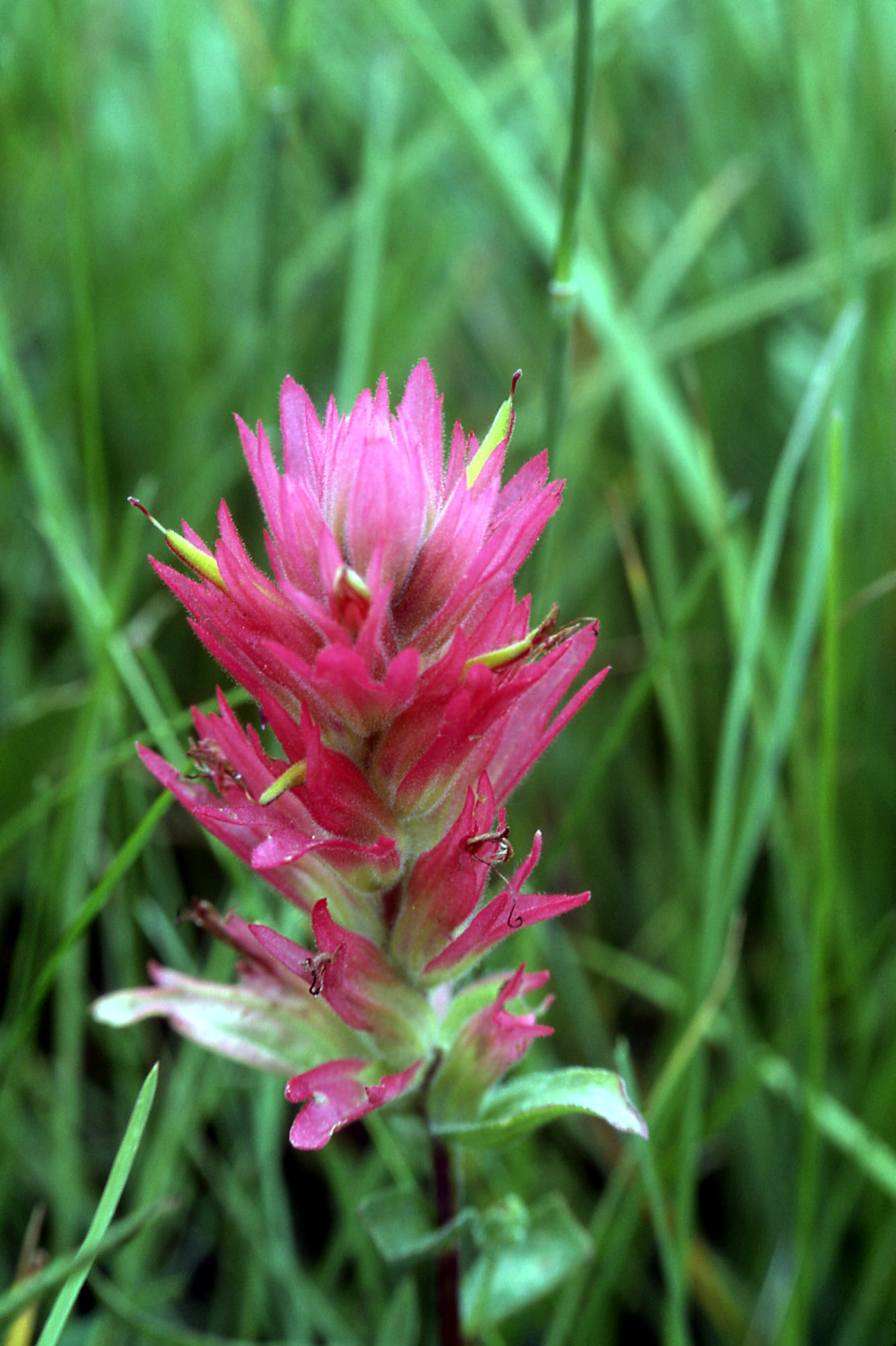
Castilleja rhexifolia
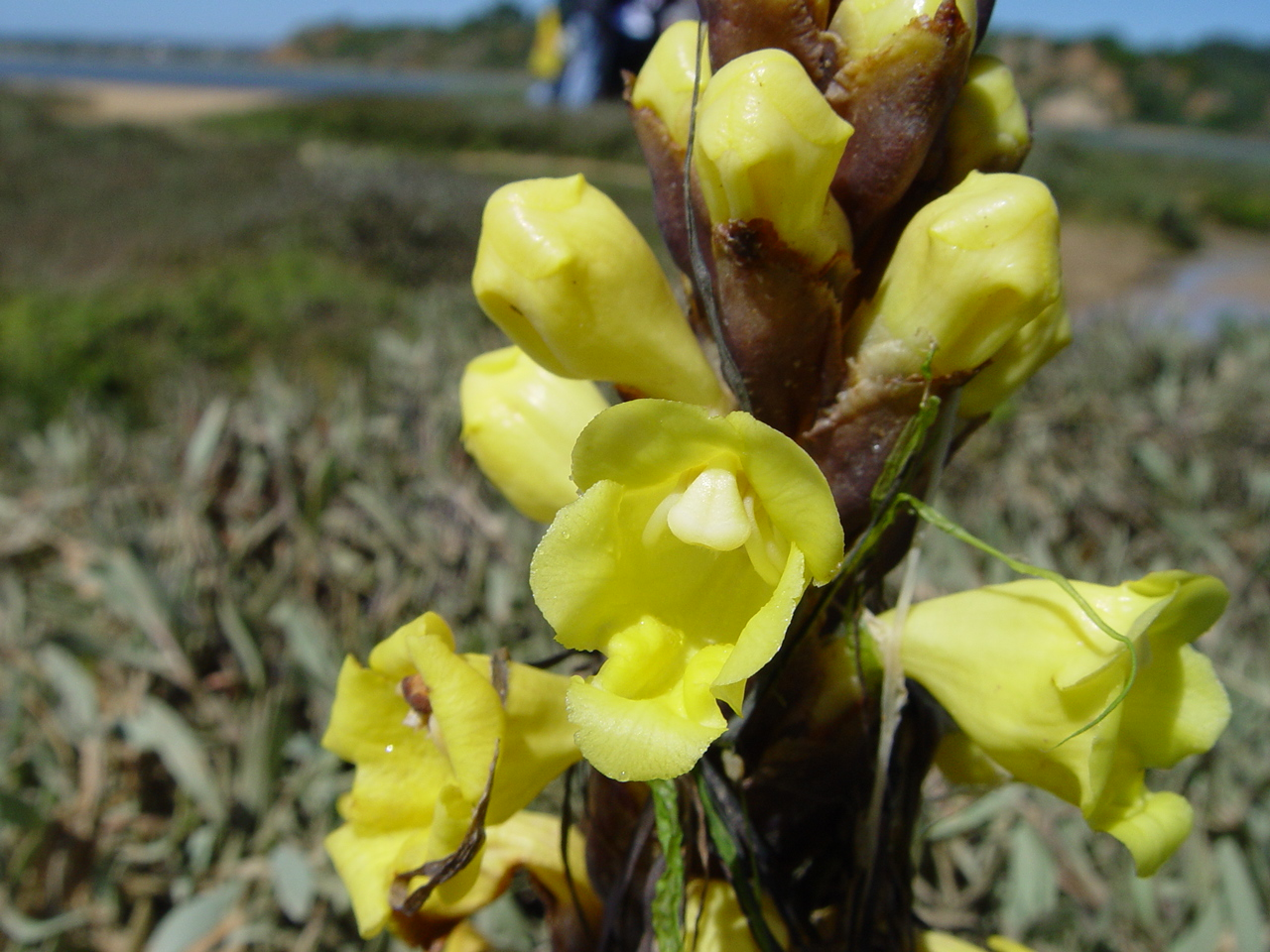
Cistanche phelypaea
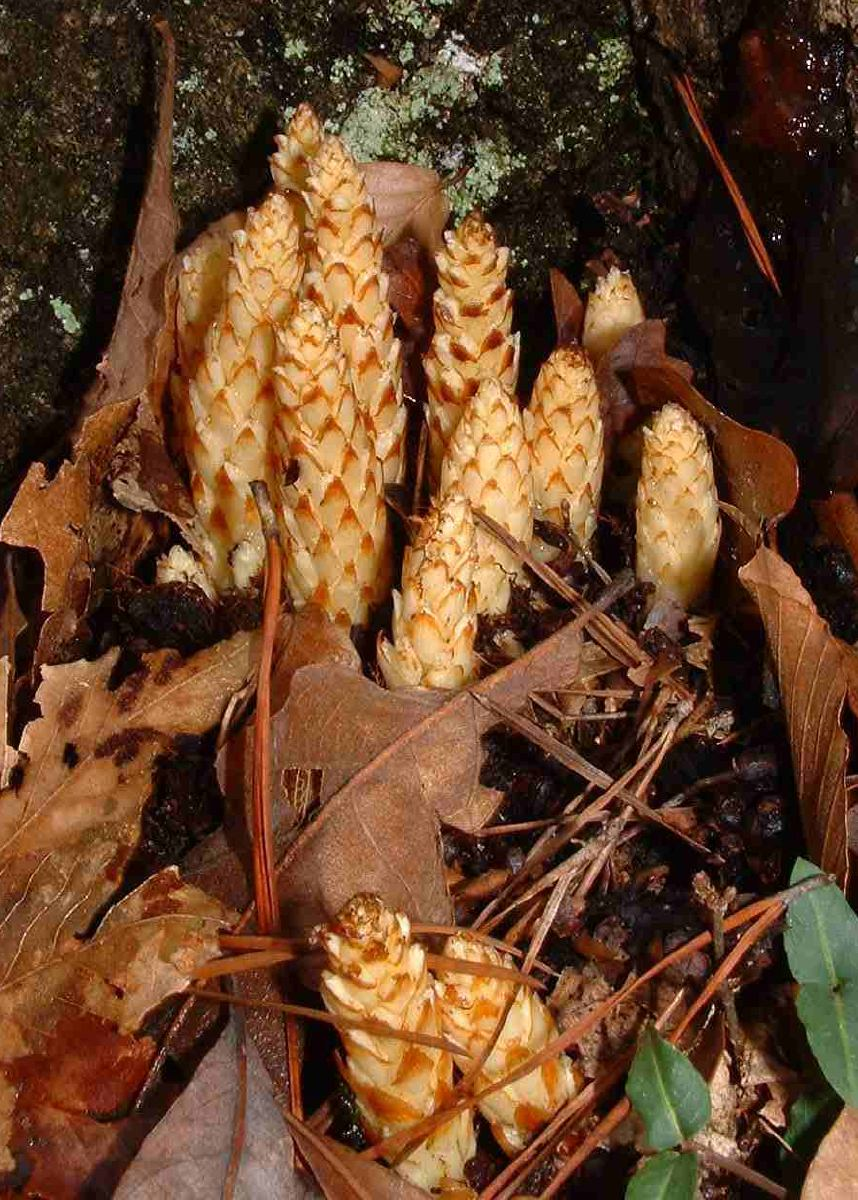
Conopholis americana
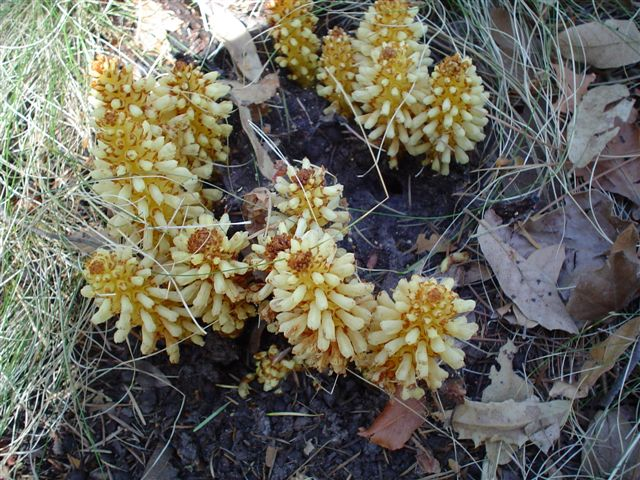
Conopholis alpina
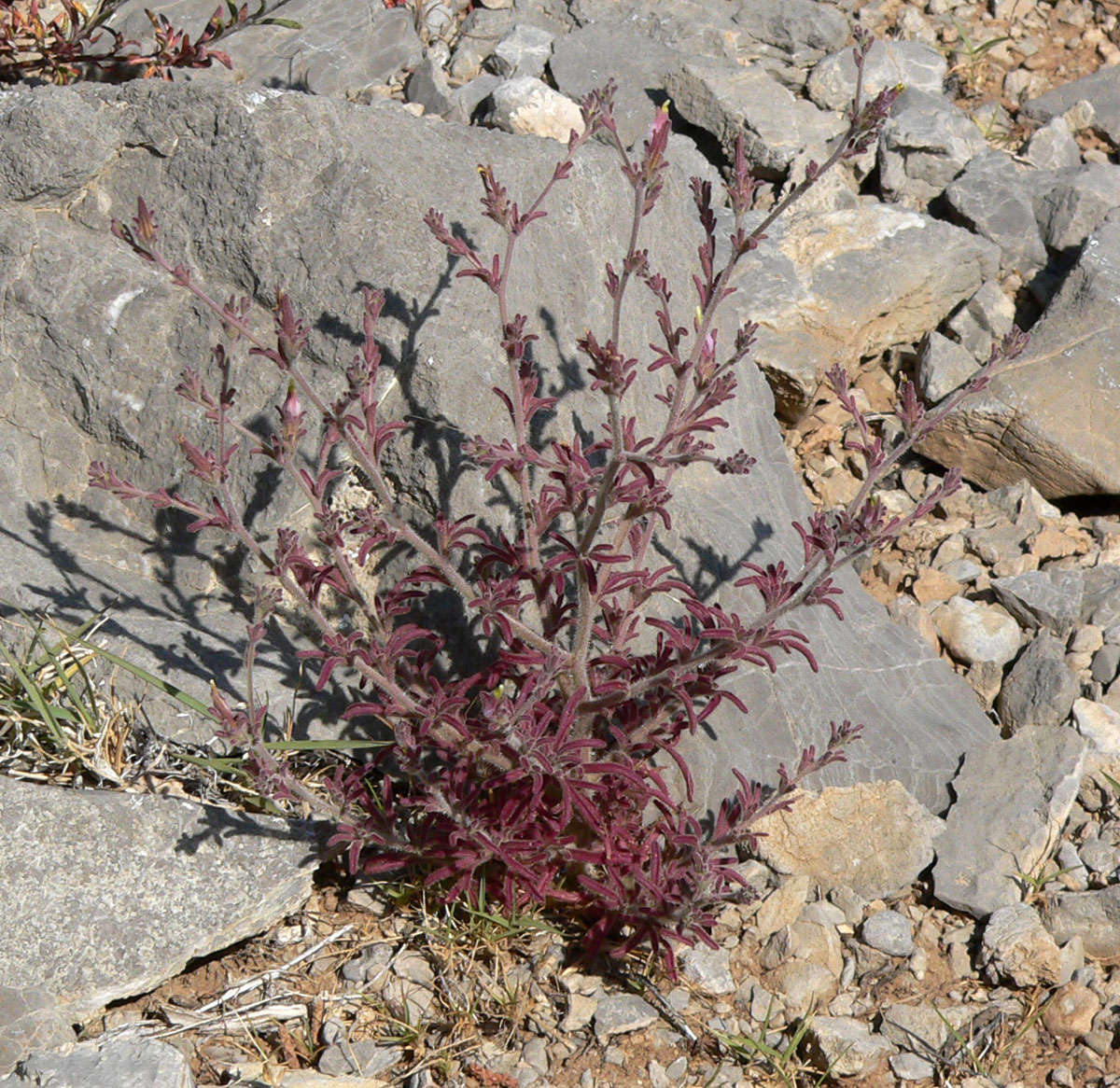
Cordylanthus parviflorus
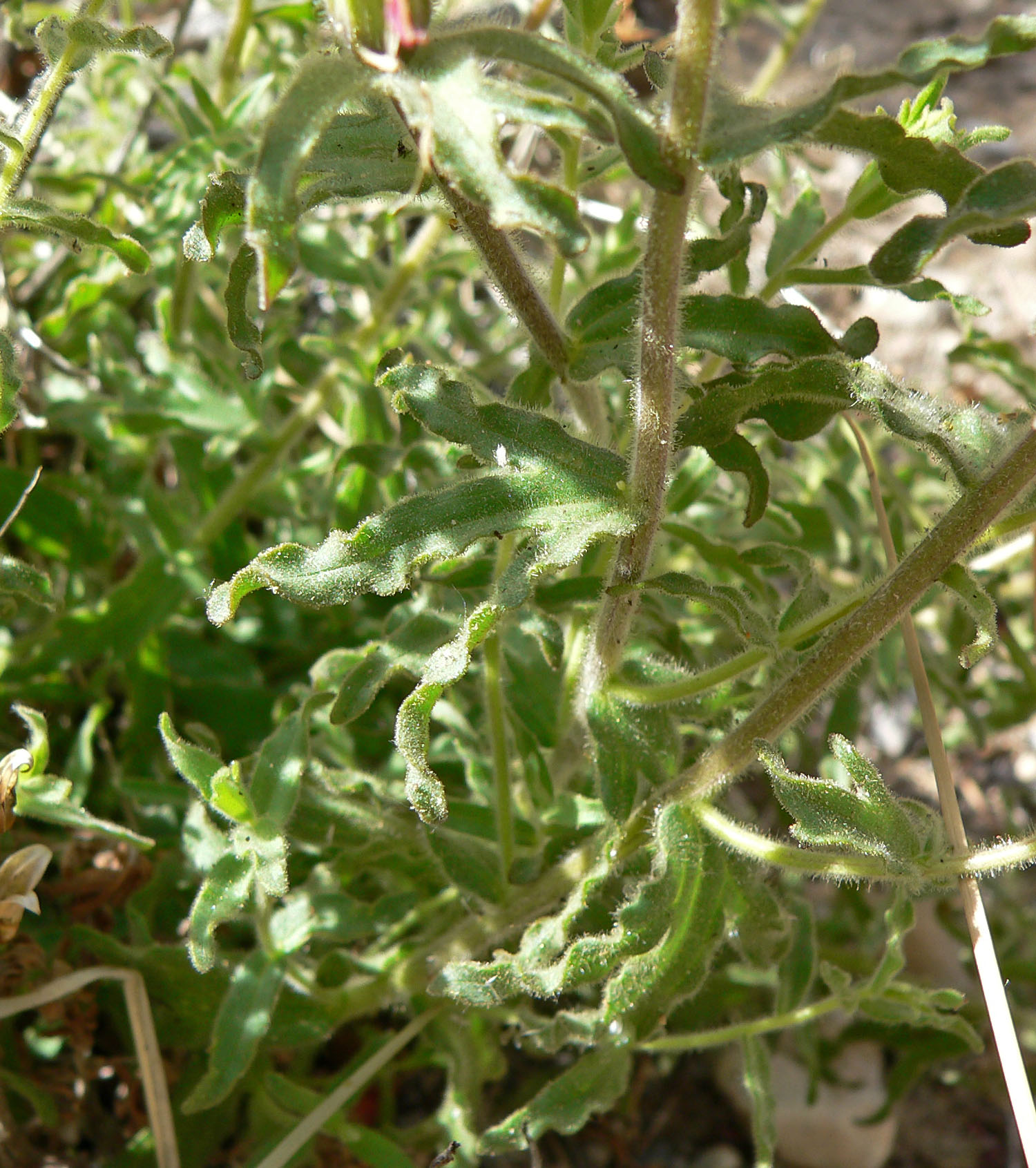
Castilleja applegatei
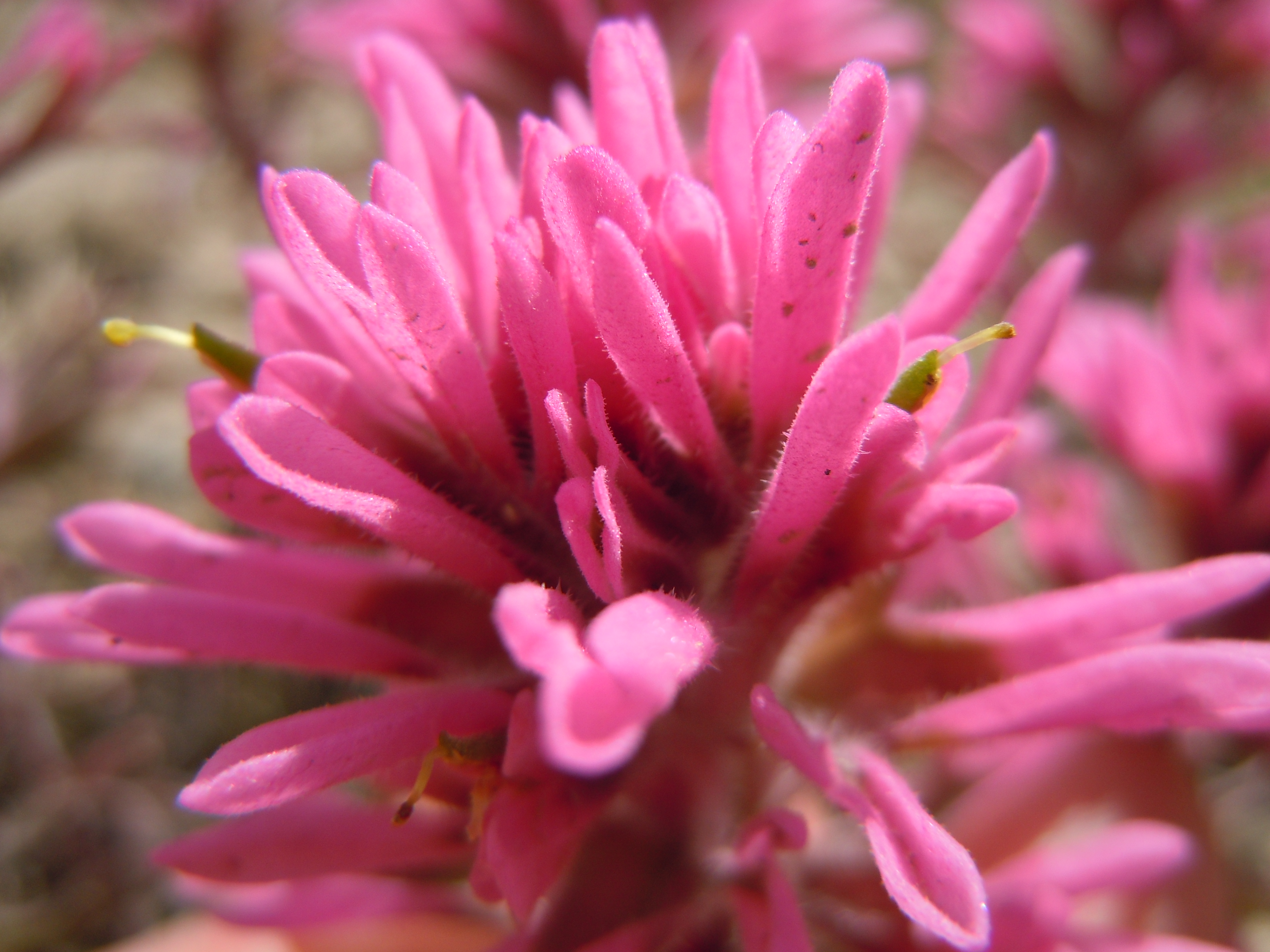
Castilleja angustifolia
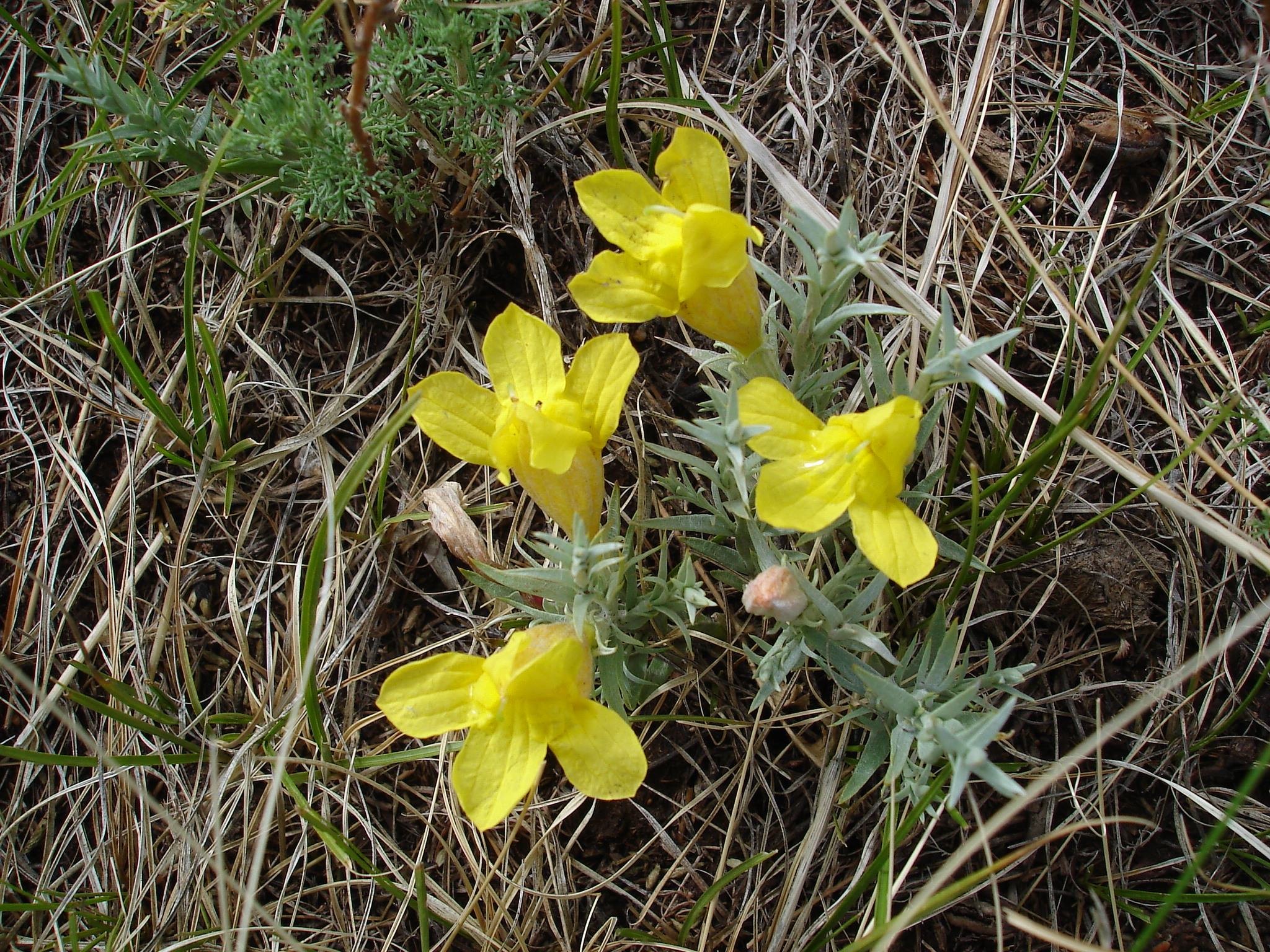
Cymbaria dahurica
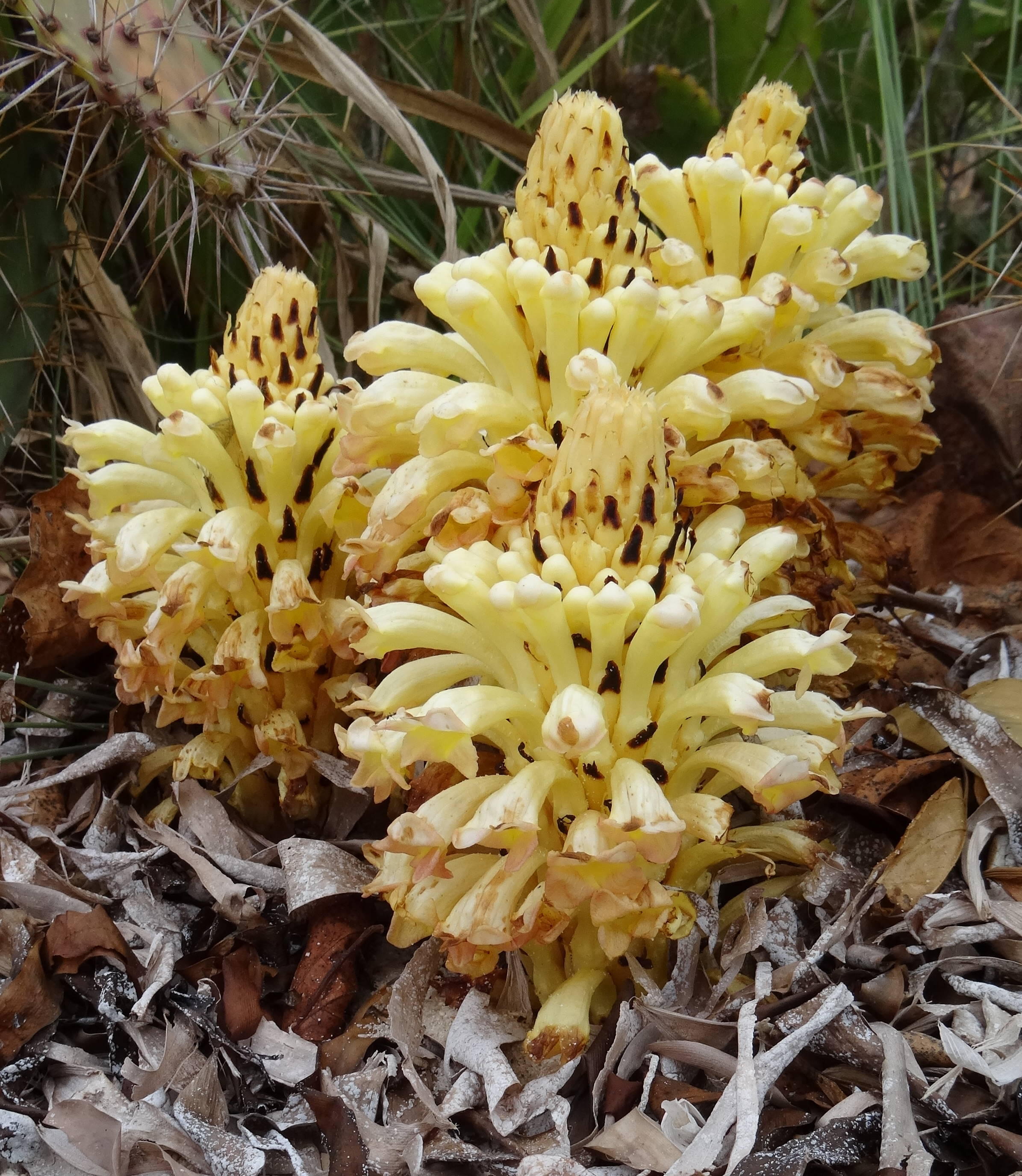
Cistanche tubulosa
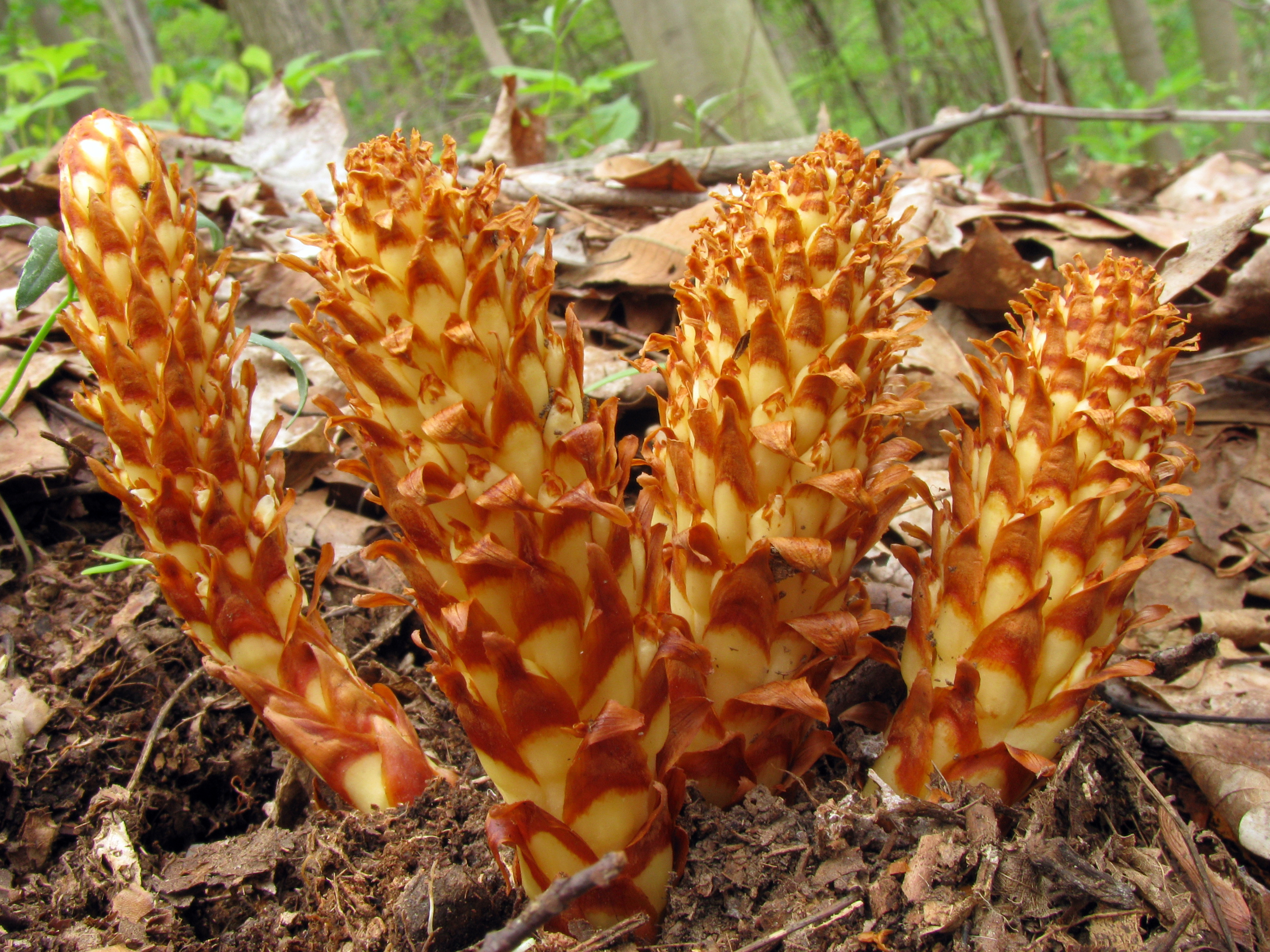
Conopholis americana

## D
- Dasistoma Raf., 1819: Una specie (Dasistoma macrophylla (Nutt.) Raf.) - Tribù Gerardieae - Emiparassita

## E
- Epifagus  Nutt., 1818: Una specie (Epifagus virginianus (L.) Bart.) - Tribù Orobancheae - Oloparassita
- Eremitilla Yatsk. & J.L.Contr., 2009: Una specie (Eremitilla mexicana Yatsk. & J.L.Contr) - Tribù Rhinantheae - Oloparassita
- Escobedia Ruiz & Pav., 1794: Circa 15 specie - Tribù Escobedieae - Emiparassita
- Esterhazya Mikan, 1821: 4 - 5 specie - Tribù Gerardieae - Emiparassita
- Euphrasia  L., 1753: 170 - 350 specie - Tribù Rhinantheae - Emiparassita - Eufrasia (17 specie)

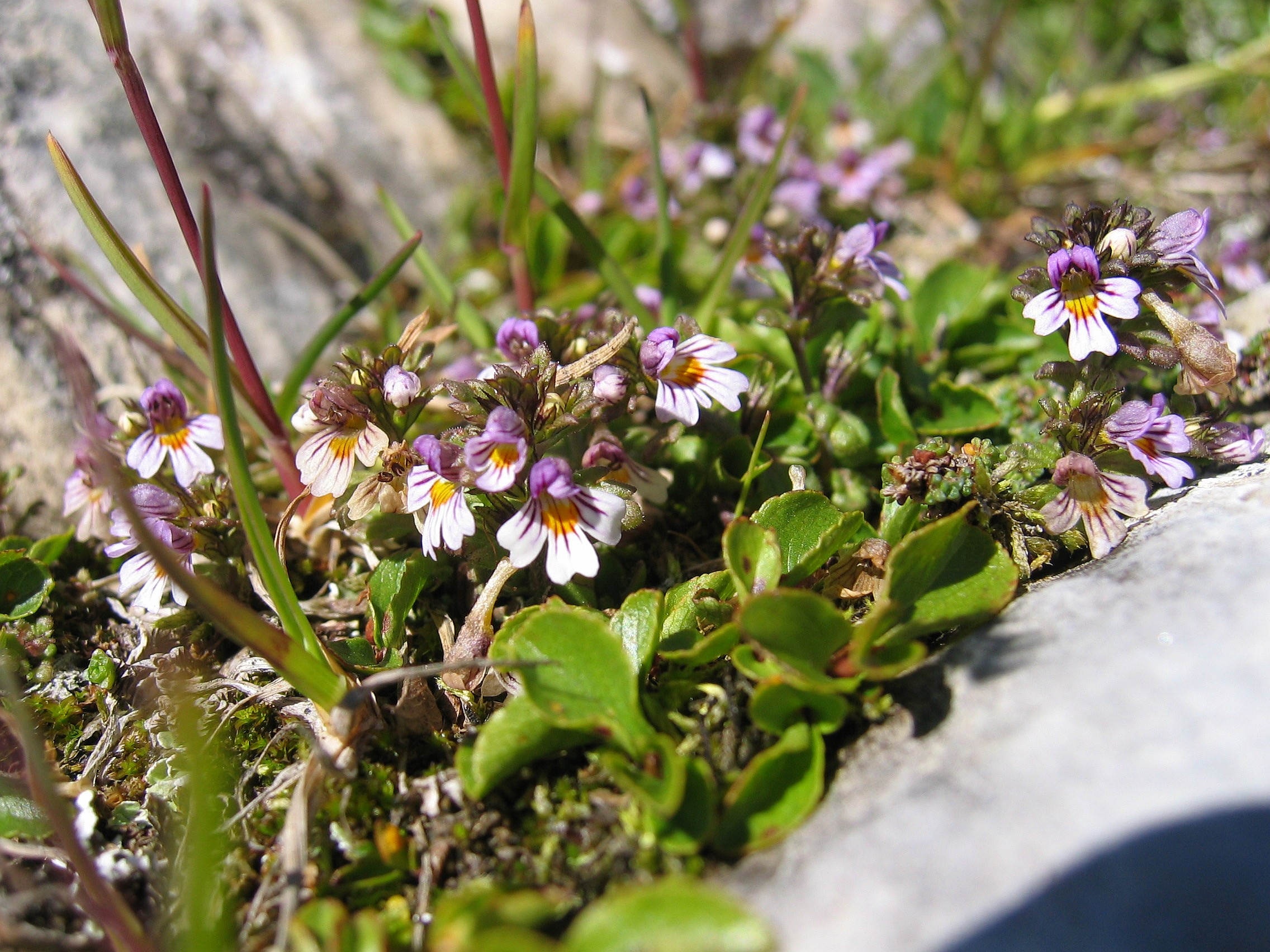
Euphrasia minima
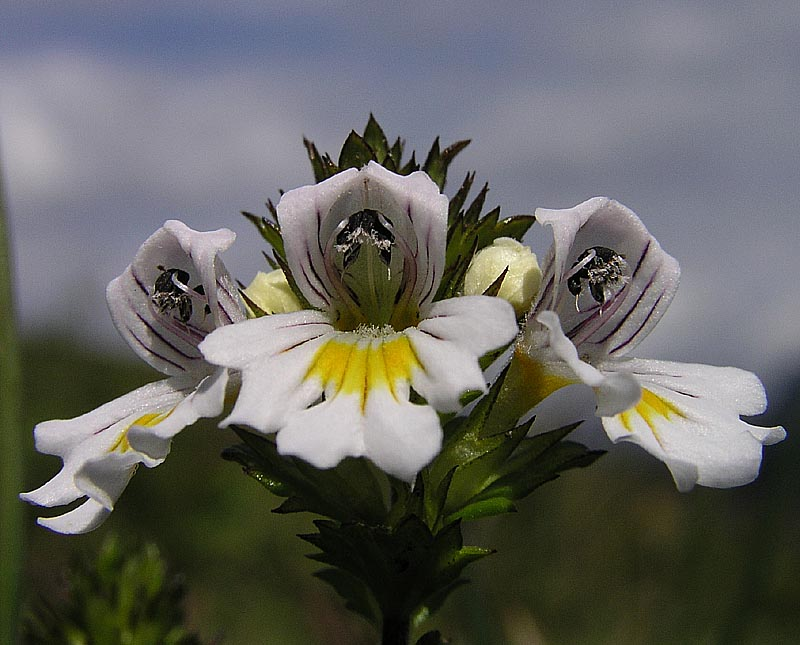
Euphrasia rostkoviana
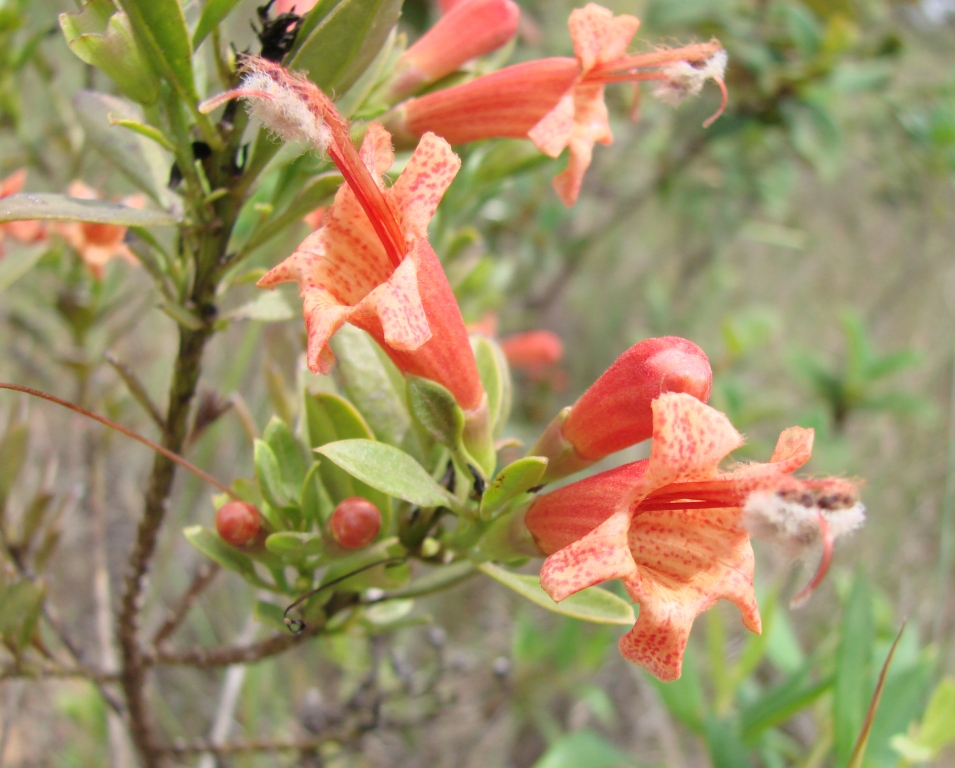
Esterhazya macrodonta
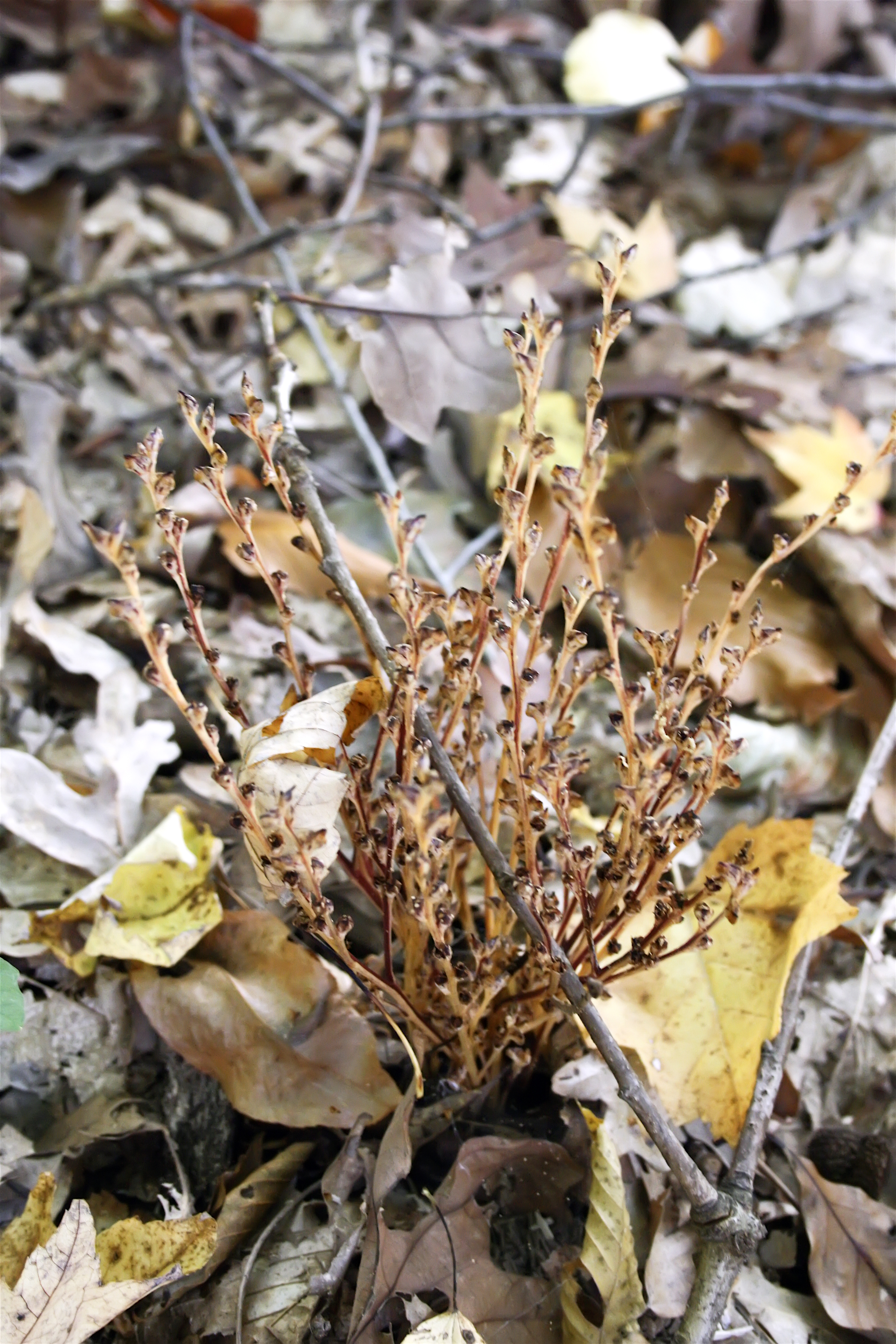
Epifagus virginiana

## G
- Gentrya Breedlove & Heckard, 1970: Una specie (Gentrya racemosa Breedlove & Heckard) - Tribù Castillejeae
- Gerardiina Engl., 1897: 2 specie - Tribù Micrargerieae - Emiparassita
- Ghikaea Schweinf. & Volkens, 1898: Una specie (Ghikaea speciosa Schweinf. & Volkens, 1898) - Tribù Buchnereae (Sottotribù Sopubiinae) - Emiparassita
- Gleadovia Gamble & Prain, 1901: 6 specie - Tribù Orobancheae - Oloparassita
- Graderia Benth., 1846: 5 specie - Tribù Buchnereae (Sottotribù Sopubiinae) - Emiparassita

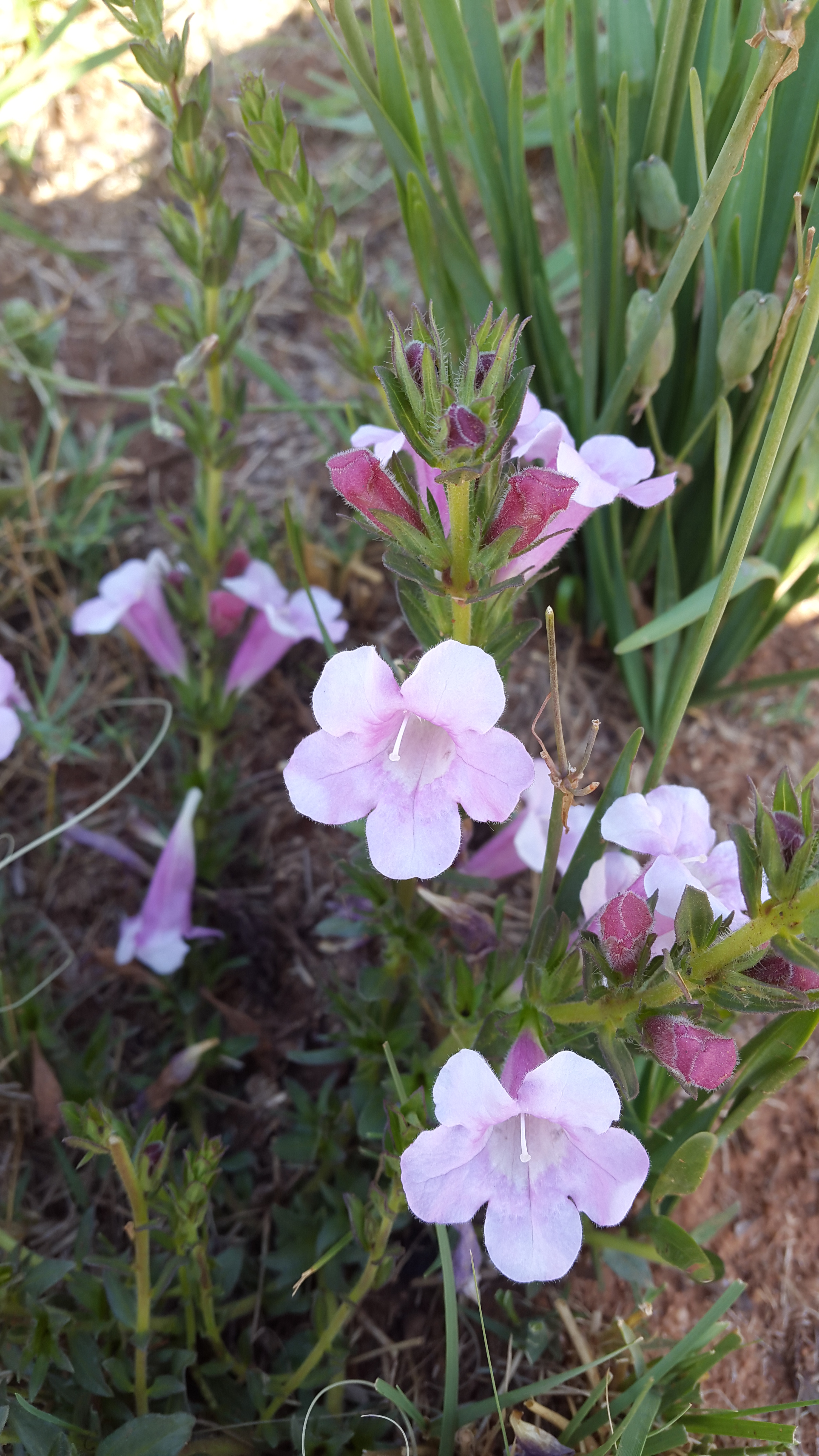
Graderia subintegra

## H
- Harveya Hook., 1837: 40 specie - Tribù Orobancheae - Oloparassita
- Hedbergia  Molau, 1988: Una specie (Hedbergia abyssinica (Benth.) Molau) - Tribù Rhinantheae - Emiparassita
- Hiernia S. Moore, 1880: Una specie (Hiernia angolensis S. Moore) - Tribù Buchnereae (Sottotribù Sopubiinae)
- Hyobanche L, 1771: 7 specie - Tribù Orobancheae - Oloparassita

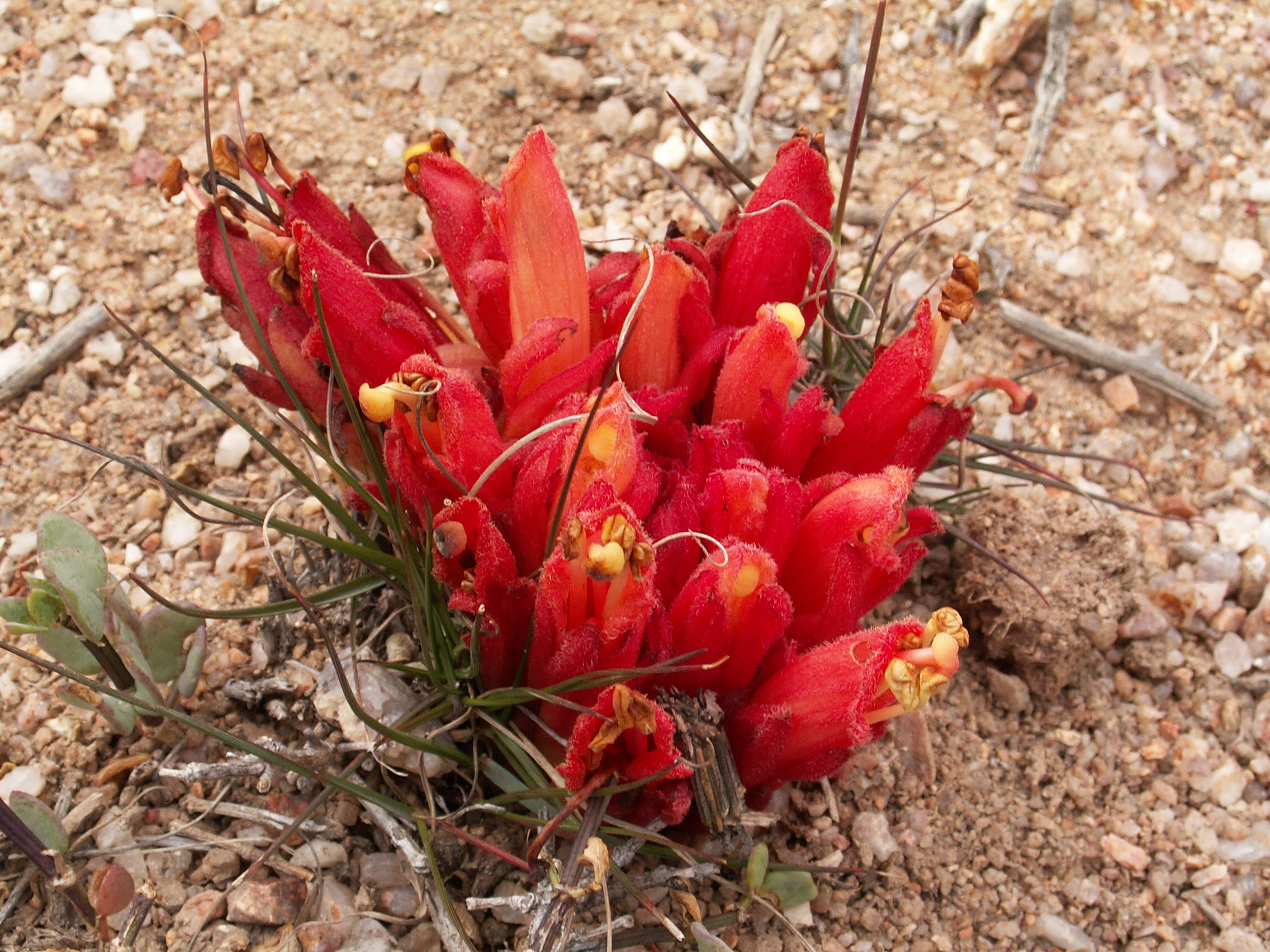
Hyobanche sanguinea

## L
- Lamourouxia Kunth, 1818: 26 - 28 specie - Tribù Gerardieae - Emiparassita
- Lathraea  L., 1753: 7 specie - Tribù Rhinantheae - Oloparassita - Latrea (2 specie)
- Leptorhabdos Schrenk, 1841: Una specie (Leptorhabdos parviflora Benth.) - Tribù Micrargerieae - Emiparassita
- Lesquereuxia Boiss., 1853: Una specie (Lesquereuxia syriaca Boiss.) - Tribù Cymbarieae
- Leucosalpa Scott-Elliot, 1891: 3 specie - Tribù Buttonieae - Emiparassita
- Lindenbergia Lehm, 1829: 12 - 15 specie - Tribù Lindenbergieae (Incertae sedis) - Non parassita

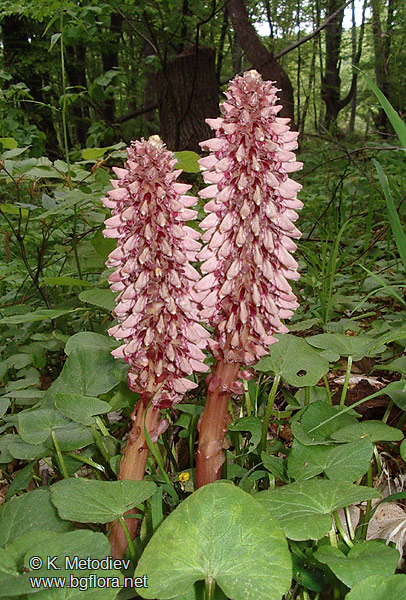
Lathraea rhodopaea
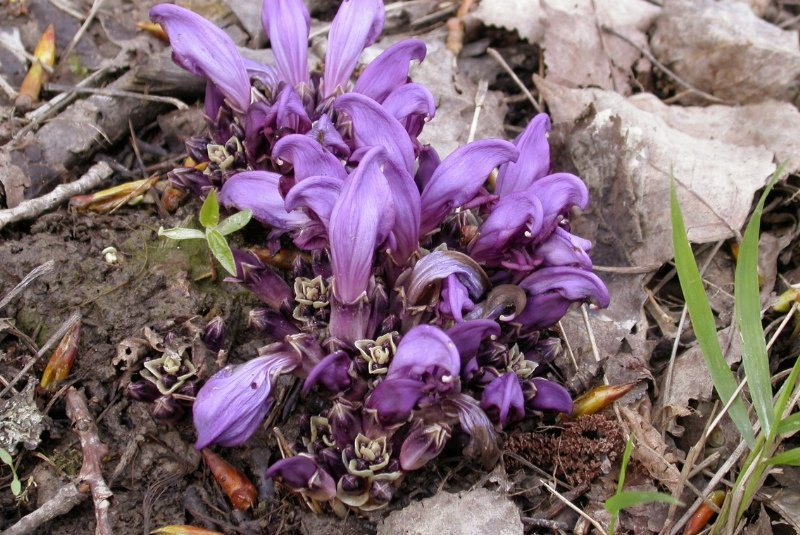
Lathraea clandestina
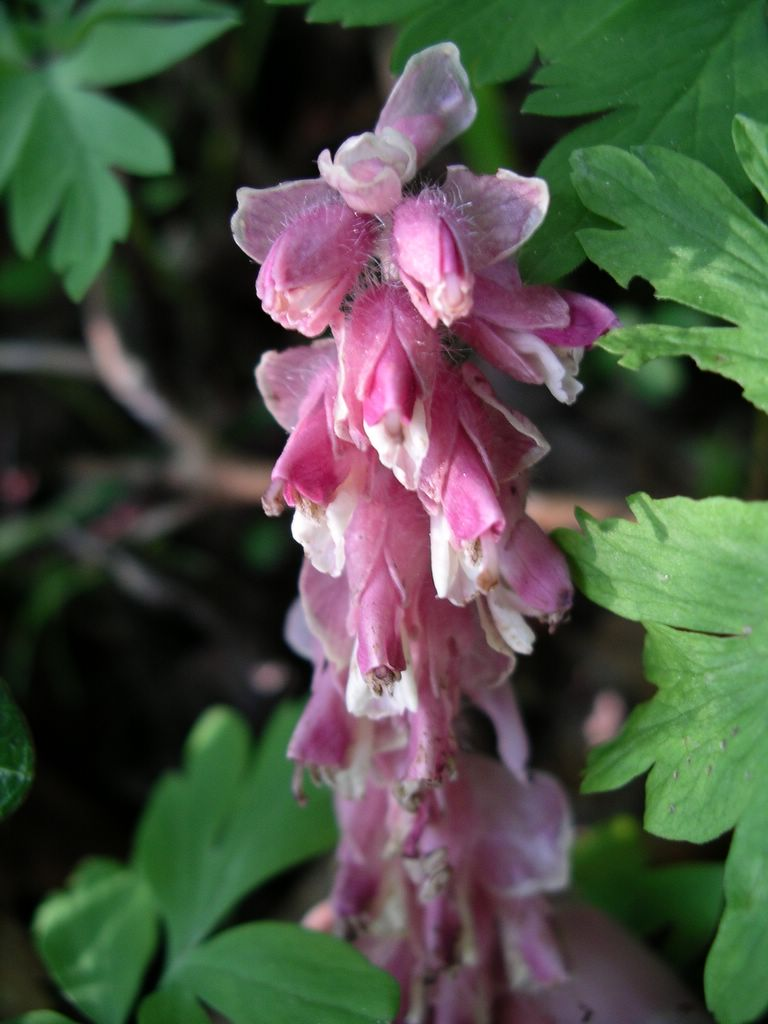
Lathraea squamaria

## M
- Macranthera Nutt. & Benth., 1835: Una specie: Macranthera flammea (Bartram) Pennell) - Tribù Gerardieae - Emiparassita
- Macrosyringion  Rothm., 1943: 2 specie - Tribù Rhinantheae
- Magdalenaea Brade, 1935: Una specie (Magdalenaea limae Brade) - Tribù Escobedieae - Emiparassita
- Mannagettaea  Harry Sm., 1933: 3 specie - Tribù Orobancheae - Oloparassita
- Melampyrum  L., 1753: 35 specie - Tribù Rhinantheae - Emiparassita - Spigarola (13 specie)
- Melasma P.J. Bergius, 1767: 20 specie - Tribù Escobedieae - Emiparassita
- Micrargeria Benth., 1846: 4 - 5 specie - Tribù Micrargerieae - Emiparassita
- Micrargeriella R.E. Fries, 1916: Una specie (Micrargeriella aphylla R.E. Fries) - Tribù Micrargerieae - Emiparassita
- Monochasma Maxim. ex Franch. & Sav., 1878: 2 - 4 specie - Tribù Cymbarieae - Emiparassita

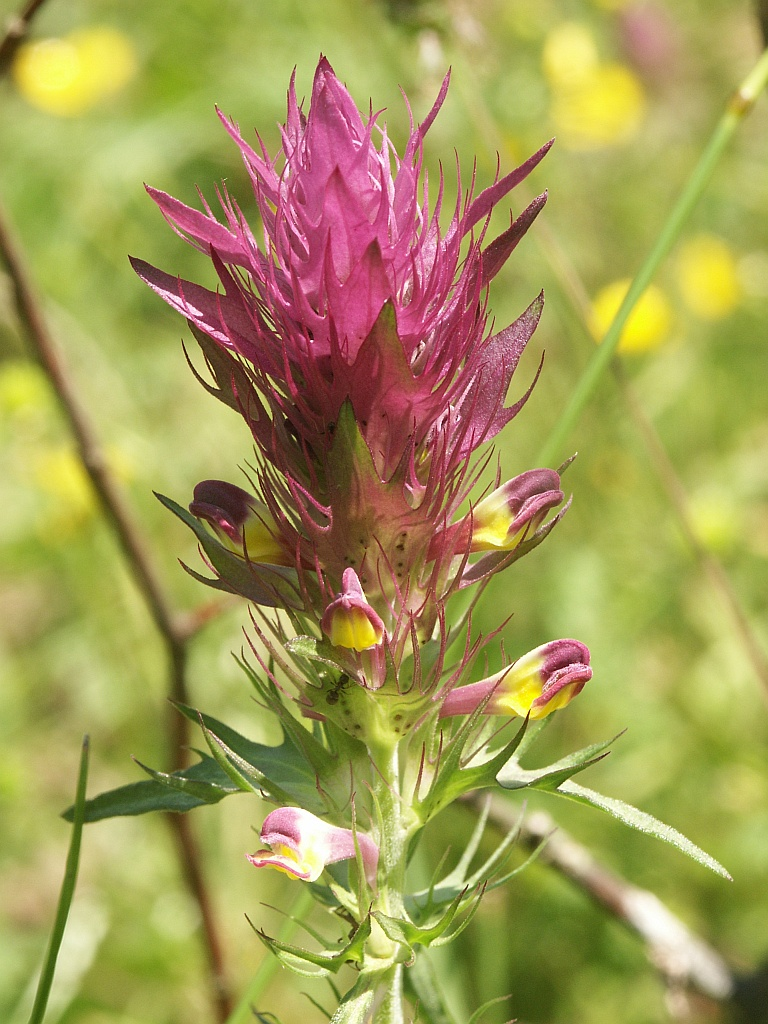
Melampyrum arvense
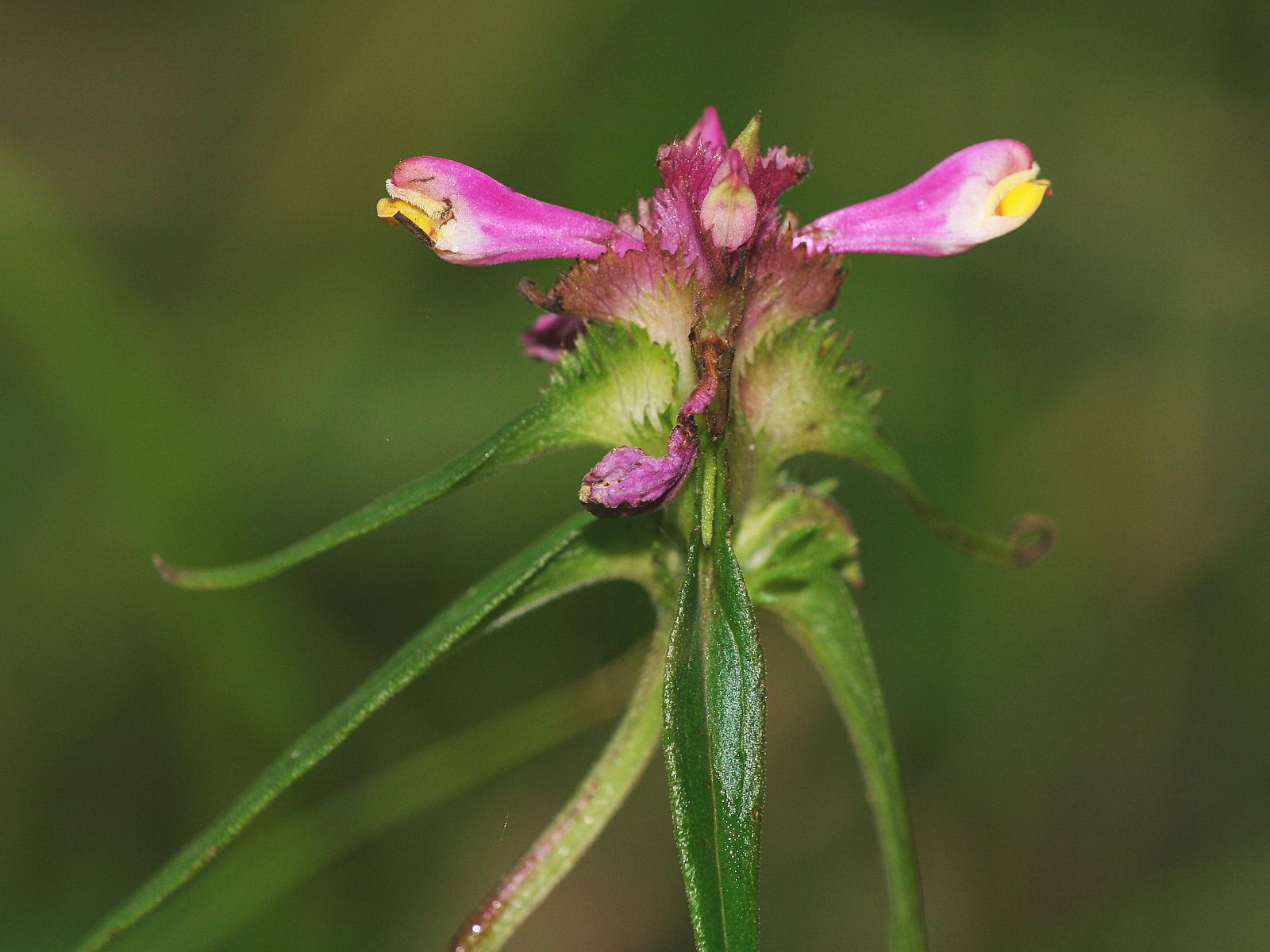
Melampyrum cristatus
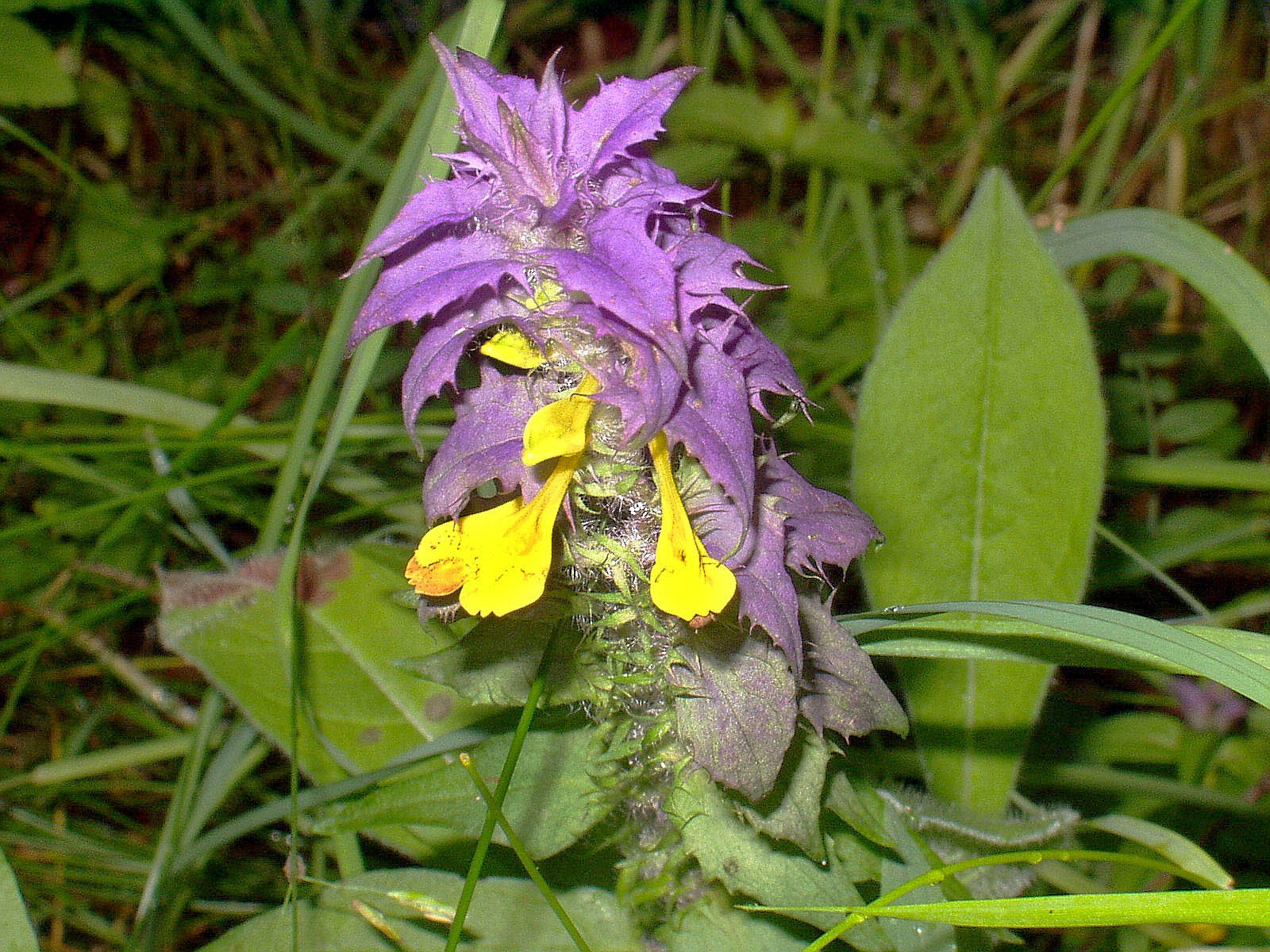
Melampyrum nemorosum
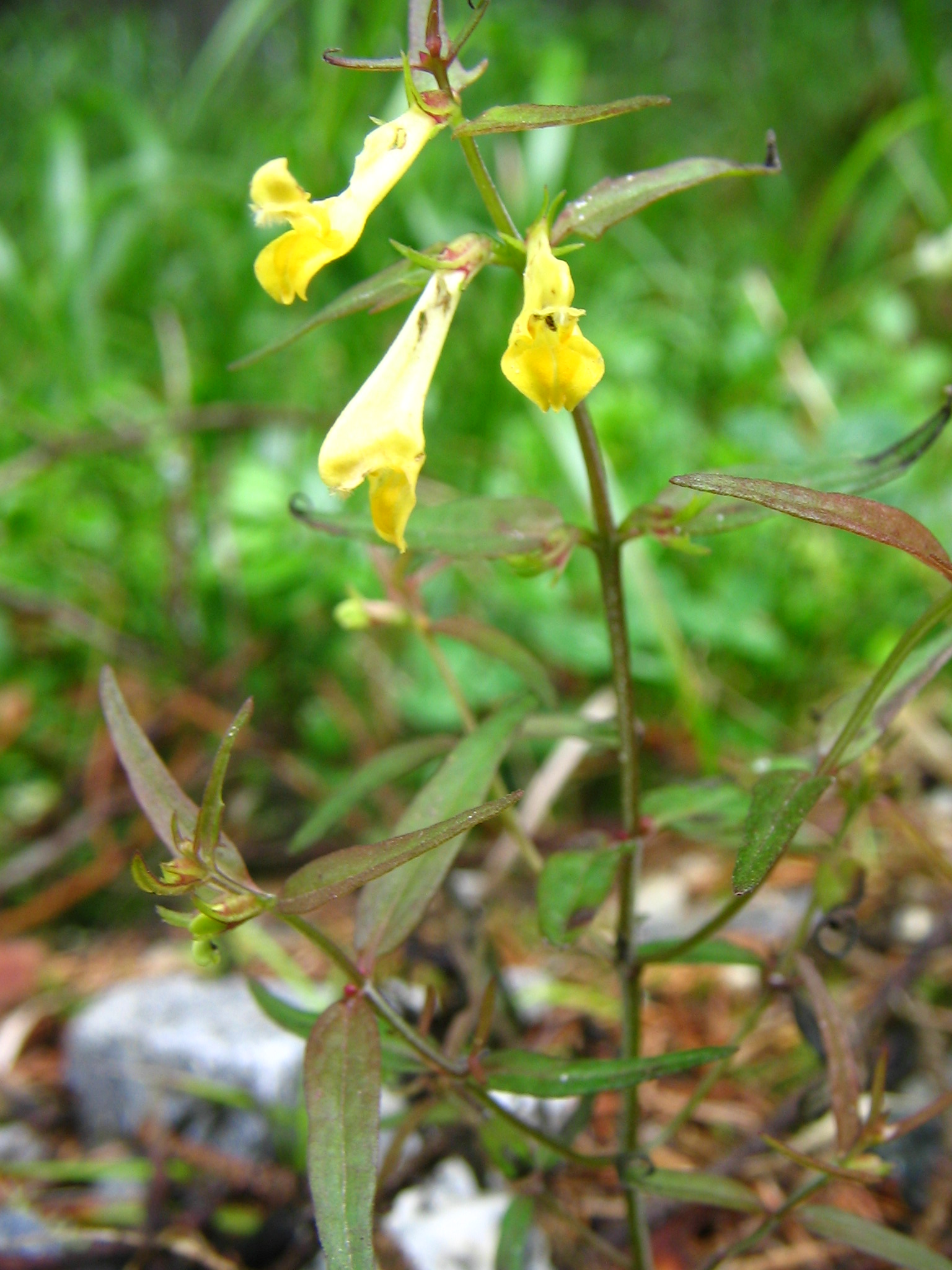
Melampyrum pratense

## N
- Nesogenes A. DC., 1847: 9 specie - Tribù Buttonieae - Emiparassita
- Nothobartsia  Bolliger & Molau, 1992: 2 specie - Tribù Rhinantheae
- Nothochilus Radlk., 1889: Una specie (Nothochilus coccineus Radlk.) - Tribù Escobedieae - Emiparassita

## O
- Odontitella Rothm., 1943: Una specie (Odontitella virgata (Link) Rothm.) - Tribù Rhinantheae
- Odontites Ludw., 1757: 30 specie - Tribù Rhinantheae - Emiparassita - Perlina (8 specie)
- Omphalotrix Maxim., 1859: Una specie (Omphalotrix longipes Maxim.) - Tribù Rhinantheae - Emiparassita
- Ophiocephalus Wiggins, 1933: Una specie (Ophiocephalus angustifolius Wiggins) - Tribù Castillejeae - Emiparassita
- Orobanche  L., 1.753: 150 specie - Tribù Orobancheae - Oloparassita - Succiamele (42 specie)
- Orthocarpus Nutt., 1818: 9 specie - Tribù Castillejeae - Emiparassita

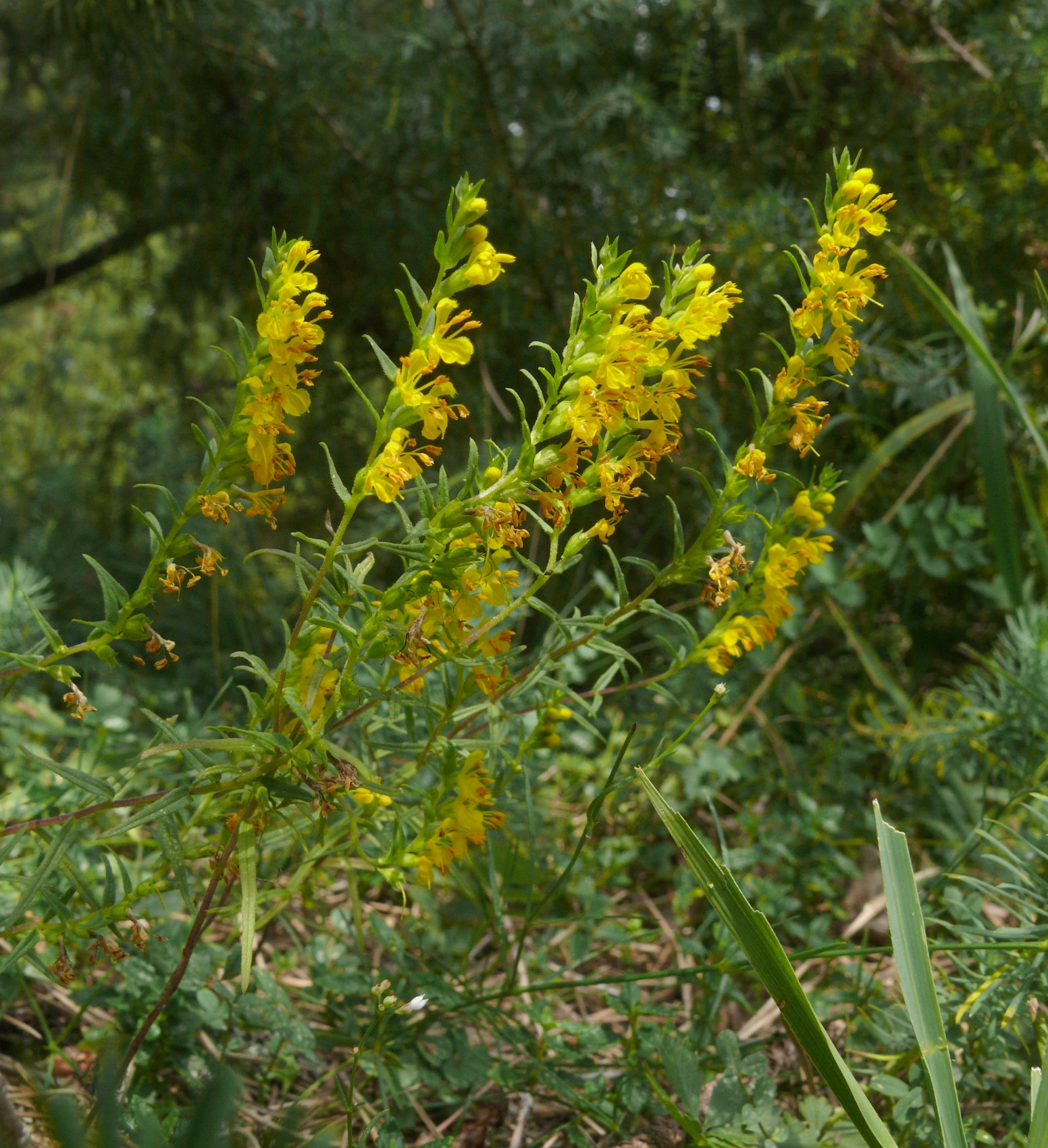
Odontites luteus
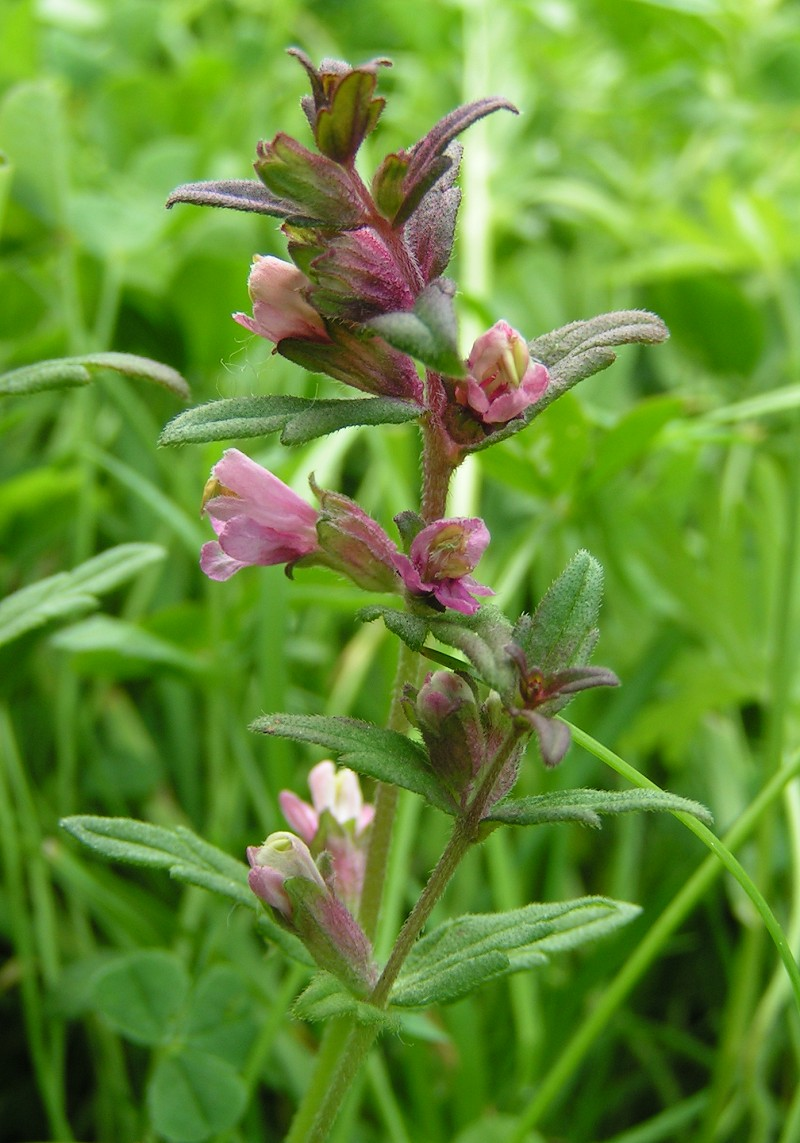
Odontites vernus (Bellardi) Dumort. subsp. serotinus
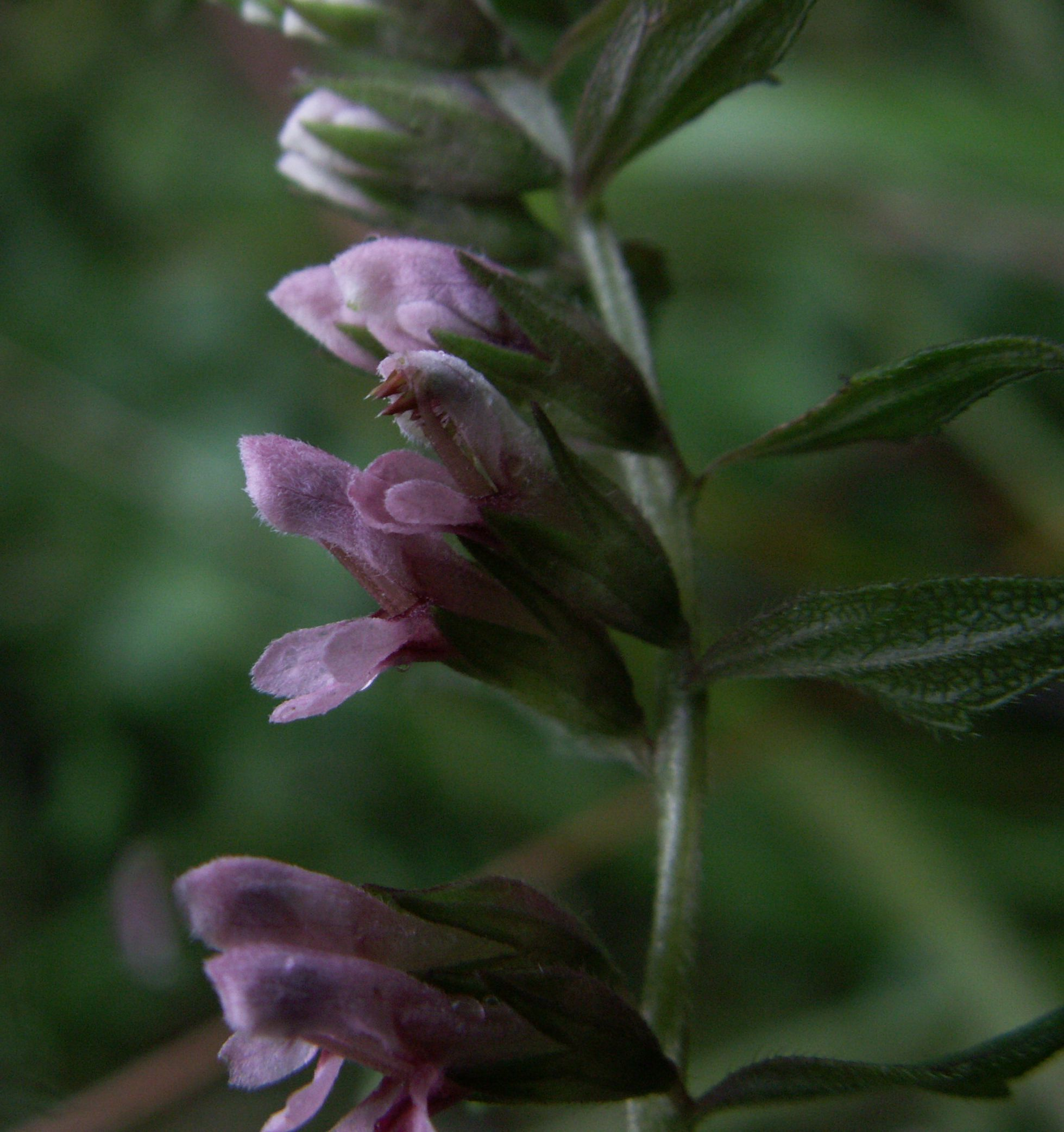
Odontites vulgaris
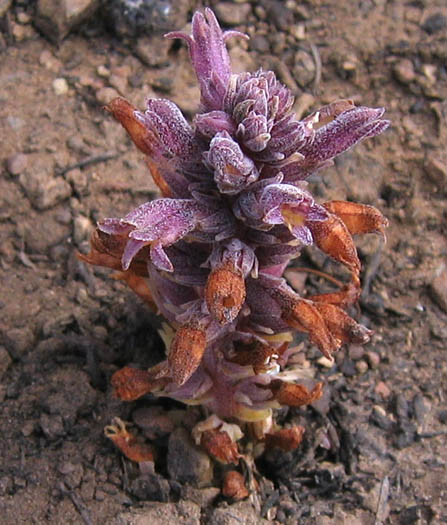
Orobanche bulbosa
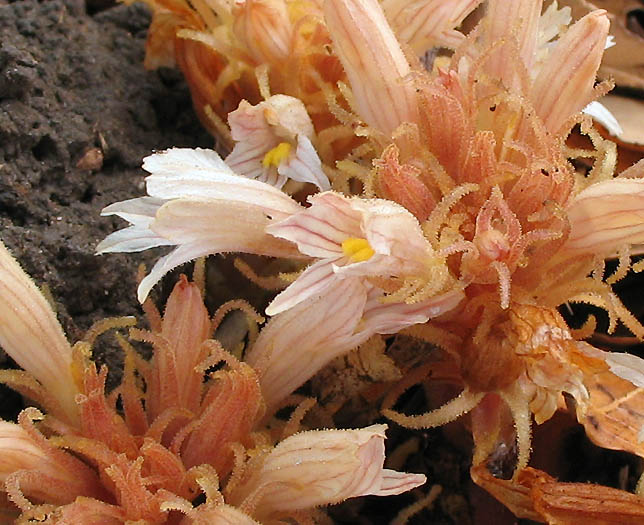
Orobanche vallicola
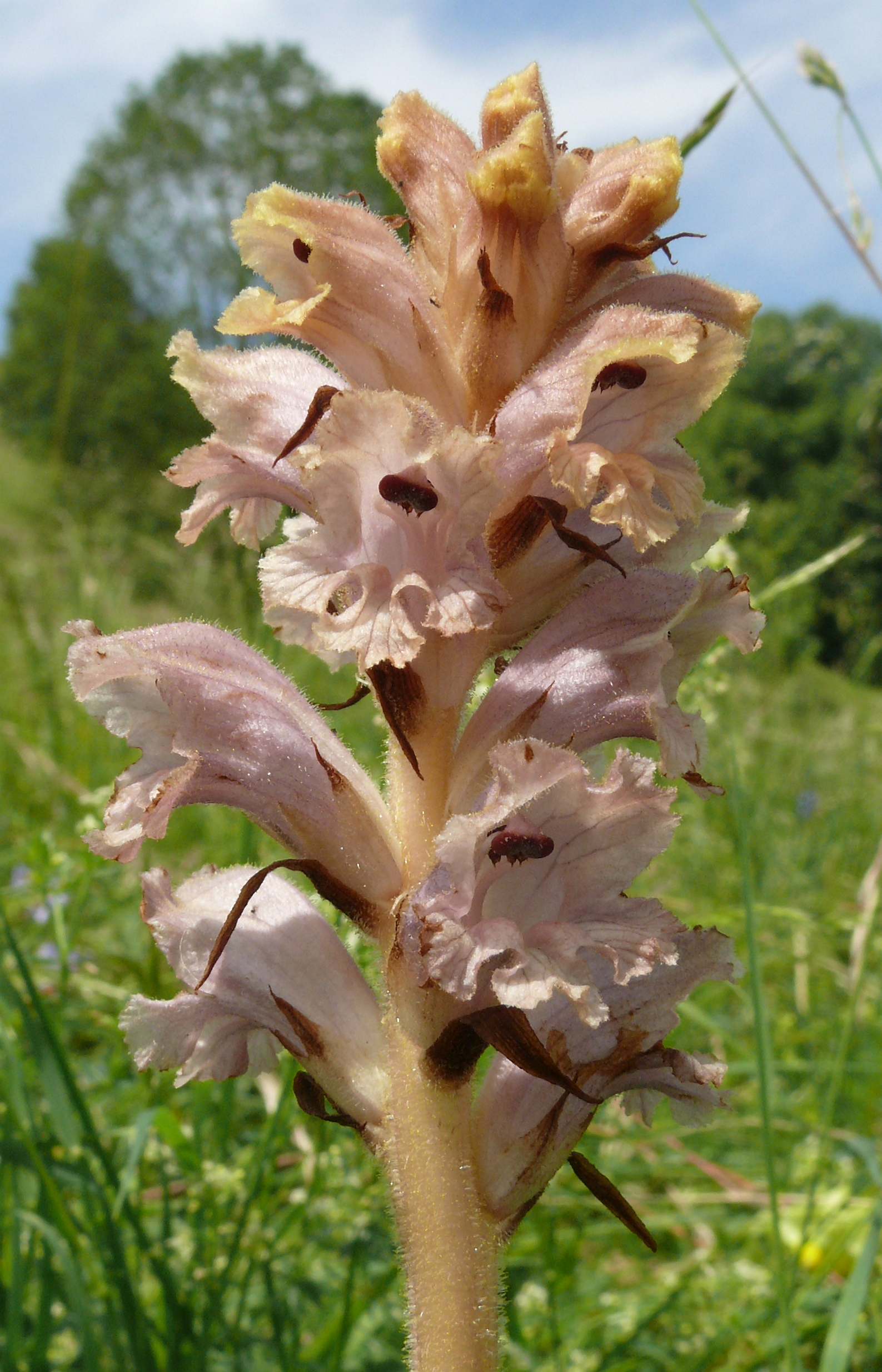
Orobanche caryophyllacea
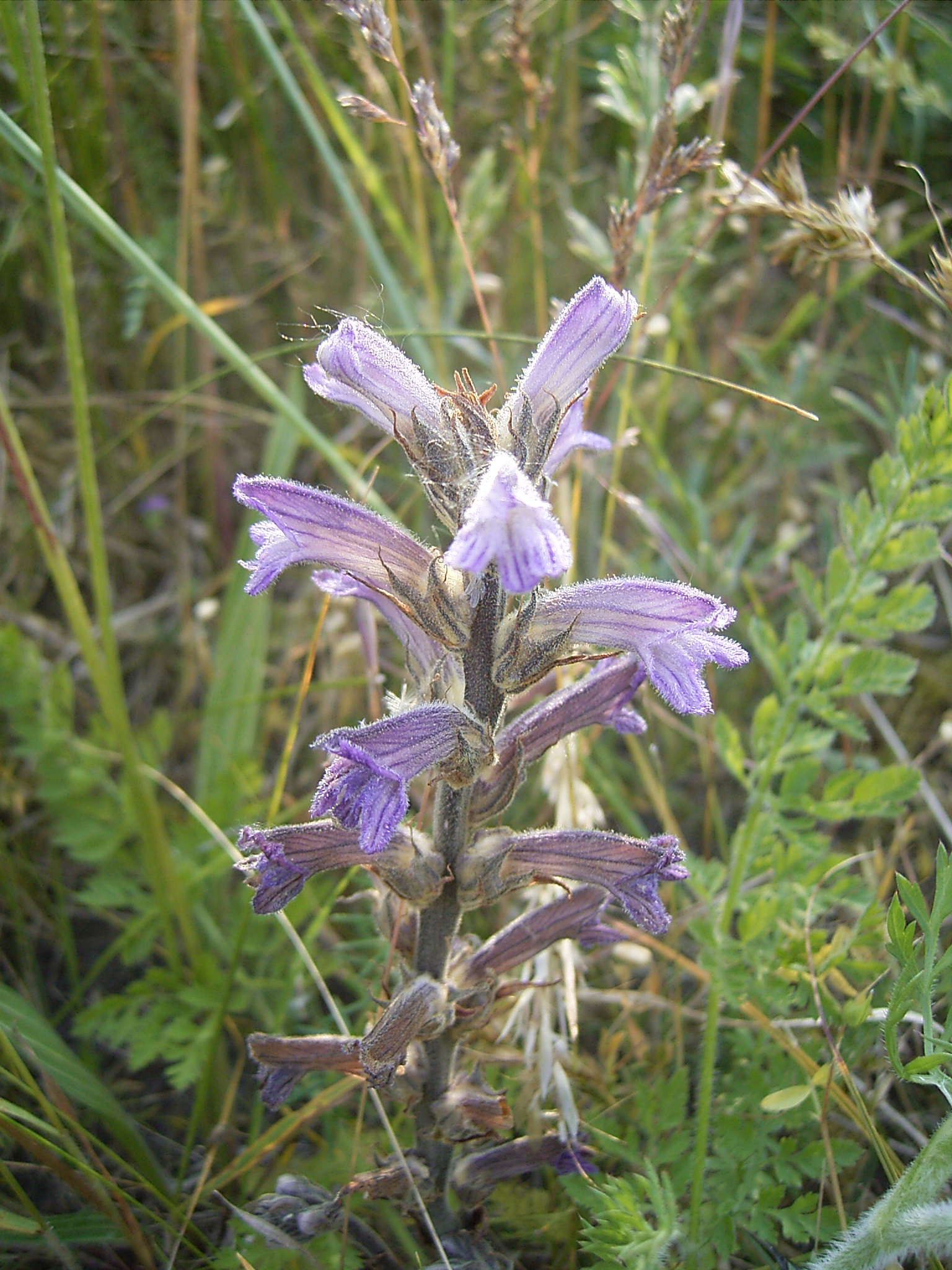
Orobanche purpurea
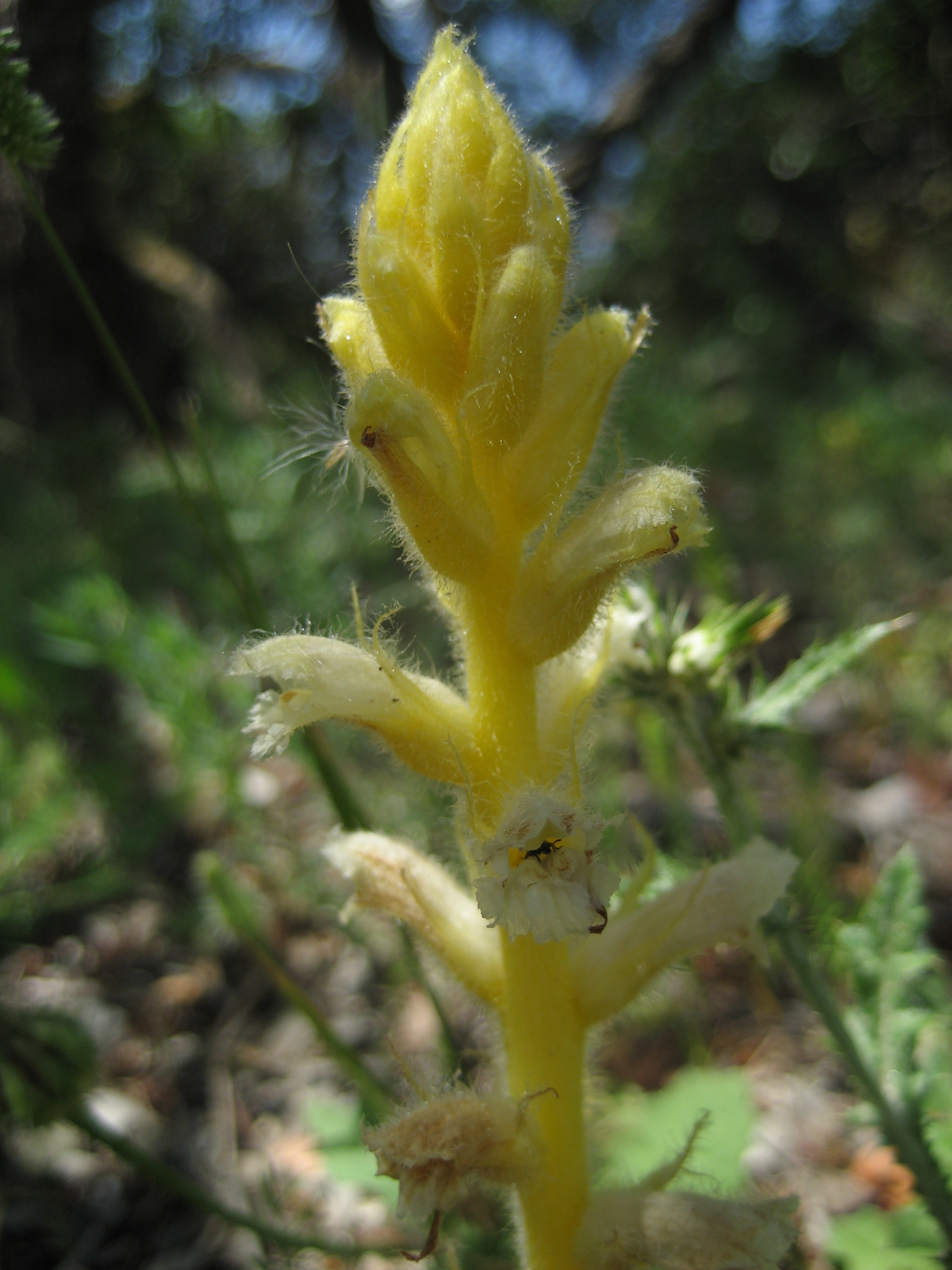
Orobanche pubescens
Orthocarpus purpurascens
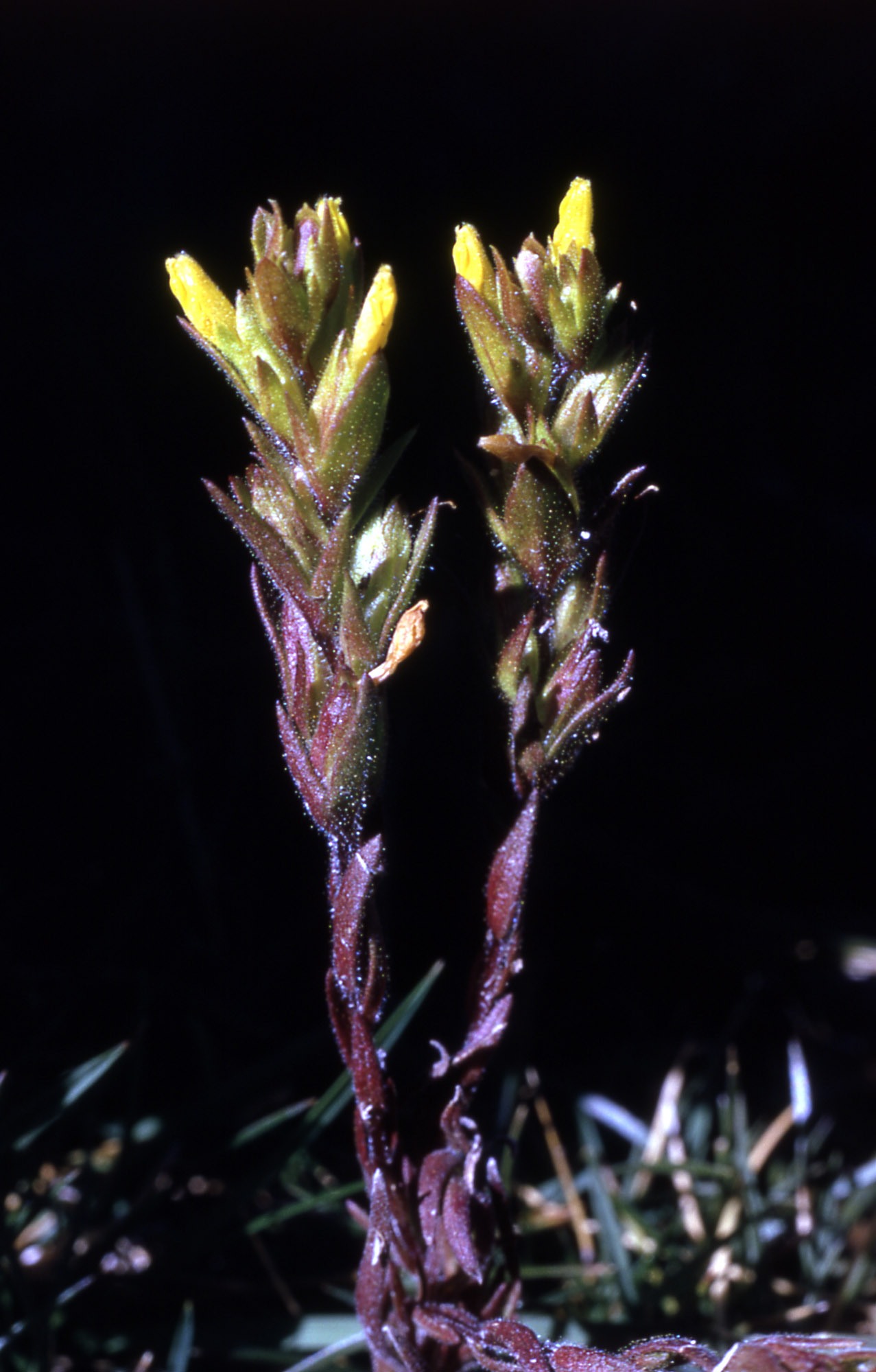
Orthocarpus luteus
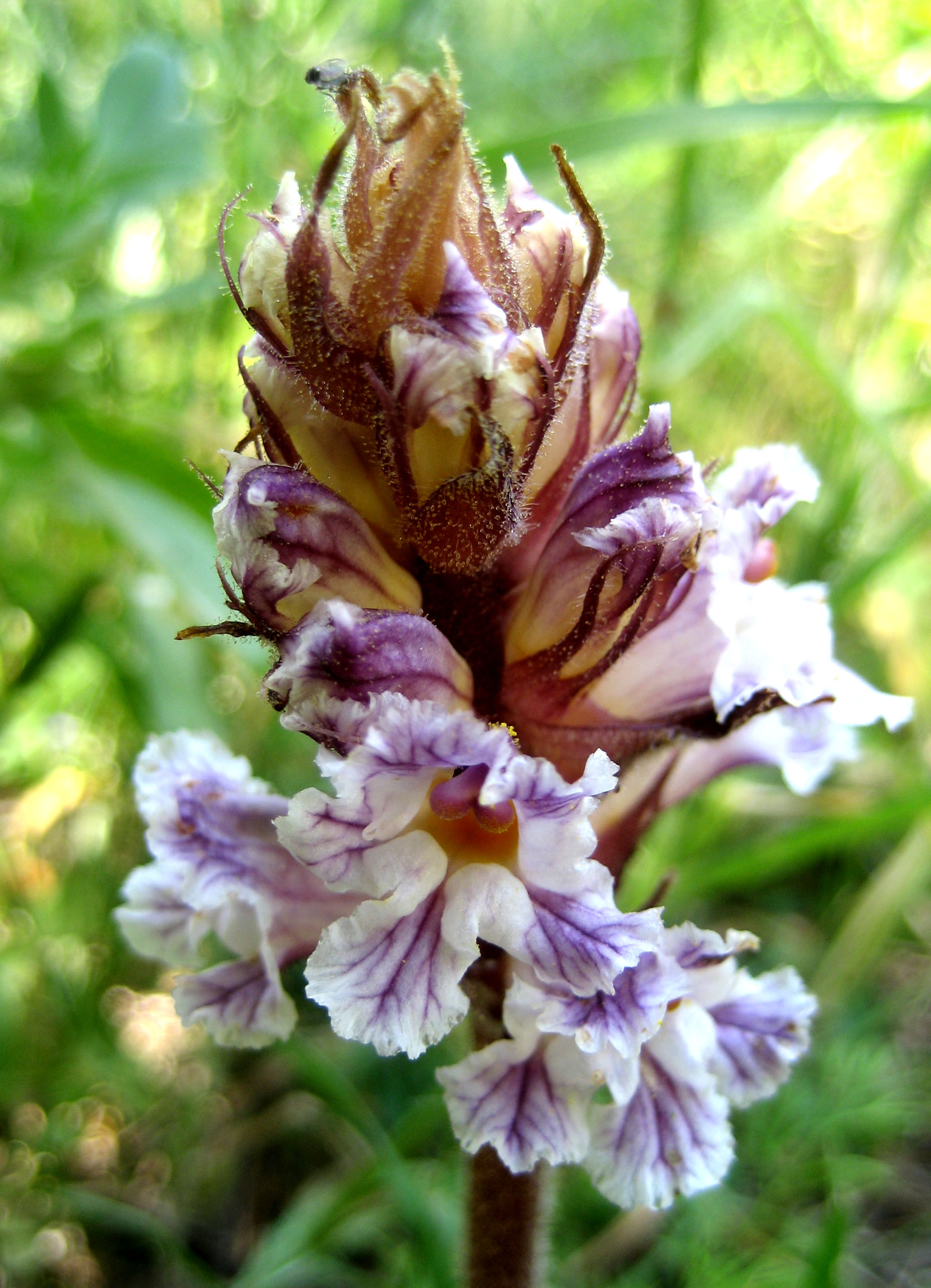
Orobanche crenata
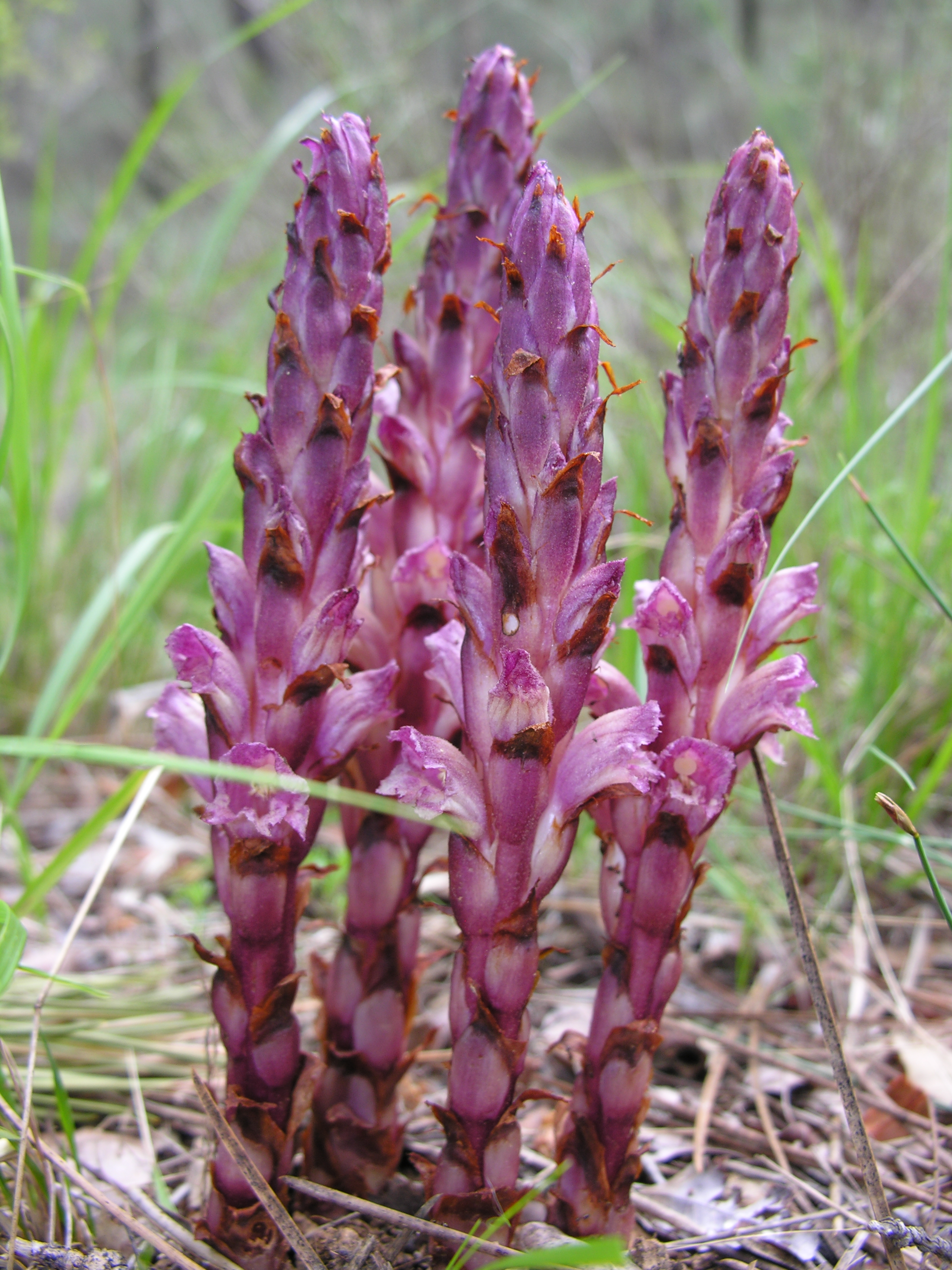
Orobanche haenseleri

## P
- Paraharveya Eb. Fischer & Siedentop, 2004: Una specie (Paraharveya alba (Hepper) Eb. Fischer & Siedentop) - Tribù Orobancheae
- Parasopubia Hofmann & Eb. Fischer, 2004: 2 specie - Tribù Buchnereae (Sottotribù Sopubiinae)
- Parastriga Mildbr., 1930: Una specie (Parastriga alectroides Mildbr.) - Tribù Buchnereae (Sottotribù Buchneriinae) - Emiparassita
- Parentucellia  Viv., 1824: 2 specie - Tribù Rhinantheae - Emiparassita - Perlina (2 specie)
- Pedicularis L., 1753: 350 - 600 - Tribù Rhinantheae - Emiparassita - Pedicolare (25 specie)
- Petitmenginia Bonati, 1911: 2 specie - Tribù Buchnereae (Sottotribù Sopubiinae) - Emiparassita
- Phacellanthus Siebold & Zucc., 1846: Una specie (Phacellanthus tubiflorus Siebold & Zucc.) - Tribù Orobancheae - Oloparassita
- Phelyaea L., 1758: 4 specie - Tribù Orobancheae - Oloparassita
- Phtheirospermum Bynge ex Fisch. & C. Mey., 1835: 4 - 7 specie - Tribù Rhinantheae - Emiparassita
- Physocalyx Pohl, 1827: 2 specie - Tribù Escobedieae - Emiparassita
- Platypholis Maxim., 1886: Una specie (Platypholis boninsimae Maxim.) - Tribù Orobancheae - Oloparassita
- Pseudomelasma Eb. Fischer, 1996: Una specie (Pseudomelasma pedicularioides (Baker) Eb. Fischer) - Tribù Escobedieae - Emiparassita
- Pseudosopubia Engl., 1897: 5 - 7 specie - Tribù Buchnereae (Sottotribù Sopubiinae) - Emiparassita
- Pseudostriga Bonati, 1911: Una specie (Pseudostriga cambodiana Bonati) - Tribù Buchnereae (Sottotribù Buchneriinae) - Emiparassita
- Pterygiella  Oliv., 1896: 4 specie - Tribù Rhinantheae - Emiparassita

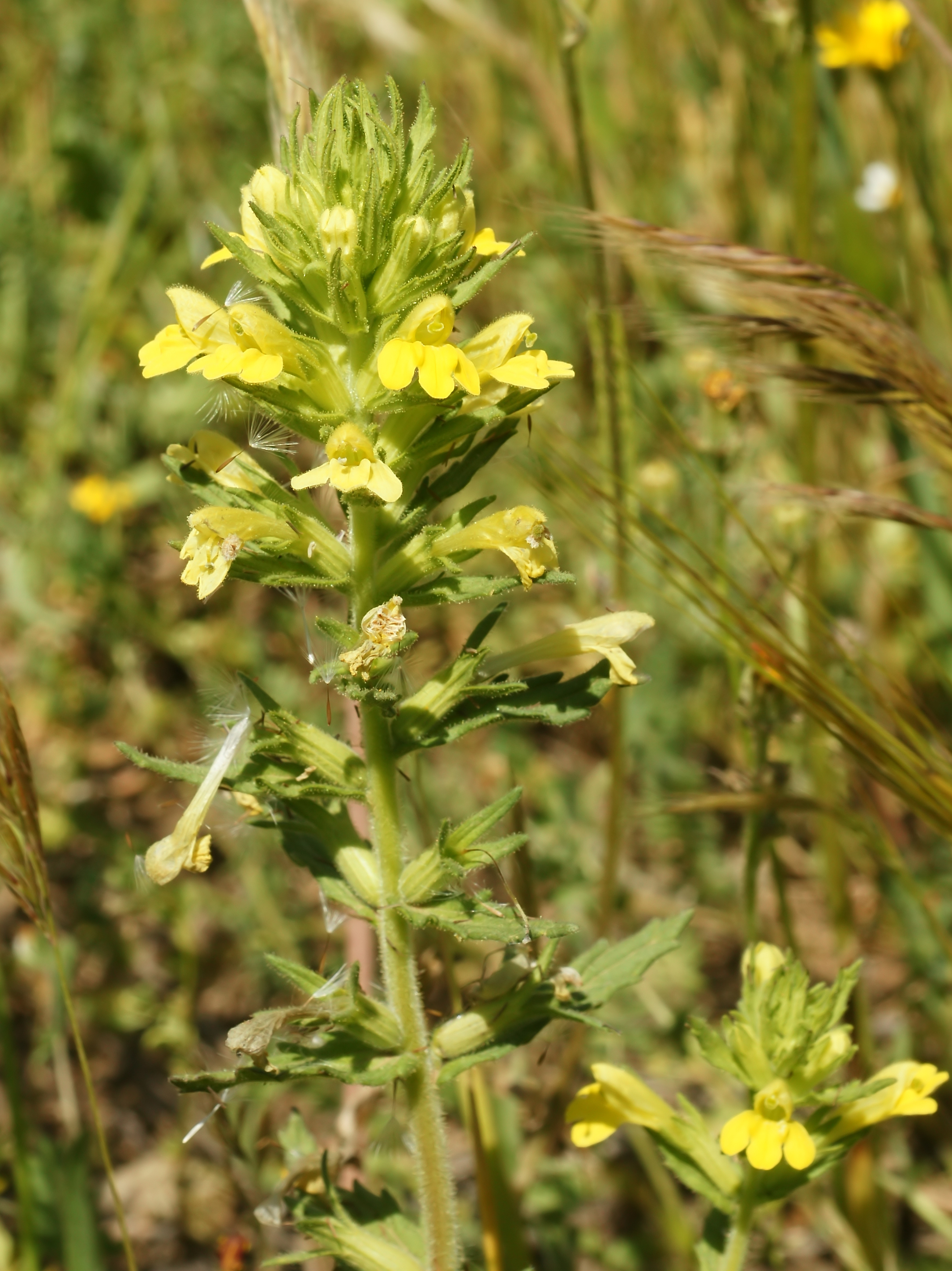
Parentucellia viscosa
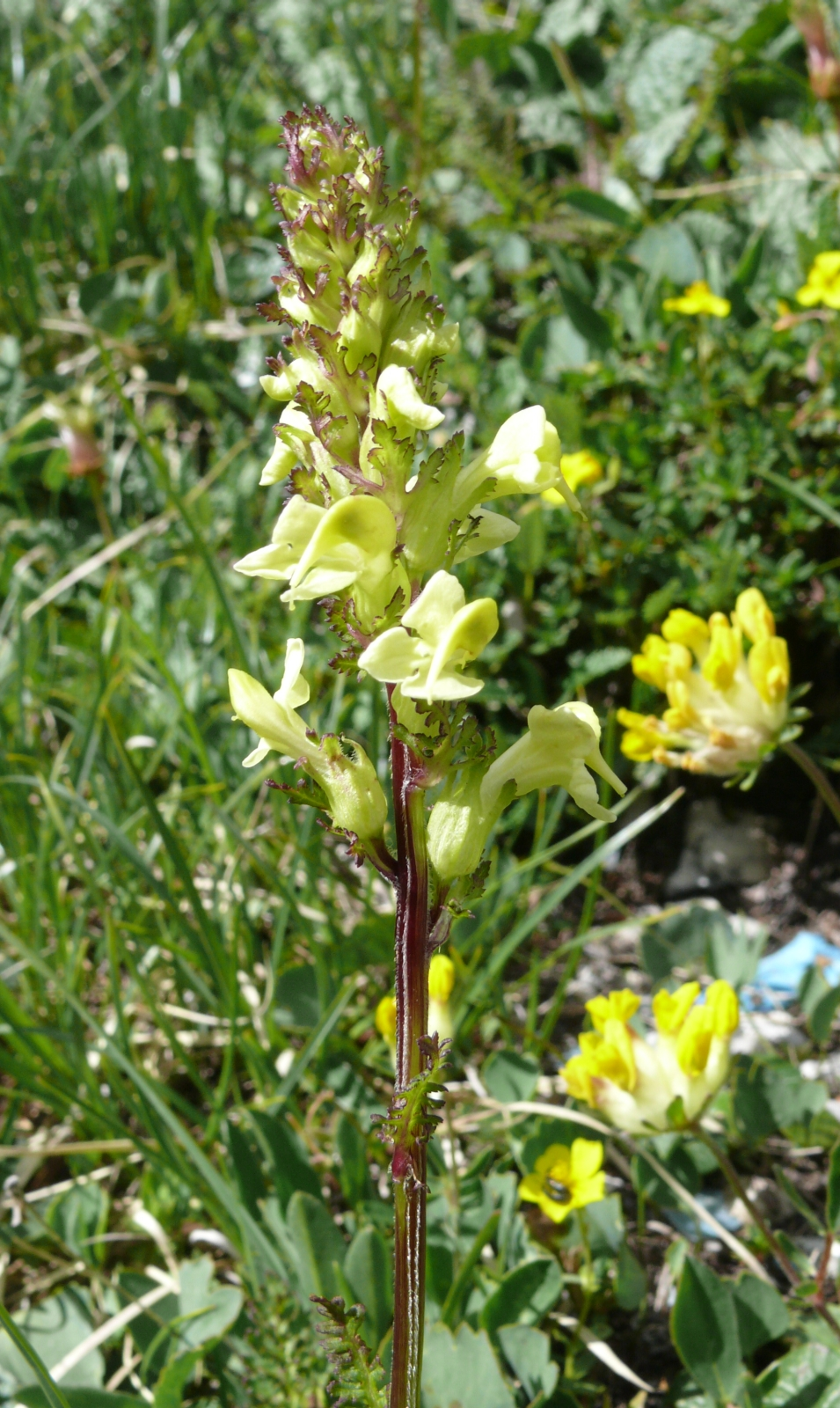
Pedicularis elongata
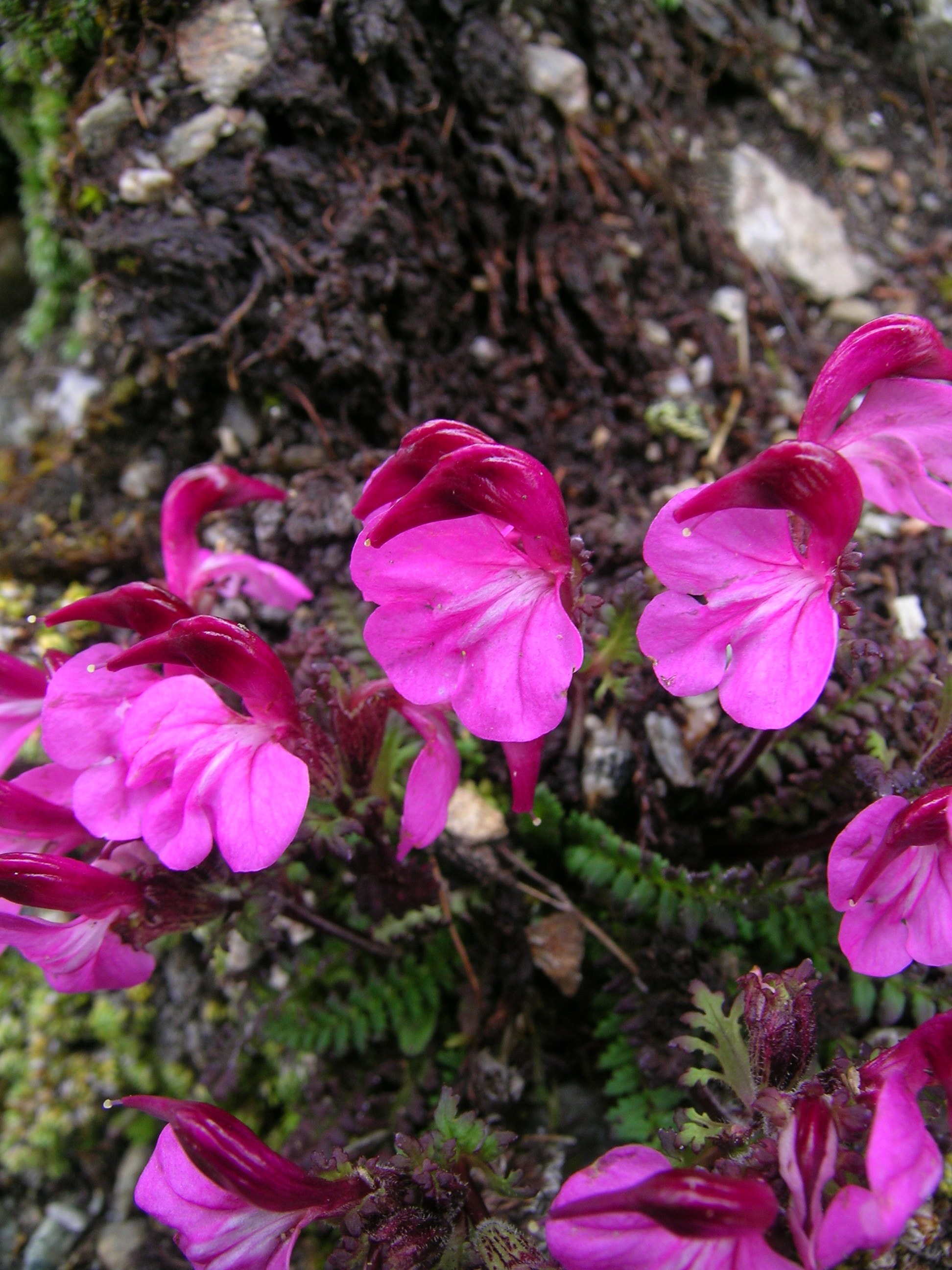
Pedicularis kerneri
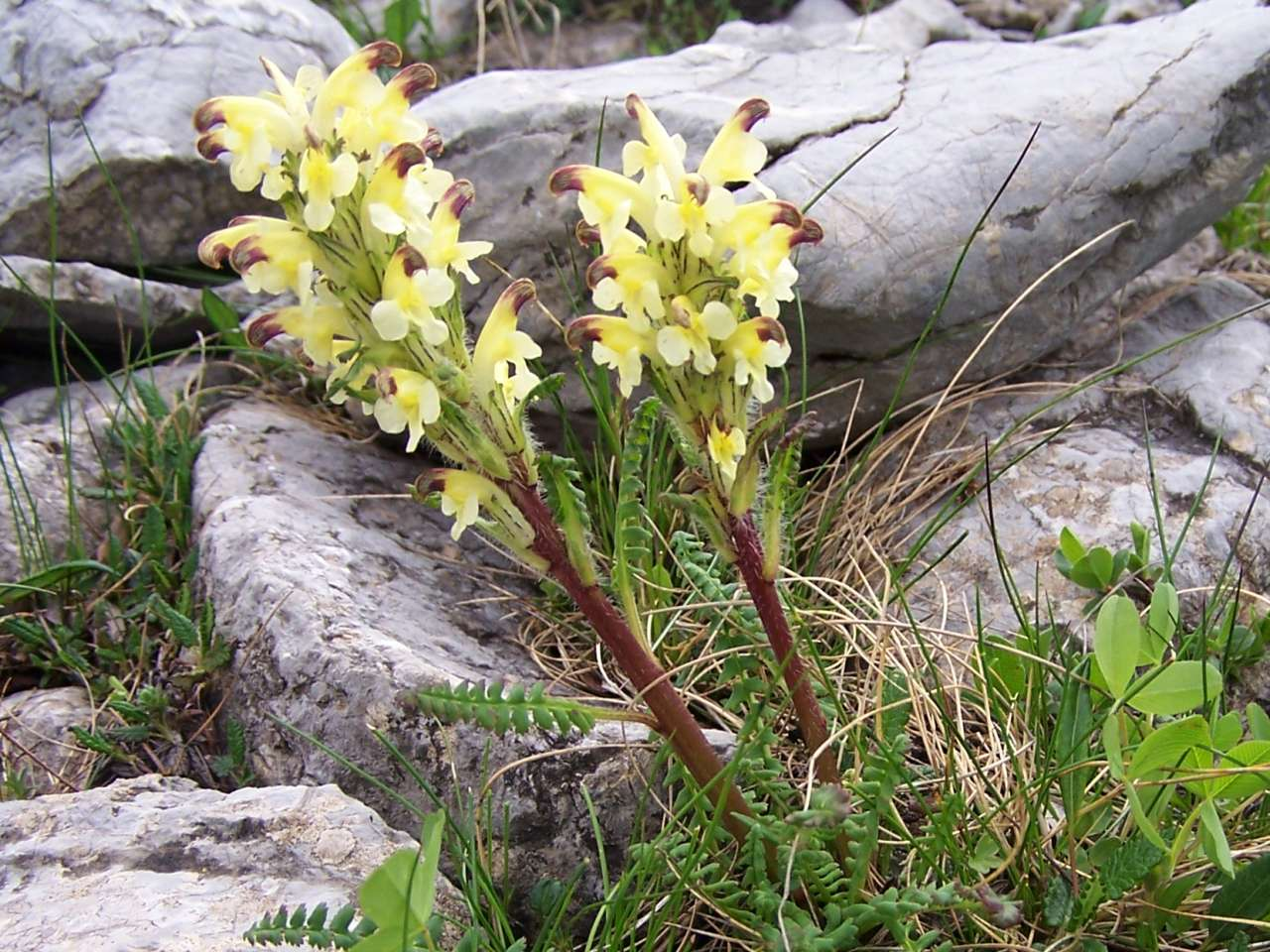
Pedicularis oederi
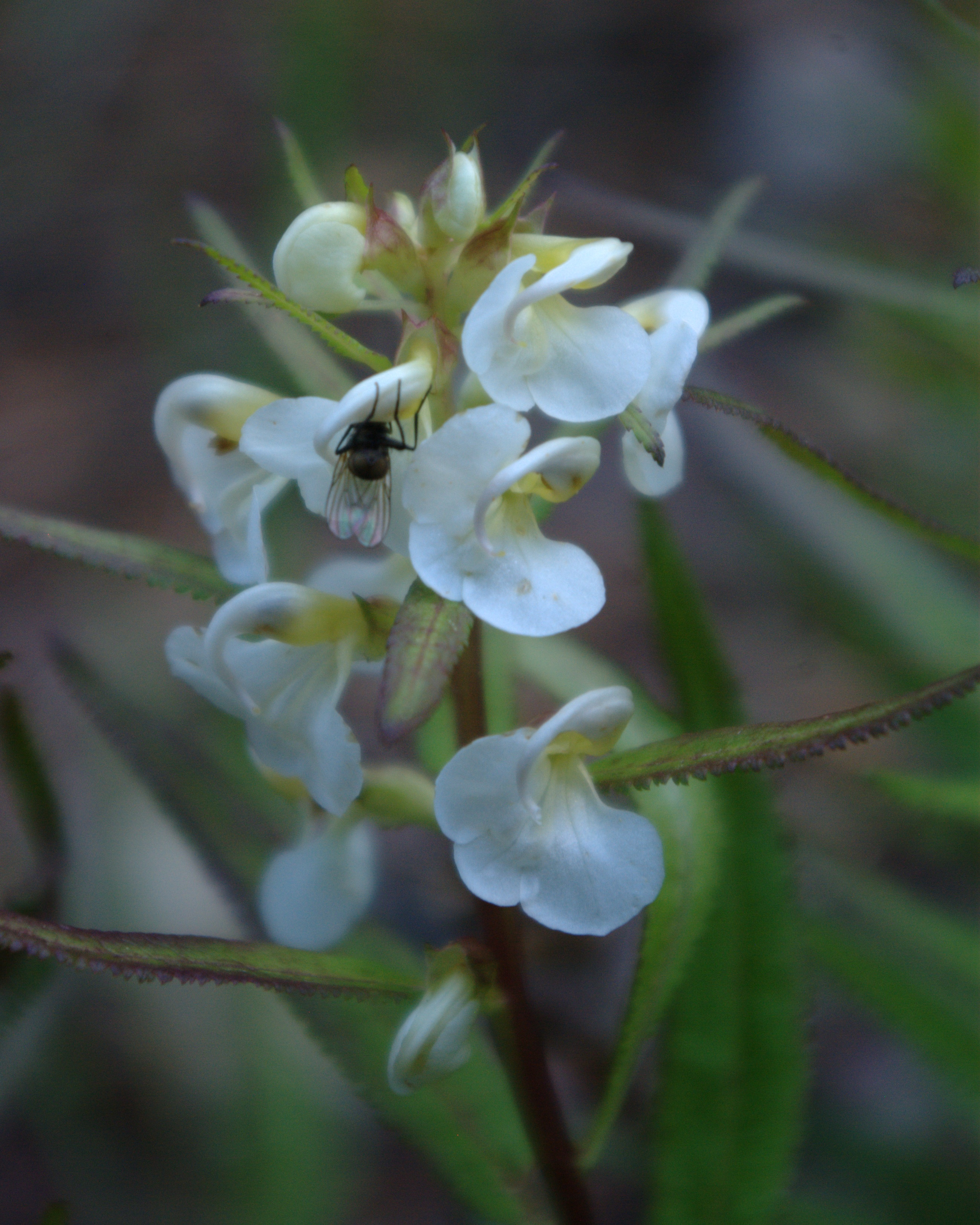
Pedicularis racemosa
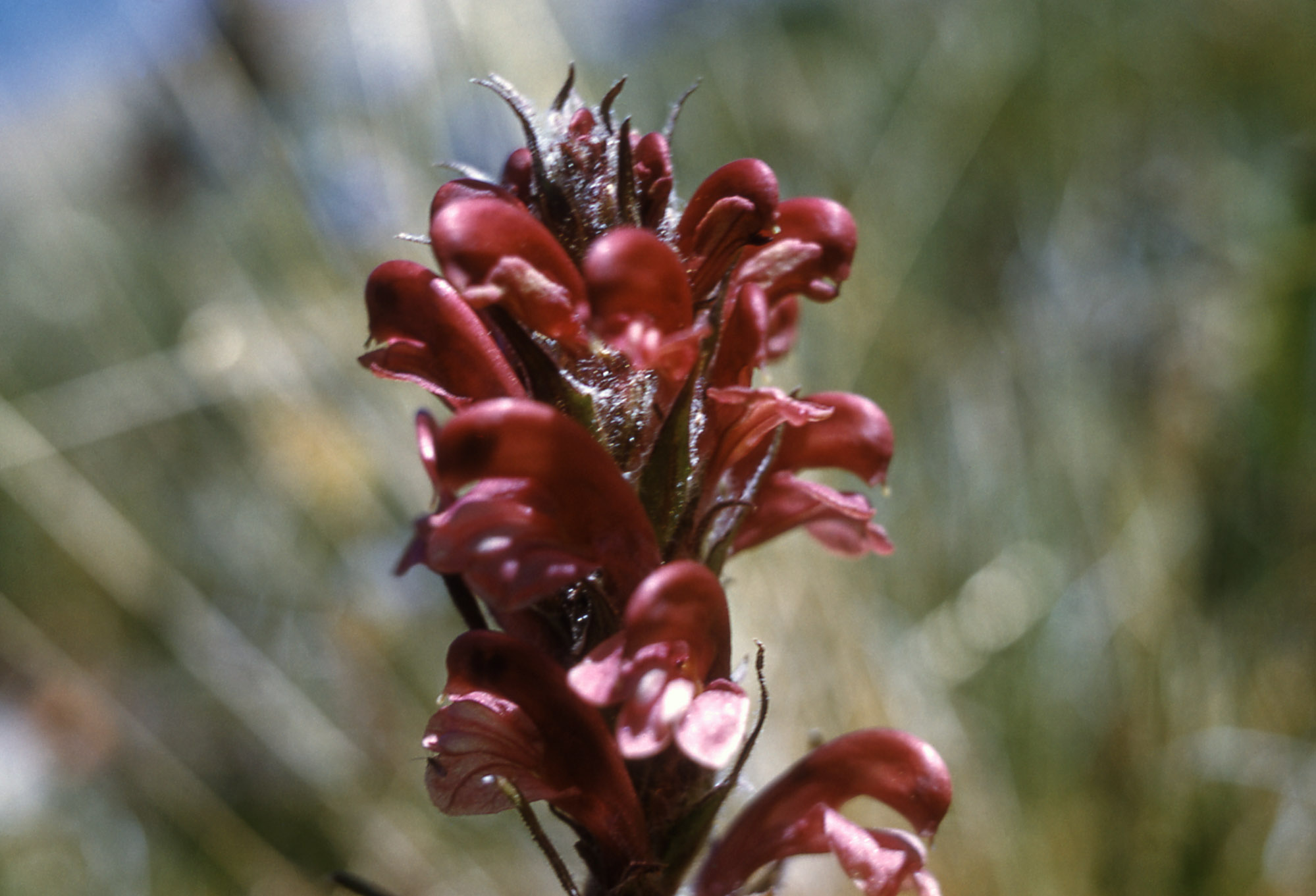
Pedicularis cystopteridifolia

## R
- Radamaea Benth., 1846: 5 specie - Tribù Buttonieae - Emiparassita
- Rehmannia Libosch. ex Fisch. & C.A. Mey, 1835: 9 specie - Tribù Rehmannieae (Incertae sedis)
- Rhamphicarpa Benth., 1836: 6 specie - Tribù Buchnereae (Sottotribù Buchneriinae) - Emiparassita
- Rhaphispermum Benth., 1846: Una specie (Rhaphispermum gerardioides Benth.) - Tribù Buttonieae - Emiparassita
- Rhinanthus  L., 1753: 45 specie - Tribù Rhinantheae - Emiparassita - Cresta di gallo (16 specie)
- Rhynchocorys  Griseb., 1844: 6 specie - Tribù Rhinantheae - Emiparassita - Elefantina (una specie)

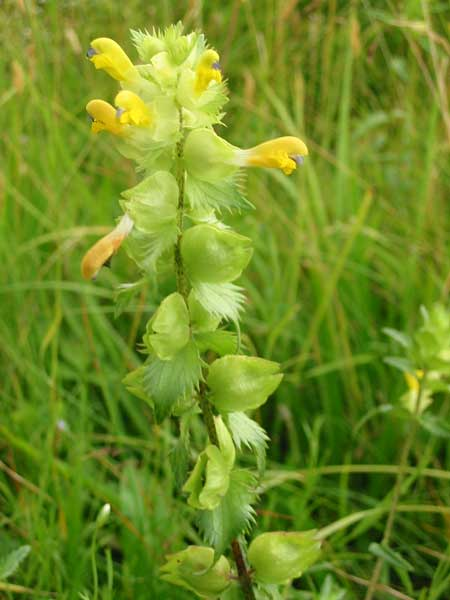
Rhinanthus angustifolius
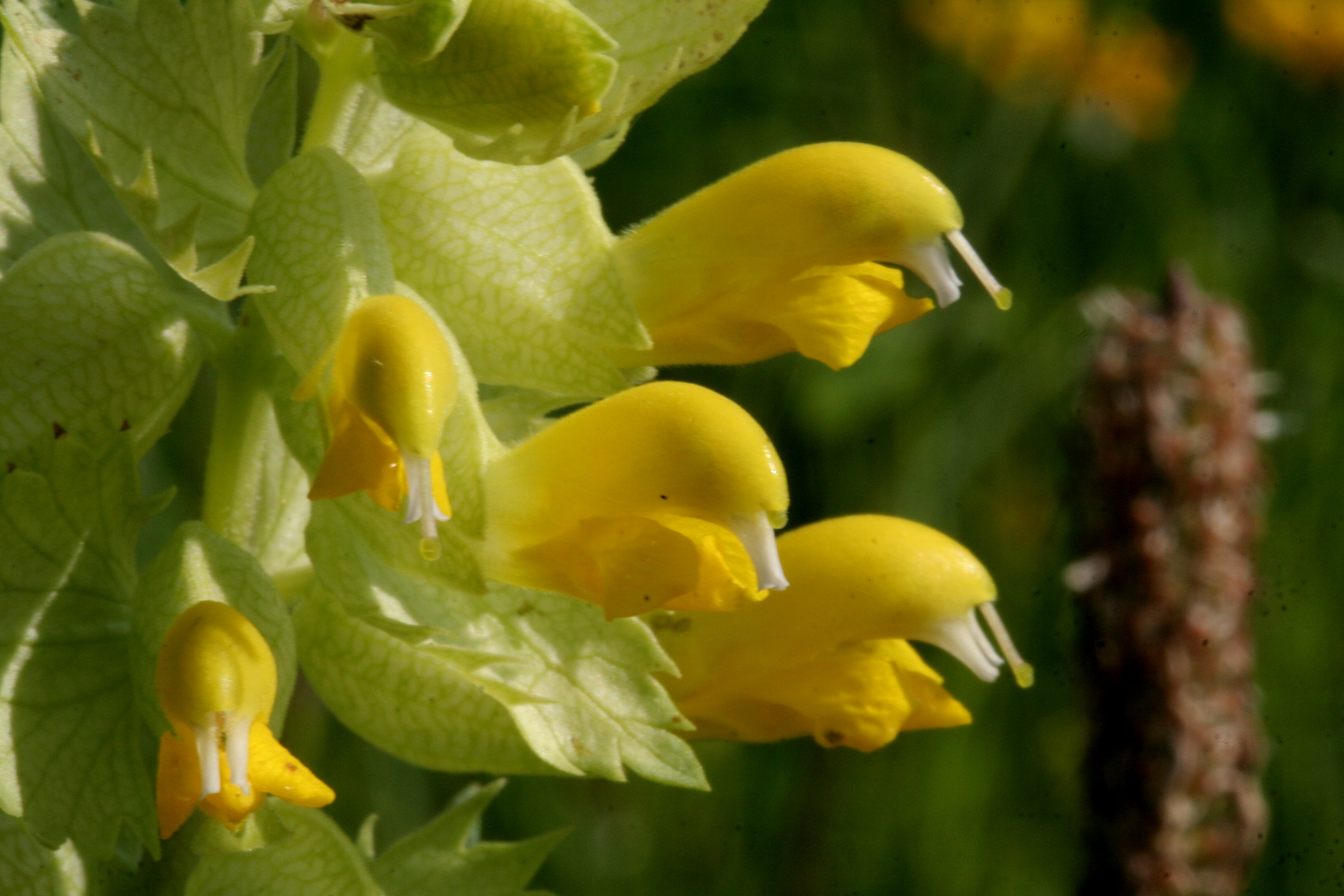
Rhinanthus alectorolophus
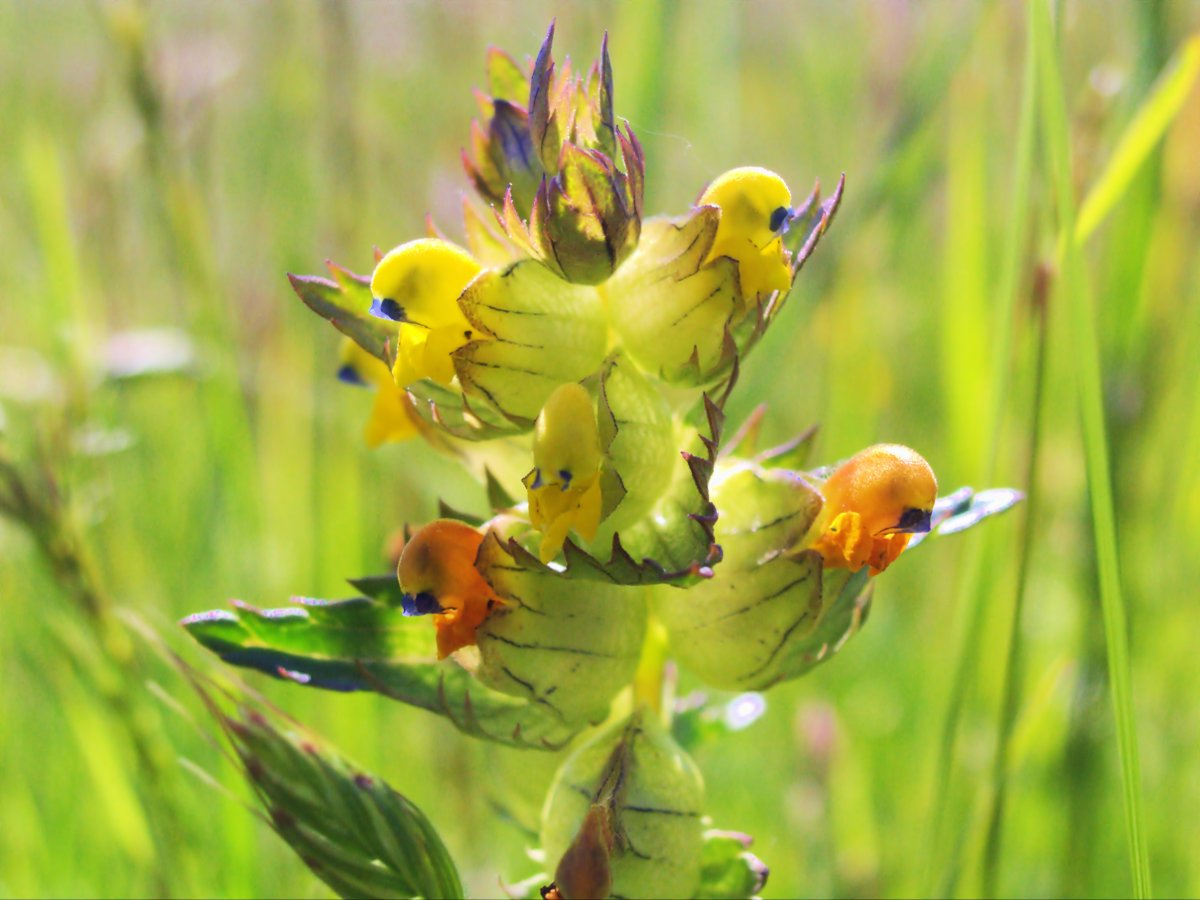
Rhinanthus minor
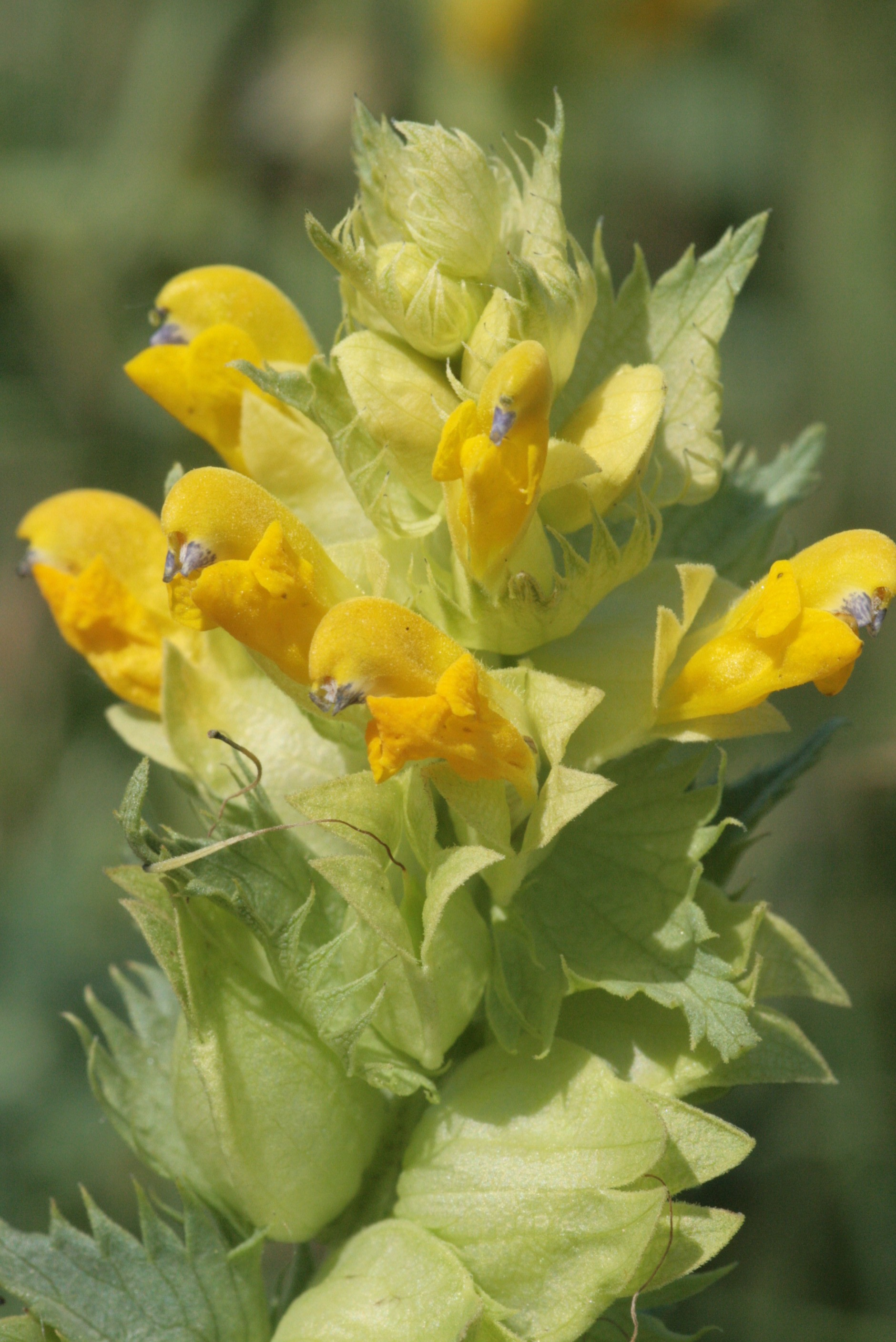
Rhinanthus serotinus

## S
- Schwalbea L., 1753: Una specie (Schwalbea americana L.) - Tribù Cymbarieae - Emiparassita
- Seymeria Pursh, 1813: 25 specie - Tribù Gerardieae - Emiparassita
- Seymeriopsis N.N. Tsvelev, 1987: Una specie (Seymeriopsis bissei N.N. Tsvelev) - Tribù Gerardieae - Emiparassita
- Sieversandreas Eb. Fischer, 1996: Una specie (Sieversandreas madagascarianus Eb. Fischer) - Tribù Buchnereae (Sottotribù Sopubiinae) - Emiparassita
- Silviella Pennell, 1928: 2 specie - Tribù Gerardieae - Emiparassita
- Siphonostegia Benth., 1835: 2 specie - Tribù Cymbarieae - Emiparassita
- Sopubia Buch.-Ham. ex D. Don, 1825: 40 - 60 specie - Tribù Buchnereae (Sottotribù Sopubiinae) - Emiparassita
- Striga Lour., 1790: Circa 40 specie - Tribù Buchnereae (Sottotribù Buchneriinae) - Emiparassita

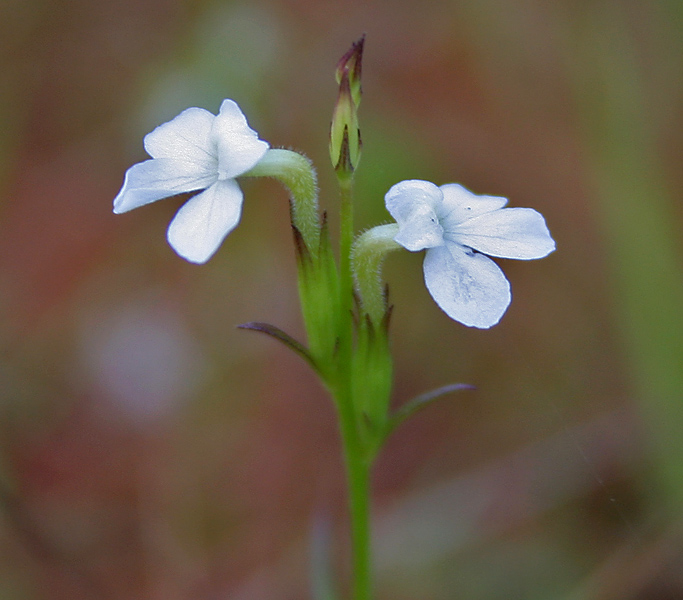
Striga densiflora
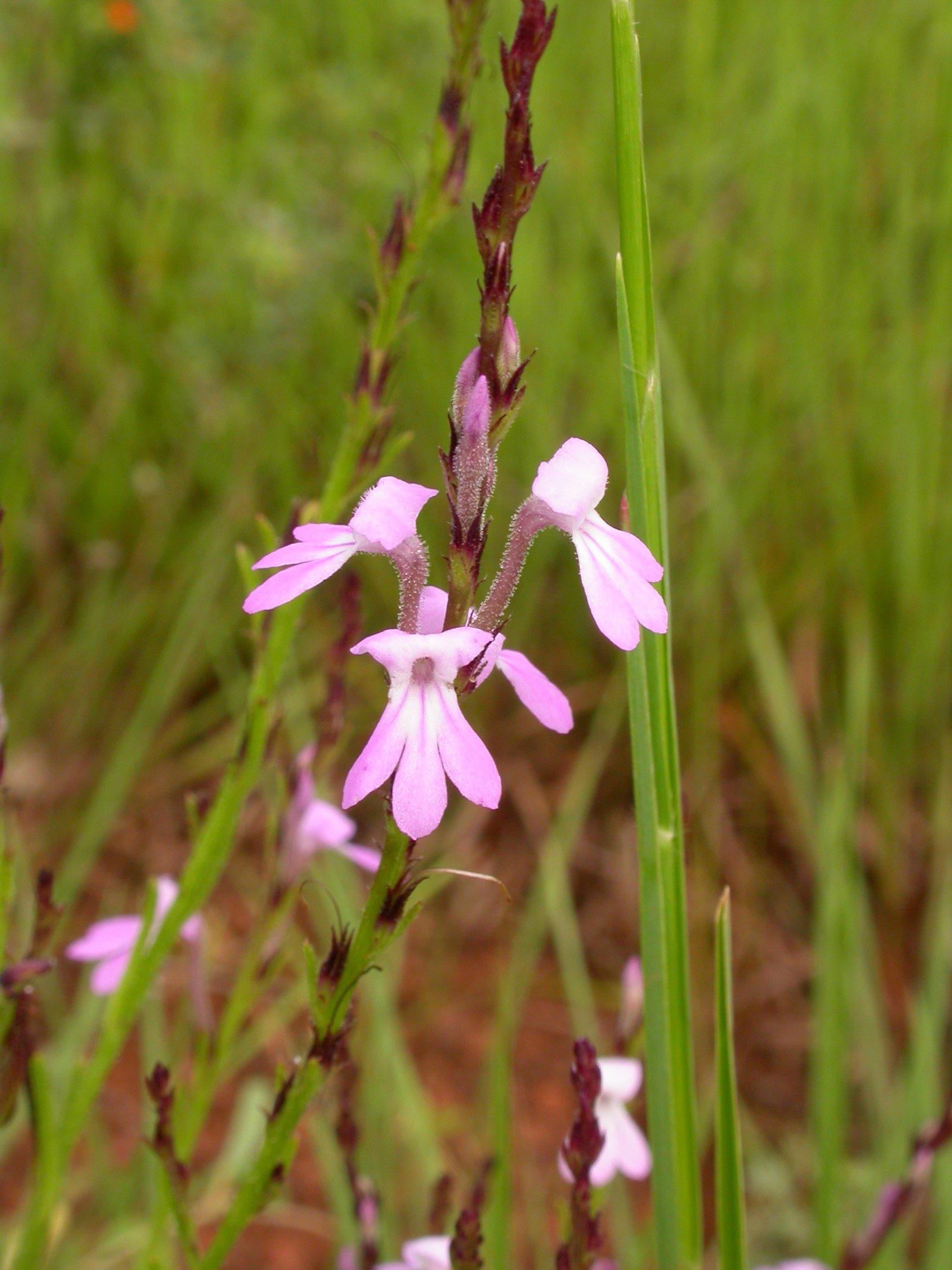
Striga bilabiata
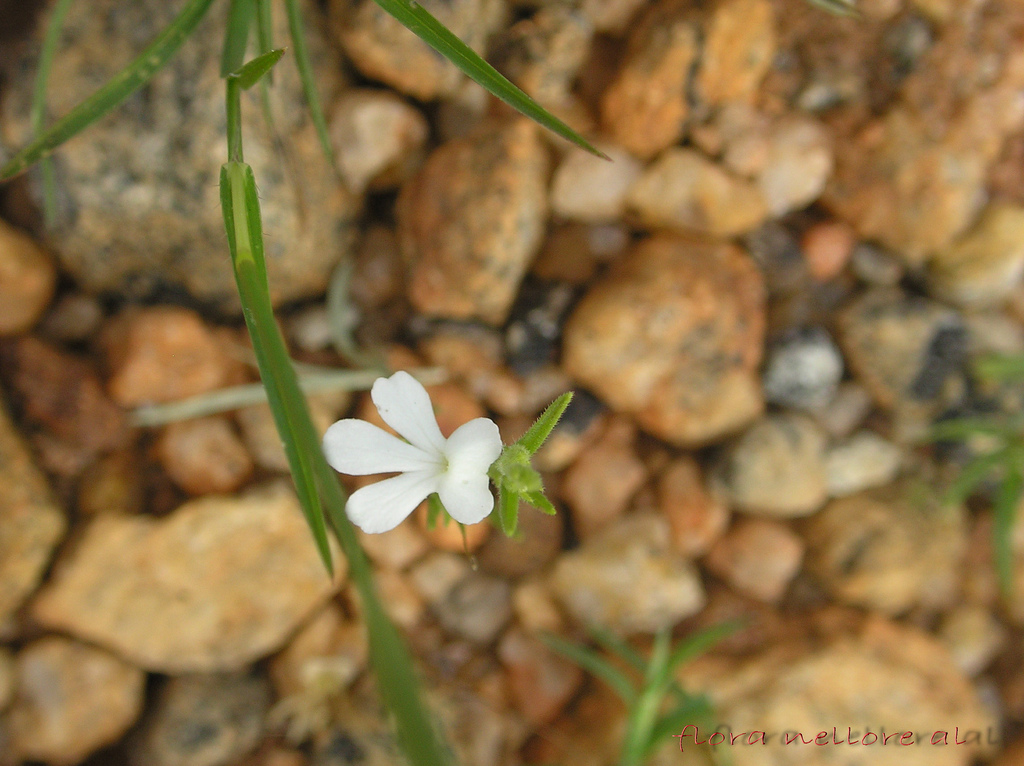
Striga angustifolia
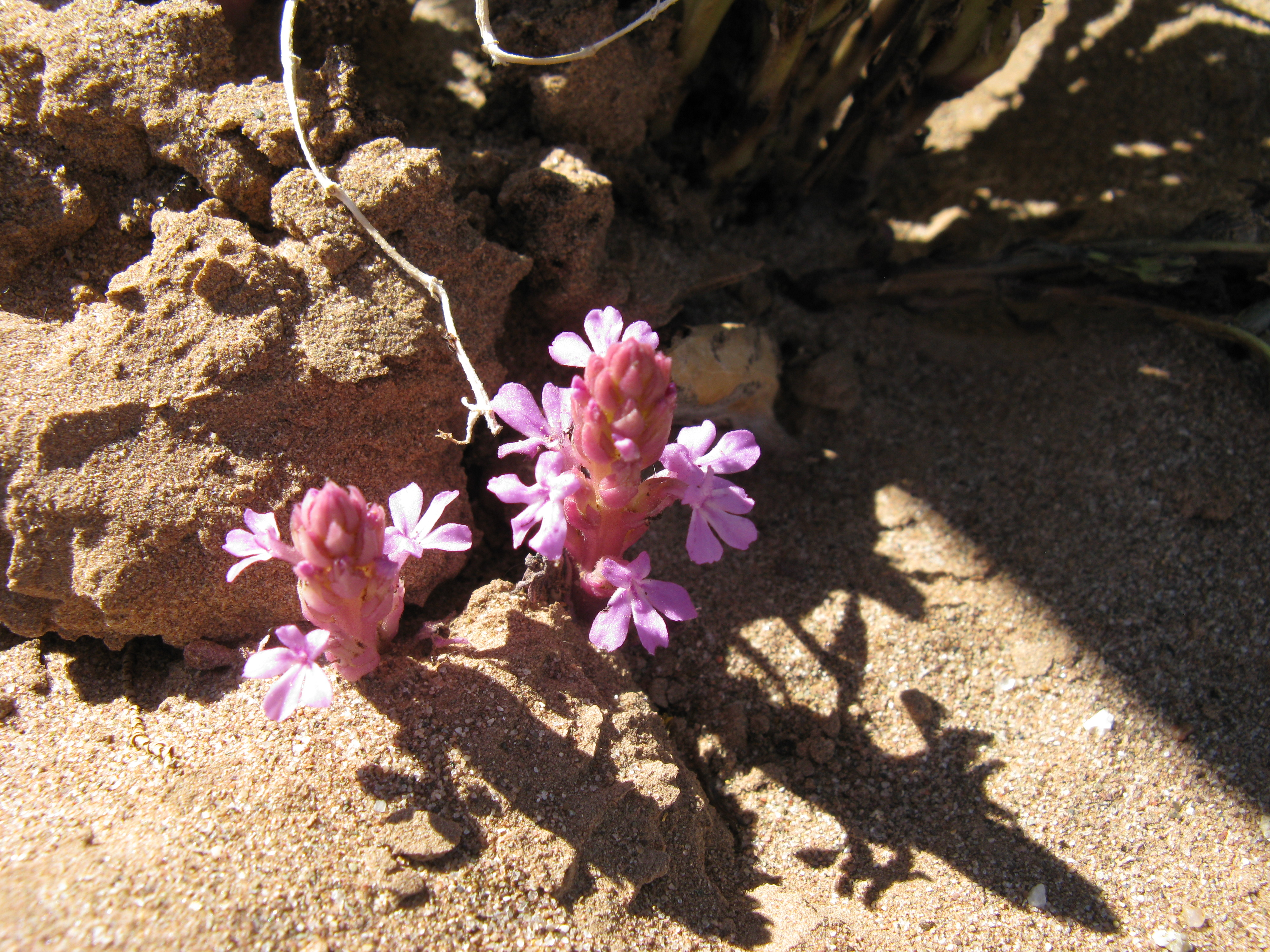
Striga gesnerioides
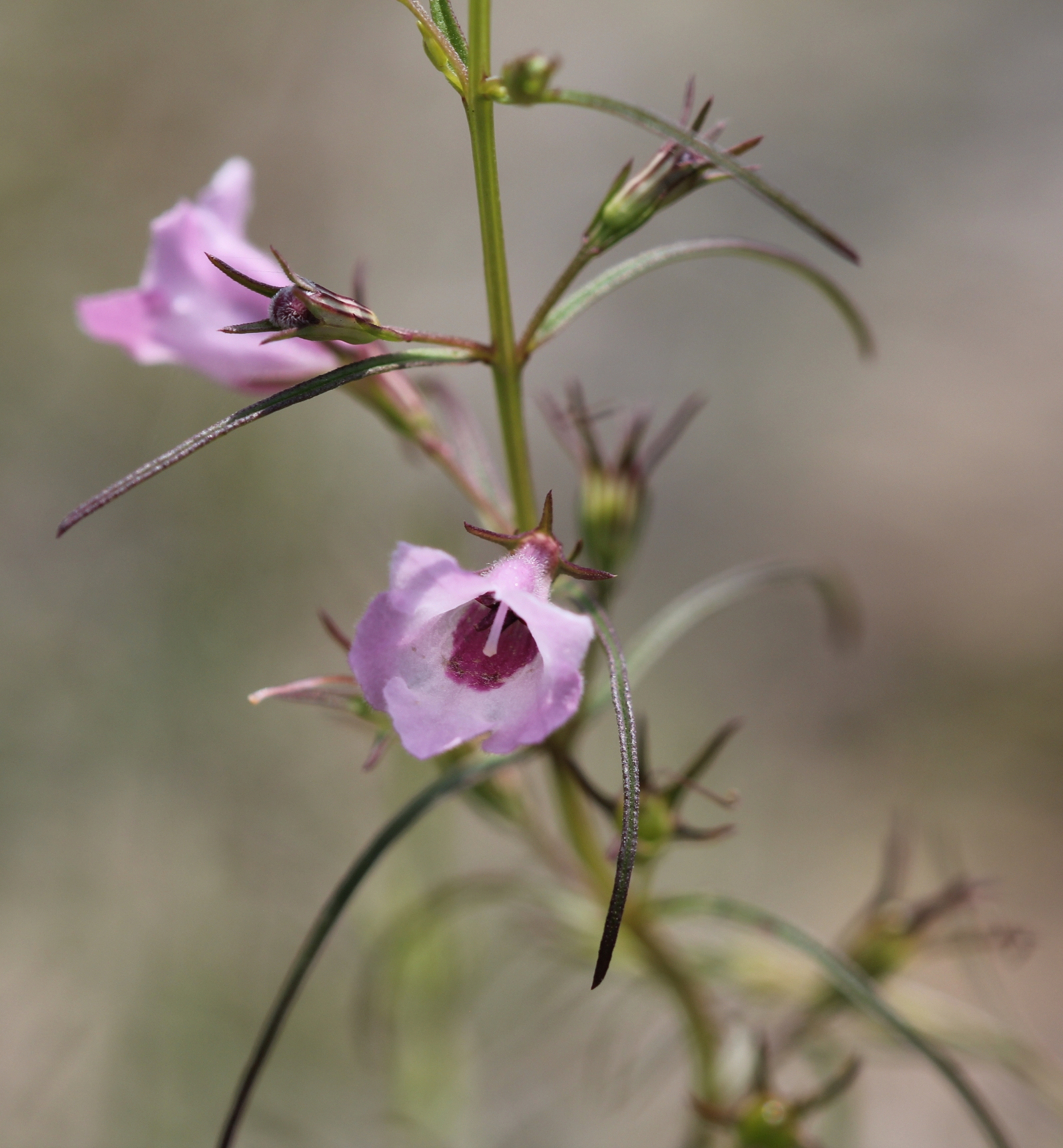
Sopubia delphinifolia
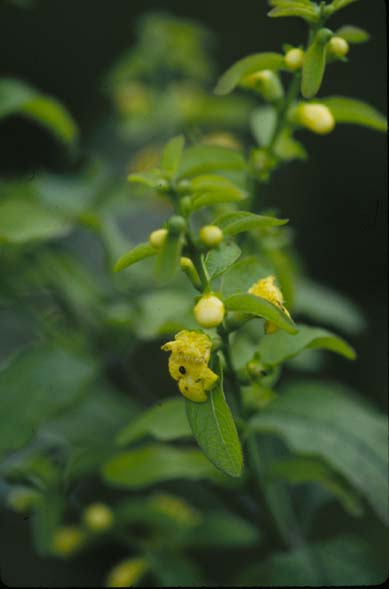
Seymeria macrophylla
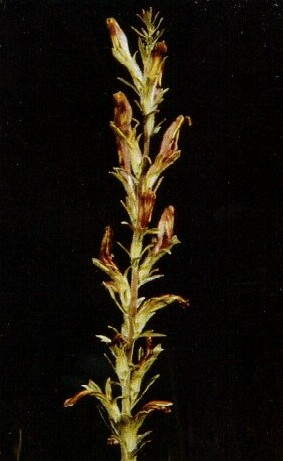
Schwalbea americana
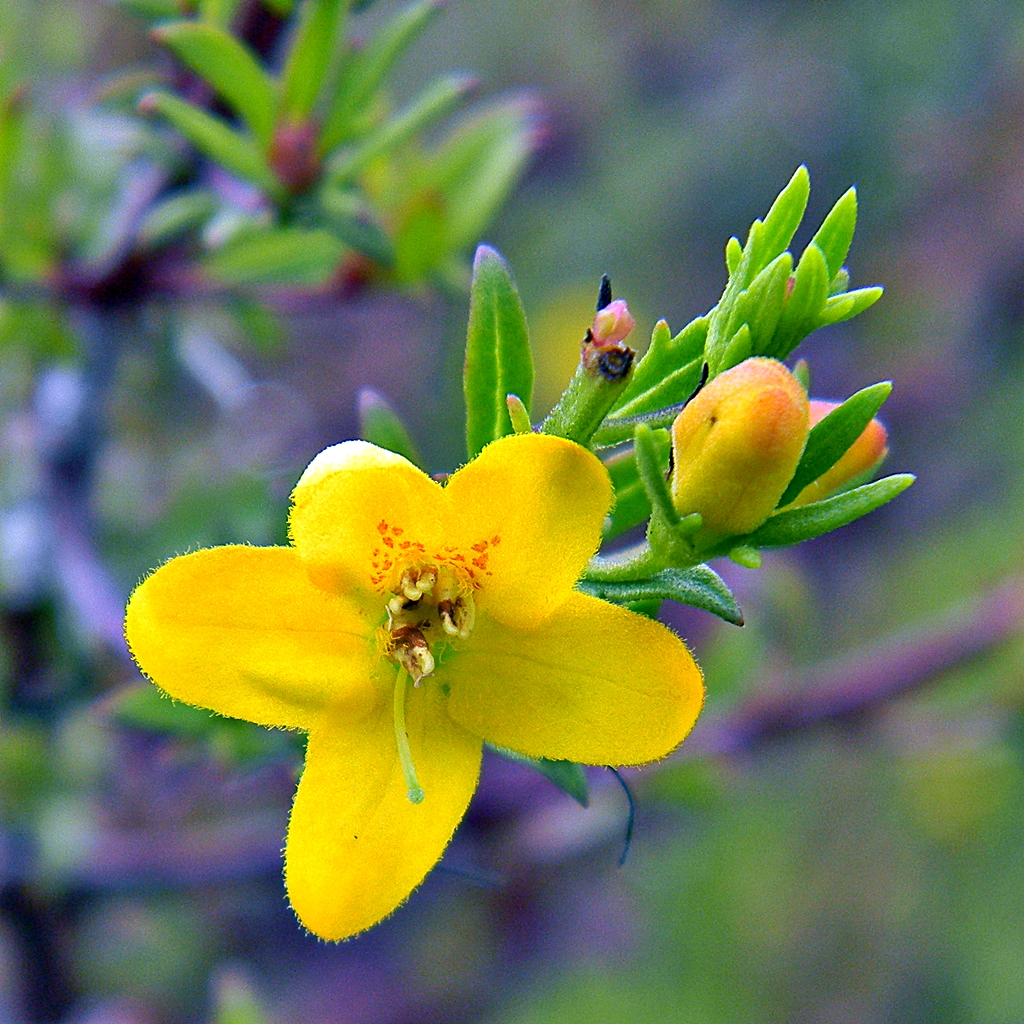
Seymeria pectinata

## T
- Tetraspidium Baker, 1884: Una specie (Tetraspidium laxiflorum Baker) - Tribù Buchnereae (Sottotribù Buchneriinae) - Emiparassita
- Thunbergianthus Engl., 1897: 2 specie - Tribù Buttonieae - Emiparassita
- Tomanthera Raf., 1837: 2 specie - Tribù Gerardieae - Emiparassita
- Tozzia  L., 1753: Una specie (Tozzia alpina L.) - Tribù Rhinantheae - Emiparassita - Tozzia (1 specie)
- Triaenophora (Hook.) Soler, 1909: 2 - 3 specie - Tribù Rehmannieae (Incertae sedis)
- Triphysaria Fisch. & C. Mey., 1835: 5 specie - Tribù Castillejeae - Emiparassita

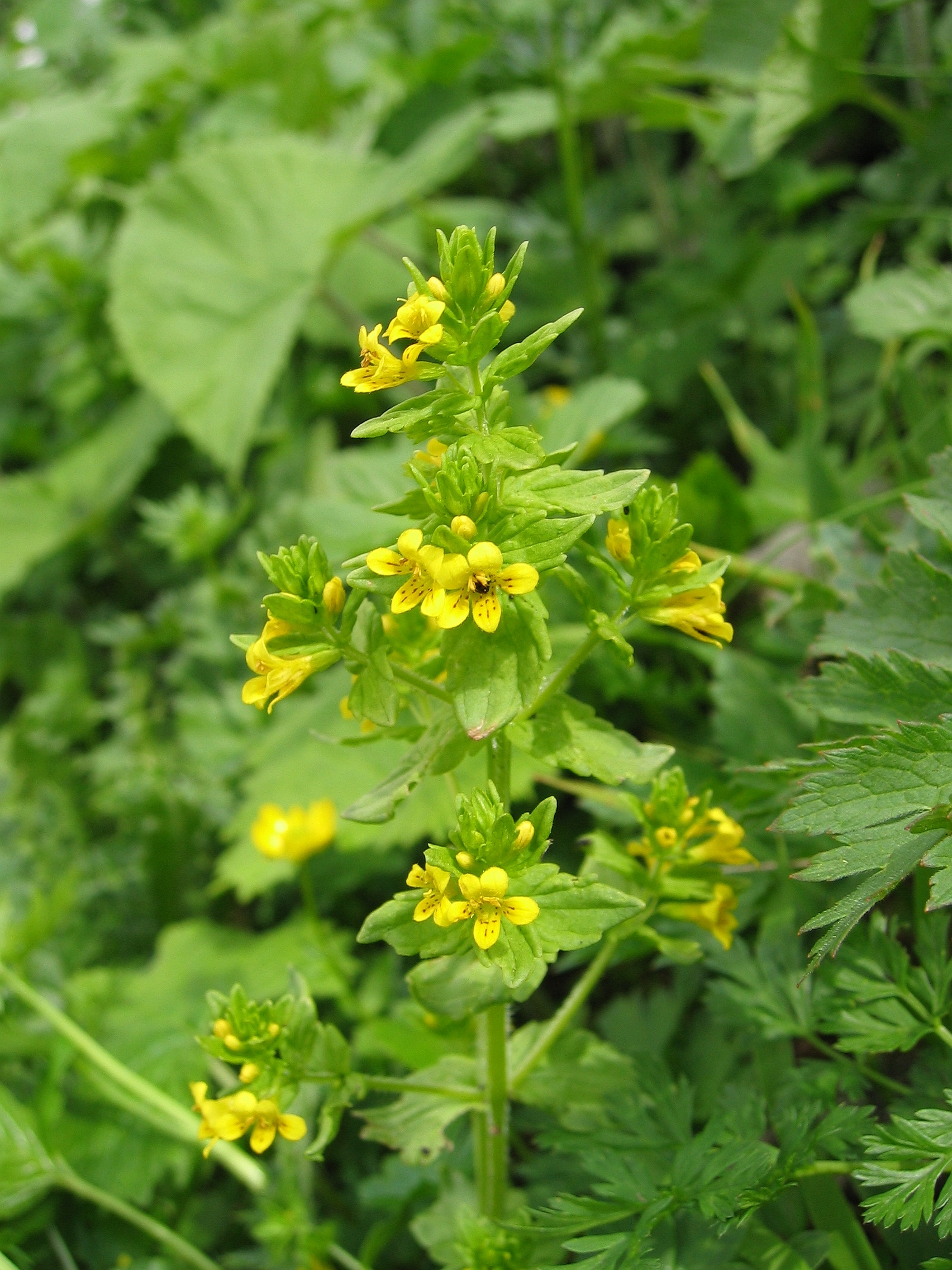
Tozzia alpina
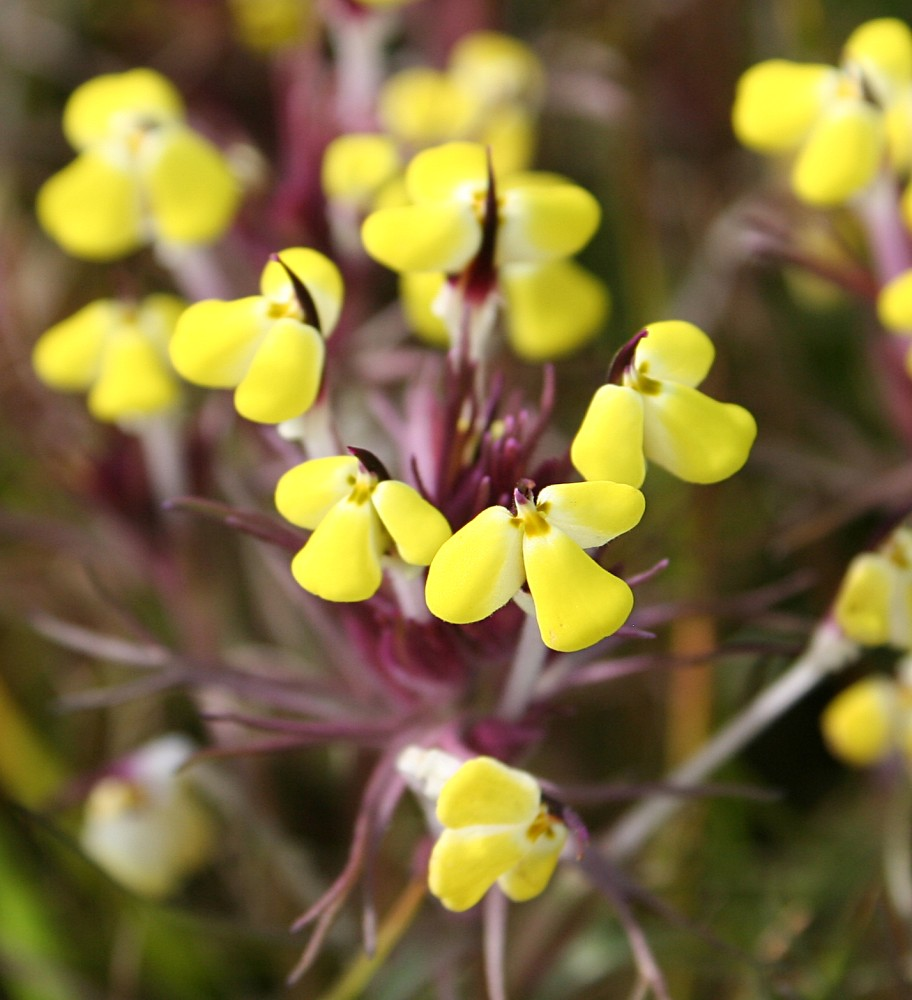
Triphysaria eriantha

## V
- Vellosiella Baill., 1887: 2 - 3 specie - Tribù Escobedieae - Emiparassita

## X
- Xylanche Beck, 1839: 2 specie - Tribù Orobancheae
- Xylocalyx Balf. f., 1883: 4 - 5 specie - Incertae sedis (ex famiglia Xylocalyceae) - emiparassita